# Pop'n musicの登場キャラクター
この項目では、コナミアミューズメントおよびコナミデジタルエンタテインメントの音楽ゲーム「BEMANIシリーズ」のひとつである『pop'n music』シリーズに登場する架空のキャラクターについて記す。

## 概要
『pop'n music』シリーズには、他のBEMANIシリーズで楽曲をプレイ中に表示されるような「ムービー」がないが、代わりに曲ごとに担当キャラクターが存在する。楽曲を演奏中、プレー画面左右にキャラクターが表示され、様々なアクションを見せる。その形態は楽曲に劣らず多彩で、特定のアーティスト、ジャンル限定の場合や、複数の曲で使用されるキャラクターも存在する。後に衣装を新たに再登場するキャラクターも多い。
本項で詳述するキャラクターは、このプレー画面においてプレイヤーキャラクターとして使用可能なもの、または楽曲の担当キャラクターとして登場するものである。
以下、文中ではシリーズを以下のように表記する。
- アーケードゲーム版『pop'n music』シリーズ - AC版、またはACの後にシリーズナンバー（1 - 20まで）
  - ナンバリングの無い『 - Sunny Park』はSunny Park、『 - ラピストリア』はラピストリア、『 - éclale』はéclaleもしくはエクラル、『 - うさぎと猫と少年の夢』はうさ猫、『 - peace』はpeace、『 - 解明リドルズ』は解明リドルズ、『 - UniLab』はUniLab、『 - Jam&Fizz』はJam&Fizzと表記
- 家庭用ゲーム版『pop'n music』シリーズ - CS版、またはCSの後にシリーズナンバー（1 - 14まで）
  - PS2版『 - Best Hits!』 - Best Hits!
  - ゲームボーイカラー版『pop'n music GB』 - GB版、またはGB
  - PlayStation Portable版『pop'n music portable』シリーズ - PSP版、またはportableの後にシリーズナンバー
  - ニンテンドーDS版『うたっち』 - うたっち
  - 携帯電話アプリ版『 - M』 - M
  - コナステ版『 - Lively』 - Lively
- アーケード版『pop'n stage』シリーズ - ps、『 - ex』はpsexと表記
- 過去に初代『ee'MALL』で配信されていた楽曲（AC14で正式に全解禁） - ee'MALL
- 過去に『ee'MALL 2nd avenue』で配信されていた楽曲（AC15で正式に全解禁） - ee'MALL2nd
  - AC14・15で解禁された『ee'MALL2nd』楽曲のうち、本来『GuitarFreaks&DrumMania』専用楽曲として配信されていたものは (GF&DM) を併記する。

### デザイン
ポップンシリーズに登場するキャラクターのデザインはシンプルで、配色や陰影の効果なども最低限に抑えられている。初代デザイナーであるMZD MOMMYの特徴的な太さの線で描かれたデザインが、現在のシリーズでも主なキャラクターデザインのベースとして引き継がれている。キャラクターのデザインは毎作ごとに複数のデザイナーが携わっているため、同一作品内でもそれぞれ雰囲気の異なるキャラクターが多く登場している。
キャラクターのデザインはその担当楽曲のイメージに合わせたものとなっており、芸能人や他社ゲーム、そして製作スタッフや参加アーティストなどを意識したパロディも初期シリーズから存在する。また、コナミの他ゲームの楽曲が移植された場合に、移植元となったゲームのキャラクターが出演する場合も多い。その場合、ほとんどの場合はポップン風にデフォルメされての登場となる。
TV・アニメ、他社ゲームなどのライセンス楽曲（版権曲）の場合は、権利の関係で元のキャラクターをそのまま使用する事ができないため、既存のポップンキャラクター（主にミミやニャミ）が元作品の雰囲気に似せたイメージのコスプレでその楽曲を担当していることが多い。ただし、AC16からAC20までは版権曲は過去の既存キャラクターのアニメがそのまま再利用されるようになり、書き下されることはなくなっていた。AC Sunny Parkからは一部の楽曲で描き下ろしの外部版権キャラクターがゲスト登場するようになった。
ACラピストリアでは旧来の画風を「ポップンワールド」という位置付けにし、その平行世界に当たる「ラピストリア」という位置付けで新たなデザインを採用している。「ラピストリア」仕様ではハリアイ絵のデザインがこれまでのシリーズとは大きく変化し、ラピストリアで新たなデザインをされたキャラクターはもちろん、旧作で登場したキャラクターもラピストリア仕様のデザインで描かれたキャラクターがいる。ただし、ラピストリア仕様のデザインのキャラクターも「ポップンバトルの際には『ラピス』という宝石でポップンワールドに転移してから勝負する」という設定が与えられており、ゲーム内のアニメーションのみ旧来のシリーズ同様の画風になる。引き続き旧来のポップンワールド仕様のデザインで描かれラピスを持たないキャラクターも一部存在する。この新デザインのイラスト画風はACエクラル・ACうさ猫も基本のデザインとして受け継がれた。
AC peaceからは再び画風が変更され、塗り方は前作までをベースにしつつも、再び旧来のデフォルメ風の作風となっている。

### プレイヤーキャラクターの選択
曲の担当キャラクターだけでなく、プレイヤーも自分の使うキャラクターを選択することができる。ただし、キャラポップ君やBATTLEモードでのオジャマが違う事などを除き、基本的にキャラクターによる性能差などの要素はは存在しない。また、隠し曲のキャラクターは該当する担当楽曲を解禁することで選択可能となる。AC12 いろは以降はネットワーク対戦時に各状況に応じて各キャラクター個別の短い台詞が出るようになった。また、プレイヤーがそれぞれ独自のコメントへ編集することも可能である。
キャラクター選択はAC1 - AC18まで隠しコマンドの操作によって可能であり、AC19以降はキャラクターセレクトが標準システムとなった。AC版におけるモード選択画面でのキャラ選択では、複数のシリーズに登場する同一キャラクターは、登場しているシリーズフォルダ毎に全カラーがまとめられており、フォルダ移動の手間が省けるようになっている。
初代から受け継がれている「相手キャラクターの持つグルーブにどこまでついて行けるか」というダンスバトルを意識した設定があるため、上手なプレイをすると自キャラクターが踊ったり喜んだりなど成功のアクションを取り、反対に相手キャラクター（曲の担当キャラクター）は失敗のアクションをする事になる。逆に下手なプレイの場合は相手キャラクターが勝ち誇った動きを見せ、自キャラクターが失敗のアクションを取る。ラピストリア以降は演奏開始前後で短い台詞（ネットワーク対戦時の流用）も出るようになった。
ただし、GB、携帯アプリ、Be-Mouseなどの作品では、画面サイズの関係でキャラクター枠を1人分しか表示できないため、曲の担当キャラクターがそのままプレイヤーキャラクターとなる。この他、一部シリーズのチュートリアルやミッキーチューンズなどでは例外的に、良いプレイをした場合に自分と相手のキャラクターが両側共に成功のアクションを取るようになっている。

### キャラクターの設定
キャラクターや世界観についての大まかな設定はあるが（ポップンワールドの神「MZD」が毎回ポッパー達を招待しポップンパーティーを開催、人間たちの住む地球の他、別世界のメルヘン王国やホワイトランドが存在する、など）、特に確固としたストーリーはない。各キャラクターの時代や出身地もバラバラで、それぞれの設定も基本的に数行の紹介文と「出身」「趣味」「好きなもの」「嫌いなもの」「誕生日（19から新たに設定）」だけの簡単な物となっている。また、通常の人間キャラクターに加え、動物や獣人、メカなど人間ではないキャラクターも多数存在する。
タイトル画面に登場するミミ（ウサギ）とニャミ（ネコ）はゲームの案内役を務めるマスコット的存在であり、主人公ではない。AC1では「仲良しコンビのニャミとミミの手助けを受け（ビギナーモード）、音楽の世界を知りたいプロダンサーのマリィ（ノーマルモード）、自分の力を誇示したい自称音楽の王キング（ハードモード）の2人の夢をかなえるため、ライバル達に立ち向かい全てのビートを制覇する」という、モード別に設定されたデフォルトキャラクターを主役級キャラとしたバックストーリーも一応存在していた（ゲーム中では特に反映されていない）。しかしAC2では「前回のポップンバトルがいつの間にか楽しいパーティーで終わったため、ポップンマスターの招待によりポップンパーティーがまた開催されるようになった」という設定に変更され、AC9からは各モード毎のデフォルトキャラクターも廃止された。現在では特に主人公といえるキャラクターは見られず、キャラクター達が自由にポップンパーティーを楽しむような雰囲気になっている。
ただし一部のシリーズではストーリー性が大きく強化されており、明確なメインキャラクターが存在している。PlayStation Portable版『pop'n music portable』シリーズではミミとニャミが主人公として神であるMZDの課した試練や依頼などをこなし、他のキャラクターたちと会話やポップンバトルを行うというものになっている。『pop'n music ラピストリア』では連動企画「つぎドカ!」で登場した烈・氷海・風雅・鈴花の4人がメインストーリー上の主要キャラクターとなっている。『pop'n music うさぎと猫と少年の夢』ではミミとニャミに並んで新たなナビゲートキャラクターのナビくんがメインキャラクターに据えられている。
各キャラクターの個別設定は、過去には公式サイトや書籍などで何度か公開されている。また、AC19以降でプレイすると入手できるオリジナルトレーディングカード「ポップンミュージックカード」にもキャラクター毎の設定が記載されており、さらにこれまで一部のキャラクターしか公開されていなかった「誕生日」の設定も新たに追加された。

### アクションの種類
各アクションの名称はCS版のCHARACTER GUIDEより。キャラクターによっては、一部のアクションで全く同じ物が使いまわされている場合もある。また、一部のキャラクターのアクションは中央のフィールドにはみ出し、落下中のポップくんに重なって隠してしまう、言わばセルフオジャマとも言えるような物もある。
NEUTRAL
曲開始時や、何も変化がない時の通常のループアクション。
AC6以前は別のアクションが発生するとリアルタイムですぐに切り替わっていたが、譜面の密度の増加に伴い、AC7以降は画面のちらつきを抑えるため必ず1ループは表示されるようになった。この場合、ニュートラルアクションが終わる直前の判定によって次に取るアクションが決定される。
AC2とCS2・3・GBでは、一部のキャラクターのみゲージの残量によってニュートラルアクションが数パターンに変化するという要素があったが、以降の作品で廃止された。
GOOD
プレイヤー側が使用した場合にGOODを出した時のアクション。
GREAT
プレイヤー側が使用した場合に、グルーヴゲージが満タンではない状態でGREATかCOOL!!を出した時のアクション。
AC17以前のEXPERTではゲージに関係なく、GREATを出すとこのアクションをする。BATTLEモードの場合は、コンボが100未満の状態でGREATかCOOL!!を出すとこのアクションになる。
相手キャラクターの場合は、プレイヤー側がBADを出した時にこのアクションをする。
FEVER
プレイヤー側が使用した場合に、グルーヴゲージが満タンの状態でGREAT(FEVER!)か虹色COOL!!を出した時のアクション。
AC17以前のEXPERTモードではゲージに関係なく、COOL!!を出すとこのアクションをする。BATTLEモードの場合は、コンボが100以上の状態でGREATかCOOL!!を出すとこのアクションになる。
また、AC20以降に一部の曲で導入された「ハイライトゾーン」でハイライトゲージが満タン（NO BADで範囲内のポップ君を叩き切った状態）になると、プレイヤー側・相手キャラクター側がグルーヴゲージの状態に関係なく同時にFEVERアクションを取る。
GOODやGREATよりも派手、個性的なアニメーションが多いが、アニメーションの長さがそれより短いケースや、他のアクションと共通もしくは演出を流用しているものもある。
FEVERアニメ中はAC Sunny Parkまで背景も専用のもの（FEVER背景）に変化する。AC20以前では曲の属するシリーズ毎に用意されており、リミックス曲など一部の曲には独自のFEVER専用背景が存在することもあり、AC16以降の版権曲はシリーズと無関係に曲にあったものが選ばれていた。CS Best Hits!やAC Sunny Parkでは全曲でFEVER背景が統一されている。ACラピストリアではFEVER背景の代わりに背景レイヤーに上向きの矢印を表示していたが、ACエクラル以降はFEVERでの背景変化が完全に廃止された。
MISS
プレイヤー側が使用した場合は、BADを出した時のアクション。
相手キャラクターの場合は、プレイヤー側がGOOD以上を出した時にこのアクションをする。ただし、AC3以前およびCS4以前のシリーズではGREATのみに反応（GOODに対しては無反応）であり、プレイヤーがFEVERを出さなければMISS背景へ変化しなかった。
MISSアニメ中はAC Sunny Parkまで背景も専用のもの（MISS背景）に変化する。AC20以前では曲の属するシリーズ毎に用意されており、版権曲など一部の曲には独自のMISS専用背景が存在することもあった。CS Best Hits!やAC Sunny Parkでは全曲でMISS背景が統一されている。ACラピストリアではMISS背景の代わりに背景レイヤーに下向きの矢印を表示していたが、ACエクラル以降はMISSでの背景変化が完全に廃止された。
JAM (OJAMA)
相手キャラクターが曲中でオジャマ攻撃（「ダンス」以外）を発動させた時のアクション。ただし現行のノーマルモードでは付加したオジャマ全てを「ずっとON」にしていた場合、このアクションは行われない。
AC7から19までの通常のチャレンジモードでは、「最初から最後までオジャマ」を組み合わせて設定した際に、曲終了までこのアクションを取りつづけていた。
BATTLEモードの場合は、どちらかのプレイヤーがオジャマ攻撃を発動させると発動側がこのアクションをする。
AC5以前およびCS6以前では相手キャラクターがオジャマ攻撃を出すと同時にFEVER背景に変化していたが、現行機種のオジャマ攻撃では背景は変化しない。
DANCE
オジャマの「ダンス」を選択している場合に、相手キャラクターがフィールド中央に移動して行うアクション。ポップくんを隠してしまうが、その難易度はキャラクターによって大幅に異なる。相手キャラクターによってはキャラクター以外のオブジェ等が現れてプレイヤーの邪魔をすることなどもある。
NET対戦の場合、オジャマの「ダンス」や「カーニバル」の効果を受けると自キャラクターがこのアクションをする（踊らされる）。
BATTLEモードでは、「ダンス」を使用可能なキャラクターがオジャマを発動、またはそれを受けたキャラクターが反射した場合に、攻撃に成功した側のキャラクターが相手フィールドに移動してこのアクションをする（踊りに行く）。
WIN
プレイヤー側が使用した場合は、曲をクリアした時のアクション。グルーヴゲージが満タンの状態（FEVER状態）でクリアした場合、キャラクターによっては後述のFEVERWINに差し替わる。
相手キャラクターの場合は、プレイヤー側が曲をクリア出来なかった場合、グルーヴゲージの状態に関わらず常にこのアクションをする。
BATTLEモードの場合は、スコアが高かった側のプレイヤーキャラクターがこのアクションをする。
FEVERWIN
プレイヤー側が使用した場合に、グルーヴゲージが満タンの状態でクリアするとWINの代わりとして行うアクション。AC5から導入されたため、これ以前のキャラクターには無い場合が多い（WINと共通になっている）。また、AC12以降も一部のキャラクターにしか存在しない。ACラピストリアの一部キャラクターは隠しキャラクターと対応してFEVERWINが追加されるケースが存在した。
LOSE
プレイヤー側が使用した場合は、曲をクリア出来なかった場合のアクション。
相手キャラクターの場合は、プレイヤー側が曲をクリアした場合にこのアクションをする。
BATTLEモードの場合は、スコアが低かった側のプレイヤーキャラクターがこのアクションをする。

### ポップ君
「ポップくん」とも表記される。『pop'n music』シリーズ全てに登場する、謎の丸い物体。2つの瞳を持ち、丸い体の中央に白いラインがある。ボタンの色に対応した赤・青・緑・黄・白の体色をした5種類が存在し、通常は画面中央の譜面に上部から降ってくる。白いラインが画面下部の判定ラインに重なるタイミングを狙って叩くと、タイミングに応じた判定が発生し得点が加算されていく。上手く叩けた場合は弾けて消滅し、叩けなかった場合は画面下部に落ちて消えていく。
シリーズによって、オプションやオジャマなどで様々な亜種が登場し、「ビートポップ君（『beatmania』のオブジェのような板型）」「キャラポップ君（キャラクターの顔アイコン型）」「カエルポップ君（カエルのように目が飛び出ており、跳ねる）」「キングポップ君（オジャマなどで登場、王冠を被った巨大な赤ポップ君）」などのバリエーションがある。
『アニメロ』シリーズではデザインが少し異なり、本家シリーズの「カエルポップ君」に近い形状となっていた。
『Best Hits!』や『pop'n対戦ぱずるだま』では、ゲーム中の司会進行役として赤ポップ君（声：すわひでお）と青ポップちゃん（声：Sana）が登場していた。
ポップ君と良く似たオブジェクトとして、Xbox 360版『Beat'n Groovy』では「ビートン君」が、ニンテンドーDS版『うたっち』では「たっちぃ」が登場している。

### その他
AC9から11までは「ポップンフレンド」というシステムが存在し、エントリーカードを使用してプレイすると突然キャラクターが訪ねてきて、隠し要素が一時解禁するというイベントがあった。キャラクター毎に属性が設定されており、それによって解禁される隠し要素が異なるというシステムであった。
AC12から搭載されたNET対戦では各キャラクター毎に「攻撃」「ダメージ」「GOODプレー」「BADプレー」「WIN」「LOSE」の固有の短い台詞が用意された。これは携帯電話用のサイトでプレイヤーが独自のメッセージに編集する事も可能。また、NET対戦で人数が足りなかった場合、3人目にNPCとして部屋別に設定されたCOMの操るキャラクター達の中から誰かがランダムに乱入してくる。このモードを模したCS12以降の対戦モードではCOMキャラクター2体と対決する事になり、それぞれに「個性」というパラメータも設定されている。ACラピストリア以降はこの対戦台詞を流用する形で、曲開始前の画面でお互いのキャラクターが「攻撃」、楽曲クリア時に「WIN」や「LOSE」の台詞をしゃべるようになった。
また、AC9・16・19、CSportableなどの作品では、イベントでのキャラクター遭遇時などに一部のキャラクターが台詞を喋るようになっているものもある。
ACラピストリア以降は「キャラデコ」という要素があり、エフェクトや装飾などのパーツを収集し、プレイヤーキャラクターのイラストに組み合わせることが可能。

## 登場キャラクター一覧
アーケード版のキャラクターセレクト画面では、家庭用ゲーム版が初出のキャラクターはその登場シリーズナンバーのフォルダではなく家庭用のフォルダに初出別に収められており、版権楽曲担当のコスプレ系キャラクターはTV&アニメカテゴリに存在する。家庭用版では基本的にそのシリーズの新キャラクターと、一部の旧キャラクターのみ使用可能となっている。複数のシリーズに登場している同一キャラクターは選択できる衣装全てがシリーズナンバーフォルダ毎にまとめられているため、キャラクター選択時に黄色ボタンを片方押していくだけで使用可能な全カラーが選択できる。
以下では、楽曲の担当キャラクターまたはプレイヤーキャラクターとして初登場した作品ごとに、アルファベット表記、日本語表記の順で記述し、単体で登場していないサブキャラクターについては項目を設けないが、これらに該当しないゲームシステム上で単体で登場しているキャラクターは「その他のキャラクター」の項目に入れる。担当曲については最新のバージョンを元に記載し、後に担当キャラクターが変更された曲の変更前の担当については記載しないが、削除されたキャラクターについては例外。同ジャンル名の曲が複数存在する場合は、区別のため曲名も括弧内に併記するが、ACラピストリア以降の新曲および版権曲についてはジャンル名そのものが廃止となっているため、曲名をそのまま記載する。また、キャラクターの並び順はアルファベット順→50音順を原則とする。
配色などの記述は特に注釈がない限り1Pカラーのものに準ずる。再登場の際に衣装や姿、設定、1Pカラーなどが大きく変更されているキャラクターも存在する。また、AC15以前の版権曲担当キャラクターには基本的に2Pカラーが存在せず、他のゲームからの移植曲の担当キャラクターにも2Pカラーが存在しない場合がある。
「※」の付いたキャラクターおよび楽曲は、AC版最新作では選択できない。
担当曲が4曲以上存在するキャラクターは初出順に3曲まで記載し、それ以降は省略する。ただし、版権曲はリンク記事があることを考慮し、別枠で全て掲載する。シリーズ曲や同じ曲のバージョン違いはまとめて1曲として数える。また、複数の曲で同一ジャンル名が使われている場合、区別のため（）で曲名も併記する。例外として、『ひなビタ♪』のキャラクターについては担当曲全て掲載する。

### pop'n music (AC)
ミミとニャミはシリーズを通してのメインキャラクターであるため、特例として先頭に記載している。
Mimi（ミミ）
誕生日：3月3日（通常）、「釈迦」「月光蝶」担当バージョンのみ「?（お祝い日は8月15日）」
声優：西坂希美（CS portable）、村川梨衣（CS portable2、AC Sunny Park以降）
ウサギの女の子。ニャミの親友で、可愛いものが好き。歌手や司会者としても有名でニャミとコンビを組んでいる。
シリーズを通し、ニャミと共にゲームの案内役を務める主要キャラクターとしてタイトル画面などに登場。
GB版では名前の表記が「MIMI♥chan」となっている。
担当曲：AC5「レッスン」、ps/CS6/AC8「ハウス (A LOVE WE NEVER KNEW) ※」、AC8「スペシャルクッキング」など。
これらの楽曲のうちいくつかは同じバージョンのミミを使用すると、相手キャラクターが2Pカラーではなくニャミに変化する。
担当曲（版権）：AC6版権曲「アメリカ（STAR TREK） ※」およびAC11「ウラ・- ※」、AC6版権曲「キテレツ（すいみん不足） ※」「キャンディキャンディ（キャンディ・キャンディ） ※」「西部警察（西部警察メインテーマ） ※」「ヤッターマン（ヤッターマンの歌） ※」「ルパン三世（ルパン三世のテーマ'78） ※」、AC7版権曲「キテレツ2（はじめてのチュウ） ※」「セブン（ウルトラセブンの歌） ※」「ヤマト（宇宙戦艦ヤマト） ※」、AC8版権曲「カレー（日本印度化計画） ※」「サッカー（燃えてヒーロー） ※」「タッチ ※」「トラウマパンク（釈迦） ※」、AC9版権曲「009（誰がために） ※」、AC10版権曲「ハイジ（おしえて） ※」「パーマン（きてよパーマン） ※」「パタパタママ ※」「魔女っ子メグ（魔女っ子メグちゃん） ※」、AC11版権曲「アンパンマン（アンパンマンのマーチ） ※」「高校サッカー（ふり向くな君は美しい） ※」「セーラームーン（ムーンライト伝説） ※」「ムーミン（ムーミンのテーマ） ※」、AC12版権曲「キミョウ（世にも奇妙な物語メインタイトル（ガラモン・ソング）） ※」「クリィミー（デリケートに好きして） ※」「バブルバスガール ※」「エヴァ（残酷な天使のテーゼ）」およびAC UniLab「-UPPER」、AC13版権曲「エレクトリカルパレード（BAROQUE HOEDOWN） ※」、AC14版権曲「スーパーマリオブラザーズBGM（スーパーマリオブラザーズBGMメドレー） ※」、AC15版権曲「ホクト（愛をとりもどせ!!） ※」、AC17版権曲「ルージュの伝言 ※」、AC19版権曲「さんぽ ※」、AC Sunny Park版権曲「つけまつける ※」、AC解明リドルズ版権曲「群像夏」、AC UniLab版権曲「レイドバックジャーニー」
版権曲担当のミミのほとんどは、通常のミミとはそれぞれ別キャラクター扱いになっており、一部はCPU専用のものもある。
Nyami（ニャミ）
誕生日：2月8日
声優：ハヤコ（CS portable）、後藤真里奈（CS portable2、AC Sunny Park以降）
ネコの女の子。ミミの親友で活発な性格。ミミと同様にシリーズ皆勤賞の主要キャラクター。タイマーのガールフレンド。ゲーム内の色々な場面でミミと共に登場する。
GB版では名前の表記が「NYAMI♥chan」となっている。『コナミ ワイワイレーシング アドバンス』にもレーサーとして登場。
担当曲：AC5「J-ラップ ※」、ee'MALL「パンク（そっと。）」、AC14「ディスコフィーバー」など。
これらの楽曲のうちいくつかは同じバージョンのニャミを使用すると相手キャラクターが2Pカラーではなくミミに変化する。
担当曲（版権）：AC6版権曲「暴れん坊将軍（テレビ映画「吉宗評判記 暴れん坊将軍」BGM） ※」「機動戦士ガンダム（翔べ! ガンダム） ※」「サザエさん（サザエさん一家） ※」「笑点（笑点テーマ） ※」「太陽にほえろ（太陽にほえろのテーマ） ※」「フランダースの犬（よあけの道） ※」、AC7版権曲「ウルセイ（ラムのラブソング） ※」「バラ（薔薇は美しく散る） ※」「プロジェクトA（PROJECT A PROCEEDS） ※」、AC8版権曲「ウチュウKG（宇宙刑事ギャバン） ※」「サンダーバード（THUNDER BIRDS） ※」「セケン（渡る世間は鬼ばかり オープニング） ※」「ヒーロー（ヒーロー 〜HOLDING OUT FOR A HERO〜） ※」「8（みなしごハッチ） ※」、AC9版権曲「オバQ（新オバケのQ太郎） ※」、AC10版権曲「仮面ライダー（レッツゴー!! ライダーキック） ※」「セイントセイヤ（ペガサス幻想） ※」「デビルマン（デビルマンのうた） ※」「マジンガー（マジンガーZ） ※」「むかしばなし（にんげんっていいな） ※」、AC11版権曲「一休さん（とんちんかんちん一休さん） ※」「ジャイアンリサイタル（おれはジャイアンさまだ!） ※」「ソウサセン（RHYTHM AND POLICE） ※」「バカボン（天才バカボン） ※」「ビバップ（Tank!） ※」、AC12版権曲「クレヨンしんちゃん（オラはにんきもの） ※」「ドラゴンボールZ（CHA-LA HEAD-CHA-LA） ※」「名探偵コナン（「名探偵コナン」メイン･テーマ） ※」、AC13版権曲「ドラゴンボール（魔訶不思議アドベンチャー） ※」、AC14版権曲「ポンポコリン（おどるポンポコリン） ※」、AC15版権曲「ワンピース（ウィーアー!） ※」、CS13/AC17版権曲「任侠ロック（BATTLE WITHOUT HONOR OR HUMANITY） ※」、CS14版権曲「マジックナイト（ゆずれない願い） ※」、AC16版権曲「CLIMAX JUMP（Climax Jump pop'n form） ※」、AC19版権曲「DRAGON SOUL ※」、AC20版権曲「コネクト ※」、ACエクラル版権曲「はなまるぴっぴはよいこだけ」「全力バタンキュー ※」、ACうさ猫版権曲「君氏危うくも近うよれ」「まぼろしウインク ※」、AC UniLab版権曲「強風オールバック」
版権曲担当のニャミのほとんどは、通常のニャミとはそれぞれ別キャラクター扱いになっており、一部はCPU専用のものもある。
BAMBOO（バンブー）
誕生日：8月29日
ピンク色のアフロヘアーが特徴のダンサー。日本人の父を持つ。
AC6 - 8ではエキスパートモードのデフォルトキャラクターとしても登場。
AC3で登場するバンブー？は彼とは別人（変装）である。AC4当時のキャラクターセレクト画面のカラー変更では両者が繋がっていたが、AC9以降は分離した。
担当曲：AC1「ディスコキング ※」、ee'MALL2nd「トライバル (ZANZIBAR)」、ee'MALL2nd(GF&DM)「ディスコアゴーゴー」など。
担当曲（版権）：AC10版権曲「ジンギスカン (DSCHINGIS KHAN) ※」
CHAMEL（シャメル）
誕生日：8月19日
元モデルという噂のある、サングラスを掛けた謎のフランス人女性。モンパルナス通りでカフェのオーナーをしている。
同じくサングラスをしたココとエルの姉だが、三姉妹はクリスマスにしか会わないクールな関係。
AC1の初期バージョンのみ「CHANEL（シャネル）」という名前だった。
AC17以降、過去に担当していた楽曲が未収録となったが、AC UniLabにて再び新たに担当曲を持った。
担当曲：AC1「ディスコクィーン ※」、AC UniLab「Dancin' in シャングリラ」
CHARLY（チャーリー）
誕生日：11月5日
黒服の敏腕スパイ。実は心優しい父親の顔も持つ。初期には「チャーリィ」とも表記されていた。
担当曲：AC1「スパイ」、CS3「ジャジー」、AC解明リドルズ「Watchdog The Sleeper」
Dino（ディーノ）
誕生日：3月1日
緑色の恐竜の子供で、地球とは別の世界にある不思議な国「メルヘン王国」の王子。身長150cm。初期には「ディノ」とも表記されていた。
「恐竜」と称されてはいるが、AC1やAC20では口から炎を吐き、AC8のユーリのFEVERWINアニメやAC20のFEVER・ダンスなどでは背中に翼が生えて空を飛んでいる。AC1での初登場時は特に衣装を身につけていなかったが、AC6では誕生日のパレードで魔法の杖を持って王族の正装、AC20では不思議なステッキを持って魔法使いの衣装を着ている。
AC1の登場キャラクターの中で唯一架空の国からの出身であり、後のポップンシリーズでも「メルヘン王国」に関連したキャラクターが多数登場している。
『コナミ ワイワイレーシング アドバンス』ではニャミやキングのフレンドスパーク（お助けアイテム）として登場。
担当曲：AC1「ファンタジー」、AC6「マーチング」、ee'MALL2nd「ドリームポップ」など。
DON MOMMY（ドンモミー）
誕生日：11月4日
陽気な性格のサイ。実家はトウモロコシ畑。初期には「ドン・モミー」とも表記されていた。CS11ではナヲミのアクションにサブキャラクターとして登場し、2Pカラーでは彼がメインになる。
アジア圏で稼働していた英語版AC1では名前が「DON」のみに変更されていた。
担当曲：AC1「ラテン」
JUDY（ジュディ）
誕生日：7月3日
アメリカ出身の金髪の女性ダンサー。マリィとアヤとは親友でよくダンスチームを組む。パスタと寿司が好きだが梅干しが苦手。
準レギュラーに近い扱いで担当曲数も多い。psでは各種モードのデフォルトキャラクターとしても登場。
担当曲：AC1「ダンス」、AC2「アイドルガール」、AC4「ナイトアウト」など。
担当曲（版権）：AC3版権曲「サマー (ENDLESS SUMMER NUDE) ※」、AC peace版権曲「SO DANCE!」
KRAFT（クラフト）
誕生日：9月21日
ロシア製のお手伝いロボット。元々は戦争用兵器だったが現在はお手伝いロボとして売り出されている。頭は悪く、手を抜いて仕事をするなど、あまり性能はよくない。クラフトの失敗作がP-1&P-2。
AC4およびAC9以降のキャラクターセレクト画面のカラー変更では本来偽者であるクラフト？と繋がっている。AC4当時はP-1&P-2も繋がっていたが、AC9以降は分離した。
AC8の店舗対抗イベント「すごろく de 8」ではすごろくのコマとして登場。
担当曲：AC1「テクノポップ (Electronic Fill)」
Mary（マリィ）
誕生日：5月29日
ダンスを純粋に愛する日本人の女性プロダンサー。クモが苦手。
AC1のバックストーリーでキングと共に主役級の扱いをされており、AC1 - 8ではノーマルモードのデフォルトキャラクターとしても登場。
「マリー」と表記されることもある。
レイヴガールやトルマリンとよく似ているが、関係は不明。
担当曲：AC4「ドゥーアップ ※」、CS8・9の「フォークソウル」シリーズ（1※・2※）、AC9「プライド」など。
担当曲（版権）：AC13版権曲「ウォーターステップ（あなたのとりこ） ※」
OLIVIA（オリビア）
誕生日：8月6日
ジャマイカ出身のお嬢様。ジャムおじさんにストーカーされていた。AC5では恋人から貰った指輪を薬指にはめている。
担当曲：AC1「レゲエ (Baby, I'm yours) ※」、CS2「カリブ」、CS4「ボッサ」など。
Rave girl（レイヴガール）
誕生日：?（お祝い日は11月2日）
マリィに似た謎の女性。土曜の夜にのみクラブに出没する華麗なダンサー。ダンスの腕前を競い合うべくマリィとトルマリンを探しているが、なかなか会えず難儀している。マリィがそのまま影のように黒くなったような姿をしている。
担当曲：AC1「レイヴ」、AC3「ダンスポップ ※」、AC4・7の「スペシャルエンディング」シリーズ（1・2）など。
担当曲（版権）：AC9版権曲「キャッツ (CAT'S EYE) ※」
RIE♥chan（リエ♥ちゃん）
誕生日：2月14日
さなえちゃんの親友の茶髪の少女。服飾学校に在学中の18歳で、スギくんの大ファン。嫌いなものは「なんにもないよ」となっている。実は80年代の美形ブリティッシュロックバンドのマニア。
準レギュラーに近い扱いで担当曲も多い。
アジア圏で稼働していた英語版AC1では名前が「CARRY♥」、同AC2・3では「CARRY」に変更されていた。
AC1 - 4ではリエちゃんとさなえちゃんの姿はほぼ同じの配色違いだったが、AC5からデザインに完全な差別化が図られた。
担当曲：AC1「ポップス」、AC2「ガーリィ」、AC3「ギターポップ (Take me to...)」など。
担当曲（版権）：AC20版権曲「Everyday、カチューシャ ※」、AC解明リドルズ版権曲「夏空Shining」、AC UniLab版権曲「恋愛パクチー」
SANAE♥chan（さなえ♥ちゃん）
誕生日：12月21日
リエちゃんの親友の黒髪の少女。ギターと歌が好きだが、煙草を吸う人は苦手。リエちゃんがデザインした服をよく着ている。持っているギターの名前はシロちゃん。初期には「サナエちゃん」とも表記されていた。
活発なリエちゃんに比べるとおっとりとした性格。ベルと仲が良く、スギくんやレオくんとも交流がある。
BEMANIシリーズのシンガー・新谷さなえ（Sana）と同名であり、アーケード版では担当曲の内、3曲を除く全曲を彼女自身が歌っている。
キャラクターの名称自体も新谷さなえの名前からつけられており、彼女の代名詞的な扱いをされることもある。
リエちゃんと同じく準レギュラーに近い扱いで担当曲も多いが、担当曲の半数以上が隠し曲として登場していたなど、特別なポジションでもある。
アジア圏で稼働していた英語版AC1では名前が「JACQUI♥」、同AC2・3では「JACQUI」に変更されていた。
担当曲：AC1「ボーナストラック」、AC2「メロウ」、AC3「ラブリー」など。
担当曲（版権）：AC11版権曲「めぞん（悲しみよこんにちは） ※」、AC13版権曲「パレード ※」、AC Sunny Park版権曲「いぇす!ゆゆゆ☆ゆるゆり♪♪ ※」
SHOLLKEE（ショルキー）
誕生日：11月27日
サングラスをした日本人アーティスト。ショルダーキーボードを使う。見た目はクールだが実はワイルドな性格。ジュディのプロデューサー。ドライブ、バス釣りが趣味。
アジア圏で稼働していた英語版AC1・3では名前が「KEN」に変更されていた。
AC3・4では過去曲の代理担当キャラクターやハイパーモードのデフォルトキャラクターとしても登場。
担当曲：AC1/ps・AC5の「J-テクノ」シリーズ（1・2）およびAC11「ウラ・- 2 ※」、CS2「アキバ」、ps/CS6「フォーキー ※」など。
the KING（ザ キング）
誕生日：1月8日
自称「音楽の王様」。歌も踊りも超一流なダンス界のスーパースター。単に「キング」とも呼ばれる。マリィとはお互い良きライバル。日本でマリィに食べさせられた納豆が苦手。
AC1のバックストーリーでマリィと共に主役級の扱いをされており、AC1 - 8では各種モードのデフォルトキャラクターとしても登場。『コナミ ワイワイレーシング アドバンス』にもレーサーとして登場。
担当曲：AC4「パッション」およびAC8「-LIVE」、CS GB/AC10「ウエスタン」、CS11「カウボーイ」およびAC peace「-UPPER」など。
TORU KAMIKAZE（神風トオル）
誕生日：7月17日
スーパーロボット『ギャンブラーZ』を操る少年。ワルドックの野望を砕くため戦う。パチンコ屋の息子。さっちんという彼女がいる。
アジア圏で稼働していた英語版AC1では名前が「TORU」のみに変更されていた。
AC9の店舗対抗イベント「戦え！ギャンブラーZ」では主人公として登場。
担当曲：AC1「アニメヒーロー」
UNCLE Jam（ジャムおじさん）
誕生日：9月3日
『beatmania』シリーズからのゲスト出演。不思議な踊りを踊るレゲエダンサー。実家はカレー屋のおじさん。美少女が好き。
元は初代『beatmania』の「jam jam reggae」などのムービーキャラクターだったが、そのままポップンキャラクターとして独自の衣装とオリジナル曲で何度か登場している。
担当曲：AC1「ラップ ※」、AC10「カリビアンビーツ」、AC13「ジャングル・ゴーゴー」

### pop'n music (CS)
BOY（ボーイ）
誕生日：4月21日
3Dメガネがお気に入りのイギリス出身の天才ゲーマー。AC6では描き直され「ポップビーツ」担当としてAC登場を果たした。初期には「ボウイ」「ボゥイ」とも表記されていた。
CS版の初期においてNAKATEK(319)が作曲した曲の多くを担当していた。
担当曲：CS1「テクノ'80」およびCS Best Hits!「-REMIX ※」、CS2「ファニー」、CS3「ドリーミー」など。
HAMANOV（ハマノフ）
誕生日：12月16日
完璧主義で知られるクラシック音楽の巨匠。アーニャという孫娘がいる。
CS1 - 13まではCS版キャラクターの中で唯一のCS皆勤賞キャラクターだった（CS12では新曲無し）が、CS14ではモード選択画面でアイコンとしてのみ登場。ACでは5のグラッパのFEVER WINにゲスト出演していたが、6のエキスパートモードから正式に登場している。
CS13では「ハマノフの大運動会」というミニゲームで主役として登場する。2007年2月24日・25日にラフォーレミュージアム原宿で開催された「ポップン文化祭」に限定出展されていたミニゲーム『ハマディウス』の自機にもなっていた。
2009年に登場した「ポップンミュージックプライズコレクション ポップンステーショナリー」のポップン学習ノート「おんがくちょう」におけるハマノフの紹介にて1933年生まれと設定されている。
担当曲：CS1 - 11の「クラシック」シリーズ(1 - 11)、AC10「プレシャスアンコール」、CS13「サンバ de クラシック ※」など。
pretty（プリティ）
誕生日：10月9日
可愛いものが好きなウサギの女の子。クマさんに会いたがっている。AC4までは「PRETTY」「プリティー」とも表記されていた。
AC2・4ではCS曲の代理担当キャラクターとしても登場し、5つ子という設定が追加された。元々はAC1の没キャラクターで、CSからACに進出した初めてのCSキャラクターである。AC5まではプリティ以外のCSキャラクターはACに移植されていなかった。
アジア圏で稼働していた英語版AC2では名前が「Patricia」に変更されていた。
担当曲：CS1「J-ポップ (Life)」およびCS Best Hits!「-REMIX ※」、AC7「プレシャス」、CS9「ナーサリー」
SYLVESTER（シルヴェスター）
誕生日：4月9日
バンブーの幼馴染で、ブラザーと呼び合う仲。AC19 - SPまでは「シルベスタ」とも表記されていた。
AC2-4では楽曲の担当を代理キャラクターが務めていたため、キャラクター自体がACに登場したのはAC9から。
担当曲：CS1「フュージョン」、CS4「プログレ (penta-mode)」
UNBABO（ウンバボ）
誕生日：1月30日
ダンスが得意なサルの子供。
AC2-4では楽曲の担当を代理キャラクターが務めていたため、キャラクター自体がACに登場したのはAC9から。
担当曲：CS1「アフリカ」

### pop'n music 2 (AC)
DAMI-YAN（ダミやん）
誕生日：6月30日
魅惑の高速ギターでヨーロッパのメタルシーンに降臨するオランダ人の男性ギタリスト。ギターのシュトロハイムが相棒。フィーバーアクションで撃つ大砲は本物。
AC2・4当時は「Dami~yan」表記だった。アジア圏で稼働していた英語版AC2では名前が「Thrash」に変更されていた。
AC14のDのアクションでも登場している。
担当曲：AC2「ヘビーメタル」
HIROSHI JINGU（神宮ヒロシ）
誕生日：2月12日
スーパーロボット『グレートギャンブラー』を操る少年。横浜の雀荘「天声人語」の息子。神風トオルとは従兄弟であり、親友。
クールな牌さばきで有名で、最年少のプロ雀士。
AC2・4当時は「Hiroshi Jingu」表記だった。アジア圏で稼働していた英語版AC2では名前が「Hiroshi」のみに変更されていた。
AC17以降、過去に担当していた楽曲が未収録となったため、AC最新作では担当曲がない。
担当曲：AC2「アニメヒーローR ※」
KARLI（カーリー）
誕生日：1月22日
インド出身のマハラジャのお嬢様。白象のパクティと友だち。辛いものは苦手な甘党でカレーも甘口が好み。カレー作りが趣味だがパパしかおいしいと言ってもらえないらしい。
『pop'n stage』出演時は衣装とアニメーションのみ新規に描き直され、後にpsからの移植という形で新衣装バージョンが担当曲と共にCS6に収録された。
担当曲：AC2/ps「マサラ」、AC16「ヒンディポップ」
KoKo（ココ）
誕生日：5月2日
サングラス三姉妹の次女。シャメルの妹で、エルの双子の姉。クラブのオーナーをしているが、裏の顔は宝石泥棒。馴れ合いや人情を嫌い、三姉妹の中でも最もクール。鞭を持ち歩いており、年下の男の子が好み。「美しいものは美しいもののために存在する」という信念を持ち、自分のしていることが泥棒だとは思っていない。
AC17以降、過去に担当していた楽曲が未収録となったため、AC最新作では担当曲がない。
担当曲：AC2「ユーロクィーン ※」
KRAFT?（クラフト？）
誕生日：9月3日（ゲーム上は本物と同じ9月21日として記載）
見た目はクラフトのようだが、実はクラフトの着ぐるみを着たジャムおじさんの変装である。そのためアクションはジャムおじさんとほぼ同じ。
ただしクラフトのバージョン違いとして扱われているため、AC4およびAC9以降のキャラクターセレクト画面のカラー変更ではジャムおじさんではなくクラフトと繋がっている。ただし、Sunny Park以降の誕生日はジャムおじさん、クラフトの両方の日で祝うことが可能。
担当曲：AC2「ポップラップ」
MZD（エムゼットディー）
誕生日：9月28日とか？
ポップンワールドの神と呼ばれる自称「永遠の少年」。かつて六本木でアクマと呼ばれた男で、帽子にサングラスをつけ自作のDJセットを操るという、神らしからぬラフなスタイルをしている。背後に怪しい影（AC15の?（ハテナ）と同一人物）を連れ、動物の姿をした部下達（P-CAT、いぬ千代、KAERUなど）を従えている。世界を管理する彼らは「ポップンマスターズ」と呼ばれており、素質あるポッパーたちを発掘するべくポップンパーティを主催し、様々な世界からポッパーたちを招いている。
AC2・4では、容量制限で登場できなかったキャラクターの代理として過去曲を担当し、AC5以降は主にREMIX楽曲の担当になっている。AC20ではAC10以来のオリジナル曲の担当として再登場したが、目深に帽子をかぶりサングラスをかけていないという、これまでと大きく異なる姿となっており、ACうさ猫にてこれは「過去の姿」であったことが示唆されている。
ストーリー性を持つCS portableシリーズやACラピストリアなどではポップンワールドの神としてミミ・ニャミや烈たちに手伝いを依頼し、MZD自身は彼らを見守りながらもその裏で大掛かりな仕事を進めるという裏方のようなポジションとなっている。
モデルはAC1当時のメインデザインを手掛けたチーフデザイナー、MZD MOMMY。お祝い日はシリーズ第1作の稼働日が設定されている。
担当曲：AC10「アンセムトランス」およびAC15「-REMIX」、ee'MALL「ミクスチュアル（14-16除く）」、AC20「ムラクモ」など。
この他、各シリーズごとのREMIX楽曲の大半や、AC Sunny Parkの連動企画「私立BEMANI学園」の全曲を担当している。
担当曲（版権）：CS portable版権曲「カルマ ※」、AC20版権曲「CORE PRIDE ※」
Reo★kun（レオくん）
誕生日：11月20日
スギくんの親友で、スギくんと共に横浜の路上ライブから有名になった実力派ギターポップデュオ。クラブのDJもしており、ビートマニアにも曲を提供している。知らない街を歩くのが趣味で、チョコレートが大好物。
なお、当初はスギくんとレオくんの姿はほぼ同じの配色違いだったが、AC4から髪型や目のデザインなどが変更され、差別化が図られた。
モデルは南雲玲生。ただし、南雲はBEMANIに楽曲を複数提供していたものの、レオくんの担当曲はいずれも南雲本人が作曲したものではない。
アジア圏で稼働していた英語版AC2では名前が「Leo」に変更されていた。
担当曲：AC2「ラウンジ」、AC5「ネオアコREMIX」、ee'MALL2nd「ボーイズポップ」など。
担当曲（版権）：ACエクラル版権曲「シュガーソングとビターステップ ※」およびAC解明リドルズ「-UPPER ※」
S.8.TARO（エス・エイト・タロウ）
誕生日：5月8日
OEDO星で岡っ引をしているイヌ。愛称は「8タロー」。恋人のおコンちゃんからは「タローちゃん」と呼ばれる。骨の十手を食べると変身できるらしい。また、本人によれば頭のちょんまげは生まれつき生えているらしい。
アジア圏で稼働していた英語版AC2では名前が「Taro」のみに変更されていた。
AC4では恋人のおコンちゃんとコンビを組んで「Taro&Okon」として登場している。
担当曲：AC2「エンカ」
Sugi★kun（スギくん）
誕生日：3月31日
レオくんの親友で、二人でギターポップデュオを組んでいる。マイペースな性格をしている。努力、忍耐、根性が嫌い。
モデルは杉本清隆。ただし、実在の杉本本人とは誕生日が異なっている。
アジア圏で稼働していた英語版AC2では名前が「Simon」に変更されており、後に杉本自身がこの名前をアーティスト名義として使用している。
担当曲：AC2「ネオアコ」、AC5「モンドポップ」
担当曲（版権）：AC解明リドルズ版権曲「知りたい」
Timer（タイマー）
誕生日：5月15日
ウサギの耳の帽子を被った男性アイドル。「生まれつきアイドル。てゆーか妖精？」な歌って喋れるミュージシャン。アイスのプロデュースの下、アイドルとして活動している。スケジュールがみっちりの売れっ子で、常に大きな時計を持ち歩いている。ニャミとは公式公認のカップル同士。AC14以降に登場するミニッツの兄。
初登場時は頭身が高かったが、ニャミと並べた時のバランスの関係でAC6以降は低めの頭身に変更された。
担当曲：AC2「デジロック」、AC6「デジポップ ※」、AC16「サイバーデジビート」など。
担当曲（版権）：AC18版権曲「JAP ※」
tourmaline（トルマリン）
誕生日：?（お祝い日は11月2日）
マリィに似た女性。マリィよりも静かな印象で、いつも物憂げな表情をしている。仲嶋さんと親しい。レイヴガールとは逆に、マリィのカラーリングがそのまま淡くなったような姿をしている。
担当曲：AC2・3・8の「J-R&B」シリーズ（1・2※・3）、ee'MALL「2ステップ」
Yuli（ユーリ）
誕生日：9月16日
メルヘン王国北部の城に住むヴァンパイア。かつて自分の城で200年の眠りについていたが、起きたら暇だったので趣味でヴィジュアル系バンド「Deuil（ドゥイユ）」を結成。バンドのリーダー兼ボーカリスト兼ギタリストを務めている。他のメンバーはアッシュとスマイル。退屈なことが嫌い。
なお、当初ユーリの担当パートはボーカルとのみ言われており、HELLO!ではアッシュが「（Deuilには）ギターがおらずゲストミュージシャンに入ってもらっている」と語っていたが、その後AC19にてユーリから「ボーカル兼ギター」であることが明言された。
アジア圏で稼働していた英語版AC2では名前が「Sasha」に変更されていた。
AC4のボツ衣装で露出の高い服が提案されたが、本人が露出を好まないので却下された。
AC9からAC16まで及びCS10・CS14では「K-クラシック」を担当していたが、AC17以降は担当がシモンに変更された。
AC peaceでは「Deuil（ドゥイユ）」名義としてユーリをメインに3人組で登場したが、キャラクターセレクト画面のカラー変更ではユーリや他メンバーと繋がっていない。
担当曲：AC2・4・8・16・ラピストリアの「ヴィジュアル」シリーズ(1 - 4・「Bloody Mary」)、ee'MALL2nd「JV-ROCK」、ACエクラル「Ophelia」など。
担当曲（版権）：AC18版権曲「嘘 ※」

### pop'n music 2 (CS)
Anzu（アンズ）
誕生日：6月11日
おしゃれ好きなカエルの少女。ウオヲに恋している。
AC3・4では楽曲の担当を代理キャラクターが務めていたため、キャラクター自体がACに登場したのはAC9から。
担当曲：CS2「キュート」およびCS Best Hits!「-REMIX ※」、CS6「キッズ ※」、ee'MALL2nd(GF&DM)「ビタースウィートポップ」
CINDY（シンディ）
誕生日：2月19日
エアロビインストラクターをしているブタの女性。
AC3・4では楽曲の担当を代理キャラクターが務めていたため、キャラクター自体がACに登場したのはAC9から。
担当曲：CS2「キャンディポップ (Give me your pain)」
Edward（エドワード）
誕生日：12月19日
サングラスをした少し性格の悪い赤ん坊。近所のベイビーギャングたちの元締めらしい。
AC3・4では楽曲の担当を代理キャラクターが務めていたため、キャラクター自体がACに登場したのはAC9から。
担当曲：CS2「アバンギャルド」、CS3「プレリュード」およびCS9「-LONG ※」、ee'MALL2nd「プログレ（子供の落書き帳）」およびAC peace「-UPPER」など。
FLOWER（フラワー）
誕生日：5月18日
自由を愛し、気ままに旅を続ける青年。靴を履くのが嫌いで常に裸足。サニーの兄。
AC3・4では楽曲の担当を代理キャラクターが務めていたため、キャラクター自体がACに登場したのはAC9から。
担当曲：CS2「ニューフォーク」
Kelly（ケリー）
誕生日：3月7日
地球を侵略するために送り込まれた女性エイリアン。しかし、地球のダンスにハマって任務を忘れてしまった。アゲハの先輩。
AC3・4では楽曲の担当を代理キャラクターが務めていたため、キャラクター自体がACに登場したのはAC6のエキスパートモードから。
AC8で一緒に登場するのは『MAMBO A GO GO』からのキャラクターで同じく宇宙人の少女のキトゥン777。
担当曲：CS2「J-ガラージポップ」、CS7「モダン'80」、AC8「ラガポップ」
May-Fa（メイファ）
誕生日：8月21日
香港出身の女性アイドル。パソコンオタク。CS8に登場するリナの姉。
AC3・4では楽曲の担当を代理キャラクターが務めていたため、キャラクター自体がACに登場したのはAC9から。
CS8では、1Pカラーが黒髪から金髪へ変更されている（スタッフいわく「曲のイメージに合わせて」とのこと）。
担当曲：CS2「セクシーガールズ」、CS4「ヌーディ（GB版から担当変更）」、CS8「ロンリー ※」
Mrs.Wilson（ミセス・ウィルソン）
誕生日：5月3日
メルヘン王国でディーノ王子の家庭教師をしているアメリカ人女性。よく城を抜け出すやんちゃな生徒にいつも手を焼いている。新婚。
AC3・4では楽曲の担当を代理キャラクターが務めていたため、キャラクター自体がACに登場したのはAC9から。
CS8ではスタディチャンネルを担当している。
担当曲：CS2「アーバンポップ」
POPPERS（ポッパーズ）
誕生日：2月8日（ニャミ）、3月3日（ミミ）
ニャミとミミのコンビ名。キャラクターとしては2人が1つの枠で一緒に登場している。CS2版では左からニャミ・ミミ、AC9版では左からミミ・ニャミの順で並んでいる。AC Sunny Park以降の誕生日表示ではニャミから先に書かれている。
AC3・4では楽曲の担当を代理キャラクターが務めていたため、キャラクター自体がACに登場したのはAC6のエキスパートモードから。
担当曲：CS2「ライブ」、AC9「ポップスアンコール」、AC10「サーフィー（GB版から担当変更）」
SYLVIE（シルヴィー）
誕生日：10月6日
ゲーム大会でボゥイに敗れ、一方的に彼をライバル視している少年。
AC3・4では楽曲の担当を代理キャラクターが務めていたため、キャラクター自体がACに登場したのはAC9から。
担当曲：CS2「ニューウェーブ」、CS7「メランコリー」

### pop'n music 3 (AC)
Ash（アッシュ）
誕生日：11月10日
ユーリのバンド「Deuil」のメンバーの狼男。ドラム担当。「料理のできるバンドメンバー募集」という張り紙を見てバンドに参加した。ドラム担当だが歌唱も行い、パワー溢れる歌声にファンも多い。調理師免許を持っており、料理が得意。満月を見ると獣の姿になってしまうため、犬の振りをすることもある。見た目とは裏腹に誠実な性格で、礼儀知らずが嫌い。
シリーズ初期の担当曲であるAC3・AC4・AC5・CS5・AC7・AC8・CS6「パワーフォーク」シリーズ(1 - 7)、AC10「デジフォーク」、CS9「スラッシュビーツ」はすべて新堂敦士が手がけた楽曲だったため、彼の代名詞的に扱われていたこともあった。しかしAC12およびCS10以降のシリーズでは、新堂の楽曲は過去のものも含めすべて収録されていない。
担当曲：AC13「エージビート」、ACラピストリア「Howling」、ACうさ猫「@you」など。
担当曲（版権）：AC UniLab版権曲「第ゼロ感」
AYA（アヤ）
誕生日：8月1日
横浜出身のトップダンサー。マリィやジュディとは親友であり良きライバル。炭酸飲料が好き。AC3 - 4ではCS曲の代理担当キャラクター、AC5ではパーティーモードのデフォルトキャラクターとして登場。
AC8で一緒に登場するのは『MAMBO A GO GO』からのキャラクターのマキとケイト（AC3のケイトとは別人）、AC16で一緒に登場するのは『KEYBOARDMANIA』からのキャラクターのマイティガイ子。
担当曲：AC8「フリーソウル」、AC12「ビーチ」、AC16「マキシマム」
Bamboo?（バンブー？）
誕生日：???（お祝い日は3月13日）
一見バンブーのようだが、実は変装が得意なものまねタレント。本名は不明。一人称は「オレ」だが、性別は不詳となっている。ポッパーズラウンジでは本人曰く「素顔は美少女」と冗談めかして言っていた。
AC4当時のキャラクターセレクト画面のカラー変更では本物のバンブーと繋がっていたが、全くの別人であるため、AC9以降は分離した。
AC17以降、過去に担当していた楽曲が未収録となったため、AC最新作では担当曲がない。
担当曲：AC3「ジャングル ※」
Candy（キャンディ）
誕生日：4月23日
メルヘン王国の花畑に住むハチの女の子。聞いた者の心を優しくする不思議な歌声の持ち主。のんびりした性格で、歌っている間に日が暮れることもあるとのこと。本人はハチではなくハチ娘だと言っているが、苦手なものは殺虫剤とムシ網と虫カゴ。好きなものは甘いもの。ポップンパーティに遅刻しそうになった時に助けてくれたポエットと仲良し。
担当曲：AC3「ハートフル」、CS7「モード」、ee'MALL2nd「スウィートポップ」
Cyber（サイバー）
誕生日：3月18日
ヒーローマニアの高校生でマコトの弟。ある日、遭難した宇宙人のパルから「いいひと光線銃」を託され、本物の正義のヒーローとなった。神風トオルと神宮ヒロシの大ファンで、実家のヘアサロンにサインを飾っているほど。わがままな性格で、パルに無理矢理ヒーローグッズを作らせたりして周りの人を困らせている。裁縫が得意。
担当曲：AC3「モンド」、AC7「クレイジーテクノ」、AC Jam&Fizz「Amazing Bomberman」
Dia（ダイヤ）
誕生日：4月18日
セクシーなブラジル人女性。普段はおっとりした性格だが、激しいリズムを聞くと思わず踊りだしてしまうという。猫が好き。
CS3ではAC3の担当曲が収録されなかったため、登場しない。
担当曲：AC3「ユーロダンス」、ee'MALL「ハウス (What is Love?)」
Donna（ドナ）
誕生日：10月7日
大富豪の一人娘。わがままな性格でじいやのジョルジュ（劇団カモマイルのジョルジュとは別人）を困らせている。女の子だけのバンドを組んでいるが、演奏はさっぱりでマイクを手放さないという。ダミやんの追っかけ。AC4では髪が黒髪から金髪になっている。
初期の一人称は「ボク」だったが、AC19のタウンモードでは「私」に変更されている。
CS3ではAC3の担当曲が収録されなかったため、登場しない。
担当曲：AC3「パンク (LET ME FEEL SO HIGH)」、AC4「ブリットポップ ※」、ee'MALL「ビートパンク」
ice（アイス）
誕生日：11月4日
キーボードを得意とする日本人の青年。タイマーのプロデューサーで、自身もミュージシャンとして活躍。ネズミグッズが大好き。身長が低いことを気にしている。テンションが上がったり機嫌を損ねるとキーボードを叩きつけて壊すなど、荒い一面もある。
AC3では、MZDの部下の1匹P-CAT（ネコ）のお手伝いで過去曲の代理担当キャラクターとしても登場。P-CATのモデルはAC2などのキャラクターデザイナー、P-CAT。
AC3では、同作のショルキーと一部のアクションが同一だった。
担当曲：AC4「フューチャー」、CS8「デジテクノ」、うたっち/AC19「アイドルウェーヴ」など。
担当曲（版権）：AC13版権曲「ゲットワイルド (GET WILD)」およびAC解明リドルズ「-UPPER」、AC Sunny Park版権曲「マジLOVE2000% ※」
Kate（ケイト）
誕生日：4月10日
テレビ番組で見たジュディのダンスに憧れて、ダンサーを目指す女の子。
AC版では、AC9以降キャラクターのみ復活したが、過去に担当していた楽曲は未収録となったため担当曲がない。
担当曲：AC3「ニューカマー ※」
LingLing（リンリン）
誕生日：9月5日
香港出身の女の子。名前の漢字表記は「伶伶」。雑技団のメンバーで世界中を回っている。パンダの好好（ハオハオ）と仲良しで、食いしん坊。使っているヘアゴムが同じ（買った店まで同じ）という理由で、ポエットが近くにいると気になるらしい。
担当曲：AC3「カントン」、ACエクラル「只要有你在」
Megumi（メグミ）
誕生日：7月20日
おしゃまな小学生の女の子。フルネームは「早川めぐみ（はやかわ -）」。魔法のタンバリンの力で「マジカルメグ」に変身し、憧れのお兄さんをつけ狙う宿敵セクシーキャットと戦っている。本人曰く最強の必殺技は『ジェラシーサンダー』。
担当曲：AC3「マジカルガール」
P-1&P-2（ピーワン&ピーツー）
誕生日：6月12日
2体のロボットコンビ。クラフトと同じタイプだが、それぞれ寸法間違いで大きさが異なる。それが原因で廃棄されかけるが、漫才の才能を見出されて芸人ロボットとなる。背が高いP-1は江戸っ子口調や関西弁などが混じったような変な喋り方をする目立ちたがり屋。短足のP-2は何を言っているのかが不明で、P-1にしかわからないが、感情を表に出さないクールな性格。P-1がボケ、P-2がツッコミ。
「クラフトの失敗作」という設定を受け、AC4当時のキャラクターセレクト画面のカラー変更では両者が繋がっていたが、AC9以降は分離した。
担当曲：AC3「サウンドトラック」およびAC11「ウラ・- ※」、CS7「インダストリアル」、AC Sunny Park「青春剛速球メタル」
担当曲（版権）：AC9版権曲「ナニワ (Somebody Stole My Gal) ※」
Poet（ポエット）
誕生日：2月17日
メルヘン王国の上空にあるホワイトランド出身の天使の少女。水泳が苦手だが、魚の加藤さん一家と仲良し。持っているラッパはAC3「ケルト / 水中家族のテーマ」の背景に描かれている大天使の母親から貰ったもので、吹くと音符が出てくる。初登場時は幼い姿だったが、シリーズを重ねるに連れ成長した姿も描かれており、AC UniLab「ma plume」担当時は立派な大天使となった姿で登場している。
初期の担当曲のほとんどがパーキッツの曲であったため、パーキッツの代名詞的な使い方をされることもあった。2011年にパーキッツが解散して以降は他アーティストの楽曲も多く担当している。
海外版の一部作品では、頭の輪が削除されている。
担当曲：AC3「ケルト」およびAC9「-LONG ※」、AC4「フレンドリー」およびAC8「-LIVE」、CS5「スカイ」など。

### pop'n music 3 APPEND DISC (CS)
CAPTAIN SUPER POP（キャプテン・スーパーポップ） ※

自称スーパーヒーロー。実家はうどん屋。
担当曲（版権）：CS3版権曲「スーパーポップ（僕たちの計画） ※」
HIKARU（ヒカル）
誕生日：8月12日
ローラースケートを履いた少年アイドル。フルネームは「三浦ヒカル（みうら ひかる）」。モチーフは光GENJI。
AC版ではAC18から登場したが、移植曲担当として登場したため、CS3当時の担当曲はACへ移植されておらず、2Pカラーも選択不可。AC18ではWINやダンスなどで、ヒカルをリーダーに「FUN☆FUNボーイズ」としてメンバー5人が勢揃いする。
担当曲：CS3「ボーイズ ※」、AC18「パラダイス昭和」
Jennifer（ジェニファー） ※
誕生日：2月8日
ダンスが得意なアメリカ人の女の子。
担当曲：CS3「ロカビリー ※」、CS4「ブギー ※」
PEPPER（ペッパー）
誕生日：12月8日
ギター片手に森を守るロッキー山脈出身のクマのお巡りさん。ちっとも事件が起きないのでAC6ではワイルドに決めて都会に進出してきた。
AC4にて担当曲が移植されたが登場せず、AC6では描き直され「ロックンロール」担当としてAC登場を果たした。
担当曲：CS3「グルーヴロック」、AC6「ロックンロール」
SUNNY（サニー）
誕生日：3月21日
フラワーの妹。兄を探しながら世界中を旅している。身長はサニーの方が圧倒的に高い。
AC版ではAC9から登場。
担当曲：CS3・AC18の「ポジティブ」シリーズ（1・2）、CS8「ガールズバンド ※」、CS10「ネオフォークロック（セカンドステージ） ※」など。

### pop'n music 4 (AC)
Elle（エル）
誕生日：5月2日
サングラス三姉妹の末っ子で、ココの双子の妹。三姉妹の中でも一番の家族思い。画家の卵で、CS8ではアトリエをオープンしている。
担当曲：AC4「スーパーユーロ ※」およびAC9「-LONG ※」、CS8・9の「シティポップ」シリーズ（1※・2※）、ee'MALL2nd「ハイパーユーロビート」
Henry（ヘンリー）
誕生日：9月15日
メルヘン王国の空の上にある、ピュアな心の持ち主ばかりが暮らす国「ホワイトランド」の王子。ロボットのライオンのシンバルと共によく冒険をするが、ホームシックですぐに城へ帰ってしまう。ディーノの親友で、ポエットに恋をしている。想像したものを物体化する魔法を使える。
AC11では船長のような格好になっている。
担当曲：AC4「カートゥーン」、AC11「ボヤージュ」
Jyun&Shingo（ジュン&シンゴ）
誕生日：9月14日（ジュン）、8月14日（シンゴ）
いつかメジャーデビューを目指すストリートミュージシャンの2人組。帽子を被っているのがジュン、オレンジの髪の爆発頭がシンゴ。グループ名はジュンとシンゴで「純真」。ファンからの質問でとっさにシンゴが名づけたが、ジュンはあまり気に入っていないらしい。
担当曲：AC4「ティーンフォーク ※」、CS6「ストリート ※」、AC19「ストリートチューン」
担当曲（版権）：AC Sunny Park版権曲「オレンジ ※」、AC UniLab版権曲「青いベンチ」
Mayumi（マユミ）
誕生日：7月15日
郷土や民謡を愛する女性。28歳。結婚願望がなく、両親に縁談を持ちかけられているが、縁談そっちのけで舞踏や民謡の稽古に励んでいる。飛行機が嫌い。
AC17以降、過去に担当していた楽曲が未収録となったため、AC最新作では担当曲がない。ただし「デスナワ」や「FUNKY SUMMER BEACH」などの曲でMZDと共に登場している。
担当曲：AC4「オキナワ ※」
NK2000（エヌ・ケー2000）
誕生日：2月2日
高級バーの歌姫。自分そっくりの格好の娘もいる。モデルは担当曲のアーティストでもある研ナオコ。
担当曲：AC4「カヨウハウス」
PAL（パル）
誕生日：6月24日
宇宙からやって来た正義の味方で、サイバーのパートナーの宇宙人。宇宙船が故障した際に出会ったサイバーに「いいひと光線銃」を授け、サイバーの家に居候している。「-ウパ」が口癖。ソラのアニメ（BAD・LOSE）にも出てくる。
担当曲：AC4「アナログテクノ」、AC12「UFOテクノ」、AC Jam&Fizz「Hypernova」
Smile（スマイル）
誕生日：2月18日
ユーリのバンド「Deuil」のメンバーの透明人間。ベース担当。『ギャンブラーZ』のフィギュアを所持するほどの大ファンで、ギャンブラーZのキャラの真似をし、ギター片手に放浪の旅をして少年少女にギャンブラーZの歌を歌っていたところをユーリにスカウトされた。ステージ上ではクールだが実はかなりのひょうきん者。視認できるよう体に包帯を巻いているためミイラ男に間違われやすい（本人も間違われることを嫌っている）。服や包帯ごと透明化することができるが、実は口だけ透明化しないという欠点がある。公園の鳩が嫌い。
AC12では長いこと寝ていたせいで頭に葉っぱが生えてしまい、元に戻す薬を作っている。
担当曲：AC4「ホラー ※」、AC12「ハロウィン」、ee'MALL「ヒップホップ（ラスネール）」など。
Taro&Okon（タロウ&おコン）
誕生日：5月8日（タロウ）、9月20日（おコン）
S.8.タロウと、その恋人のキツネのおコンちゃんのコンビ。OEDO星で人気の「KARAOKE箱」でデート中。
アクションはAC2のS.8.タロウのものが大部分流用されており、カラー変更でも繋がっている。
担当曲：AC4「カラオケ」
YUKI（ユキ）
誕生日：9月23日
素人オーディション番組でデビューを果たしたアイドルの女の子。負けず嫌いで頑張り屋な性格で、同じようにデビューした先輩を目標にしている。
担当曲：AC4「ディスコガールズ」、AC13「哀愁ユーロ」、ACエクラル「albedo」

### pop'n music 4 APPEND DISC (CS)
Antonio（アントニオ）
誕生日：8月10日
サーベルを使いこなすスペイン出身の伊達男。旅行中に出会ったファニータに一目惚れしている。
AC版ではAC10から登場。
担当曲：CS4「ラテンロック」、ee'MALL2nd「ラテンスカ」、ACエクラル「El venenciador」
Fanita（ファニータ） ※

砂漠のカフェの女主人。射撃が得意。嘘つきが嫌いにもかかわらずいかさまポーカーが好き。
担当曲：CS4「メレンゲ ※」
Johnny D（ジョニーD）
誕生日：6月18日
ギターに夢中の高校生。リバプール出身。ライブハウス出演を目指してバンドメンバーを募集しているが、全くメンバーが集まらず意気消沈している。
AC版ではAC7から登場。CS4では名前の綴りが「Jhonny.D」と表記されていたが、後の作品で修正された。
担当曲：CS4「リバプール」「グループサウンズ」
Kobe（コービー）
誕生日：11月28日
バスケが得意なライオンの子供。父親はミュージシャン。
AC版ではAC9から登場。Wii版にも登場している。
担当曲：CS4「モーター5（GB版から担当変更）」

### pop'n music 5 (AC)
AC版でAC5のカテゴリにいるキャラクターのうち、『pop'n stage』が初出のキャラクターは#pop'n stageの節を参照。
AKAGI TAKAYUKI（アカギ タカユキ）
誕生日：10月11日
『ビーマニ戦隊ポップンファイブ』のリーダー。名前の漢字表記は「赤城隆之」。普段はゲーセンでバイトをしているが、悪者が現れるとポップンレッドに変身して仲間たちと共に戦う。一緒に戦っているのは青葉眞保（アオバ マサヤス/ポップンブルー）、緑川俊司（ミドリカワ シュンジ/ポップングリーン）、黄河聡美（コウガ サトミ/ポップンイエロー）、白木桃香（シロキ モモカ/ポップンホワイト）。全員詳しいプロフィールが決まっている。赤城は人工知能を搭載した専用バイク「PX-A04 BATTLE POPPER（バトルポッパー）」に乗っており、バトルポッパーと搭乗者の赤城は親友関係にある。WINで5人全員の変身シーンと、巨大なポップンロボが出現する。
AC18以降、過去に担当していた楽曲が未収録となったが、ACエクラルにて再び新たに担当曲を持った。
担当曲：AC5「センタイ ※」、ACエクラル「爆臨!!イナカイザー!!」
BELLE（ベル）
誕生日：9月22日
パリから日本へ留学してきた女の子。バイト先の洋書専門古書店の隣の雑貨屋でバイトしているさなえちゃんとは親友。映画のシナリオを書くのが密かな夢。飼っている黒猫の名前はシャトン。猫の医療費の高さに不満を抱いている。
担当曲：AC5「フレンチポップ (une fille dans la pluie)」、AC9「フレンチボッサ」、ee'MALL2nd「ボッサラウンジ ※」など。
GRAPPA（グラッパ）
誕生日：10月12日
魅惑のテノールを持つクジラの紳士。
AC17以降、過去に担当していた楽曲が未収録となったが、ACうさ猫にて再び新たに担当曲を持った。
担当曲：AC5「ロックオペラ ※」、ACうさ猫「Nove Primavere」
José（ホセ）
誕生日：10月12日
ギター弾きの名人の老人。スペイン出身。頑固で昔気質。「アンダルシアの宝石」との呼び声も高く、世界中から彼の音色を聞きに人が集まる。
FEVERWIN（初期は通常WIN）やMISSアクション登場する女性は孫娘のロサ（AC13のロサとは別人）。通常WIN（初期はFEVERWIN）では、ドン・モミーとロマが登場する。
担当曲：AC5「アレグリア」、ee'MALL「ギターポップ (SURGE LINE) ※」
KAREN（カレン）
誕生日：11月30日
巫女さんになりたくて神社で修行中のオーストラリア人女性。親日家のファッションモデル。カタコトの日本語を喋る。
担当曲：AC5「ニューエイジ」
Kevin（ケビン）
誕生日：12月23日
舞台の世界から銀幕の映画スターになった天才少年。特に映画「SICILLIANA」は数ある出演作品の中でも最高傑作と名高い。ホタルに憧れている。
共にいる動物たちの劇中における役名は、犬がクワトロ、鳥がウーノ。それぞれの本名は不明。
担当曲：AC5・17の「キネマ」シリーズ（1・2）
LISA（リサ）
誕生日：3月30日
ハイテンションな現役女子高生アイドル。そのテンションの高さはすでに芸能界でも有名。ジメジメした人と数学が嫌い。
担当曲：AC5「ハイテンション」、AC8「ストレート ※」、ee'MALL2nd「ハイパーJロック」など。
MAKOTO（マコト）
誕生日：4月5日
カリスマ美容師。少しキザだが優しいサイバーの兄。女の子に人気が高いが、プレゼント攻めに遭うのが苦手。実家のヘアサロンで働いているが、給料はバイト並。
AC18では超人気ヘアスタイリストになっている。
担当曲：AC5「パワアコ ※」、CS8「ホットロック ※」、AC12「ポジアコ」など。
担当曲（版権）：AC16版権曲「月光花」、CS Lively版権曲「白日 ※」、AC解明リドルズ版権曲『「Sweet Love」』、AC UniLab版権曲「星が泳ぐ」
Mr.KK（ミスター・ケーケー）
誕生日：12月5日
ヘッドホンを付けて毎日西新宿の某ビルを磨きまくっている清掃員。しかし、裏の顔は「掃除屋」の異名を持つスナイパー。背後に立たれることを嫌う。AC19以降は「ミスターKK」と表記されている。
裏家業はナイショにしていて本業は「なんでも屋」と称しており、「かわいい女の子限定で」ビル掃除でもウエイターでもネコ探しでも引き受けるらしく、AC10ではベルに猫探しを頼まれていた。
担当曲：AC5・15・peace「パーカッシヴ」シリーズ（1・2・西馬込交通曲）およびAC11「ウラ・-」、AC10「オルタナティヴ」、AC20「アーバンロック」など。
担当曲（版権）：AC Jam&Fizz版権曲「シャンティ」
PIERRE&JILL（ピエール&ジル）
誕生日：2月29日
メルヘン王国出身の着ぐるみデザイナーコンビ。うそつきが好きでもあり嫌いでもある。ゾウ(5)、タコ(8)、タマゴの寿司(11)、ローストチキン(16)の着ぐるみを着ているのがピエール、キリン(5)、イカ(8)、かっぱ巻き(11)、フライドポテト(16)の着ぐるみを着ているのがジル。
担当曲：AC5「コミックソング」、AC8「ラグタイム」、AC16「ピコパンク」など。
担当曲（版権）：AC11版権曲「スシ（スシ食いねェ!） ※」、AC解明リドルズ版権曲「わがままパーリナイ」
TAMAKO（タマコ）
誕生日：12月4日
カリスマパラリスト。外見はヤマンバギャルそのもの。実は本物の山姥だが、言い出せなくなって困っているらしい。本名の「珠子」で呼ばれる事を嫌っている。
担当曲：AC5「パラパラ」
WACKY（ワッキー）
誕生日：10月1日
GSバンドのリーダー。昭和風の様相をしている。ファンレターを読むのが趣味で、ファンのことを「仔猫チャン」と呼ぶ。早起きが嫌い。なお、AC18のスケアクローズの髪型はワッキーと同じ。
命名はwacこと脇田潤が由来となっているが、名前のみでキャラクター的には無関係である。
担当曲：AC5「ネオGS」

### pop'n music 5 (CS)
AGEHA（アゲハ） ※
誕生日：ψ月σ日
地球を侵略するために送り込まれたエイリアン第2号。ケリーの後輩。しかし、本人は任務よりも憧れの先輩を探す事に夢中。
再登場する度に、1Pのカラーリングが紺色の髪とクリーム色の髪でよく入れ替わっている。CS7以降のアゲハは新規に書き直されており、アクションも異なる。
担当曲：CS5「クリスタル ※」、CS6「スピリチャル ※」、CS7「スプラッシュ ※」など。
Hayata（ハヤタ）
誕生日：9月13日
顔が炎の新人レーサー。趣味のギターは超一流。軽油が好きだが重油が嫌い。鈴鹿出身。
AC版ではAC10から登場。
担当曲：CS5「サーキット」、ACエクラル「SPEED KING ON FIRE」
MOE（もえ） ※
誕生日：7月25日
最近デビューしたばかりの新人アイドル。本人はやる気十分だが、練習のし過ぎで喉を痛めているらしい。ケーキ作りが趣味だが、あまり上手く焼けない。
担当曲：CS5「アイドルポップ ※」、CS7「スタディ ※」およびCS11「ウラ・- ※」
NANAKO&SORAMAME（ななことそらまめ） ※

子供番組『ひらきやがれポプキッズ☆』の出演者。強気な女の子の方がななこ、弱虫な男の子の方がそらまめ。
担当曲：CS5「ピュア ※」およびCS9「-LONG ※」/CS11「ウラ・- ※」
Paul（ポール）
誕生日：4月24日
気だるい歌声とキザな仕草がトレードマークのフランス人男性。近頃ファンクラブの女性会員数が急増しておりご機嫌になっているという。美しい女性が好き。
AC版では、AC9の『ee'MALL』配信が始まった直後の数日間のみ楽曲の担当キャラクターとして登場していたがすぐに差し替えられ、後にAC10から正式に登場した。
担当曲：CS5「AOR」、CS8「ニート ※」およびCS11「ウラ・- ※」、ee'MALL「アーバンブルース ※」
Rachel（レイチェル） ※
誕生日：9月14日
森の屋敷に住むお嬢様。花や動物とお話したり、夜窓から月を眺めて空想にふけるのが趣味。ペンシルバニア出身。
担当曲：CS5「バラード ※」、CS7「オータム ※」
SHARK（シャーク）
誕生日：11月27日
地元で人気のインディーズバンドのボーカル。キワドイ歌を歌うが、実はかなりの恥ずかしがり屋ですぐにアガってしまうため、常に背中を向けてしまう癖がある。こっそり詩を書くことが趣味。普段は本屋でバイトをしている。横浜出身。
AC版ではAC10から登場。
担当曲：CS5「ファンクロック（熟れた花）」、CS6「USハードロック ※」、CS9「UKポップ'80 ※」
SUIT（スーツ）
誕生日：12月28日
ポプ曲署に勤める刑事。本名は「三田ヒロシ」。実家は弁当屋を経営している。
後にモリーと対決するキャラクターとしてCS9（モリーvsスーツ）やCS12（スーツ対モリー）にて再登場。ただしAC版のカラー変更では繋がっていない。
AC版ではAC7から登場。
担当曲：CS5「KG」、AC peace「スライ」（CS9からの移植、担当キャラクター変更）
TOBY-S（トビーズ）
誕生日：10月21日
ノコギリを持った悪戯好きの2匹のクマ。CS9では住処をオモチャ箱に変え、ヒューに悪戯をする。
AC版ではAC12から登場。初出時のキャラクターモデルと担当曲は移植されていない。
担当曲：CS5「ディーアイワイ ※」、CS9「トイボックス」
VANTAIN（ヴァンテーン）
誕生日：5月13日
少し太った汗っかきのバーテンダー。キューバ出身。本人も知らない隠し味がカクテルの決め手。AC19からエクラル初期までは名前の読みが「バンテーン」とも表記されていた。
AC版ではAC7から登場。
担当曲：CS5「キューバングルーヴ」、CS7「スムース」、AC解明リドルズ「Mystery at the bar」

### pop'n music 6 (AC)
この作品からアニメ方式が変更され、名前のフォントが縁取りされるようになった。
AC版でAC6のカテゴリにいるキャラクターのうち、『pop'n stage』が初出のキャラクターは#pop'n stageの節を参照。
Green（グリーン）
誕生日：8月16日
ニューヨーク出身のヤギのピアニスト。その腕前は「彼が舞台に上がればメニュー表を読むだけで歌になる」という。
担当曲：AC6「ジャズボーカル ※」、CS8「アダルトコンテンポラリー ※」、ee'MALL2nd「秋」
Higurashi（ヒグラシ）
誕生日：4月27日
シンガーソングライターを目指す眼鏡をかけた青年。ぶらぶらと散歩するのが趣味で、晴れた日には多摩川の土手を散策しながら思いついた詩をノートに書いている。
担当曲：AC6「エヴァーポップ」、CS7「シャッフル ※」、CS8「ミディアム ※」など。
担当曲（版権）：AC19版権曲「アルクアラウンド ※」、CS Lively版権曲「Pretender ※」
Hone（ホーン）
誕生日：8月26日
骸骨の孤独を愛するトランペット奏者。誰もを魅了するトランペット奏者を目指し、200年もの間旅をしている。
AC12では頭身が高くなっている。
トルテ&パフェのWINアクションでも登場。
担当曲：AC6「スカ (Ska Ska No.3)」、AC12「ショータイム」、AC15「スカ (SKA a go go) ※」
Jessica（ジェシカ）
誕生日：12月27日
歌が大好きなシスター。神を信じており、嫌いな物は無い。
担当曲：AC6「ソウル」、ee'MALL「スピードガラージ ※」、AC Jam&Fizz「Heavenly Good Morning!」
KIKA（キカ）
誕生日：2月26日
スペースシャトルの女性乗務員。宇宙ネズミと酔っ払いが苦手。
担当曲：AC6「ライトフュージョン」、AC19「80'sプリティポップ」
May（メイ）
誕生日：5月1日
変装が得意な女スパイ。メイという名前は偽名で、ジュライ、ジューン、エイプリルも彼女が変装した姿。LOSEアニメではチャーリに捕まる。
ただし、正体を隠しているという設定のためキャラクターセレクト画面のカラー変更では繋がっていない（システム的には別キャラクター扱い）。
担当曲：AC6「ムーディー」、ee'MALL「モッズ (WATCHINGOUT) ※」
MEBAE（めばえ）
誕生日：6月1日
社交ダンス界で有名な、頭にアンテナのある男女ペア。「めばえ」はダンス教室の名前。それぞれの名前は不明。日本出身。女の方は足にアイロンをかけても平気らしい。
興味深いモチーフとして、ジズが彼らそっくりの人形を作ったこともある（本人とこっそり入れ替わっているという説もある）。
担当曲：AC6「モダニズム」、AC12「ひなまつり」、ee'MALL2nd「昭和初期カヨウ」
担当曲（版権）：AC9版権曲「ハイソ (IN THE MOOD) ※」
OTOKO-MAN（おとこマン）
誕生日：♂月♂日（お祝い日は6月5日）
自称ますらお王国出身の怪しい筋肉服を着た覆面男。コミカルな見た目とは裏腹に、熱いソウルで愛を歌う硬派な漢。覆面は大量にかぶっているらしく、何枚取っても素顔は出てこない。
AC20には衣装違いのフレッシュマンが登場し、カラー変更で繋がっている。
担当曲：AC6「メロコア (H@ppy Choice)」およびAC8「-LIVE」、AC16「タワシーポップ」
担当曲（版権）：AC10版権曲「キン肉マン（炎のキン肉マン） ※」
Pino（ピーノ）
誕生日：4月27日
ネオ・トキオ出身のロボットの少年。AC13ではピーノをリーダーに、DANCEアクションなどで仲間として紅一点の「カトリーノ」、スピード自慢の「スピーノ」、ふとっちょの「ブーノ」が一緒に登場する。
担当曲：AC6「テクノカヨウ」、AC13「FMポップ」、AC UniLab「ココロコースター」
Pop'n All? Stars（ポップンオール？スターズ）

ミミをはじめとしたポップンキャラクター達が祭に参加している。?がついているのは、全キャラを登場させるのが無理だったため。ムービー形式ではないが、プレイヤーキャラクターとしては使用できない。
担当曲：AC6「オンド ※」、ee'MALL2nd「祭」
Rolly（ローリィ）
誕生日：3月16日
おてんばカウガール。子供扱いされるのを嫌っている。
担当曲：AC6「カントリー」、AC Jam&Fizz「Que Sera Sera」
TRAN（トラン）
誕生日：1999年6月13日 地球に降臨
『beatmania IIDX』シリーズからのゲスト出演。宇宙人の少女。
なお、AC9・18に登場しているトランは名前表記こそ同じだが実は偽者で、本物のトランに懐いている液体金属の少女。カラー変更ではそのまま本物のトランと繋がっている。
詳しくはbeatmania IIDXの登場キャラクターを参照。
担当曲：AC6※・ee'MALL・ee'MALL2ndの「トランス」全て、AC12「ハッピーキュートコア」、AC16「プログレッシブ (V)」など。
担当曲（偽トラン）：AC9「ロックギター」、AC18「ハッピーキュートロック」、AC peace「Trill auf G」
Yard the 6th（ヤード6世）
誕生日：11月25日
6代目の吹き手になるためバグパイプの修行をしているバク。よく悪い魔女に魔法をかけられ、バグパイプをチキンにされる。
担当曲：AC6「スコティッシュ」
Yun（ユン）
誕生日：2月21日
韓国出身のトップモデル。ヨンの姉。有名になってとても忙しい毎日を過ごしているが、足元の小さな幸せも忘れない。財布を忘れて出かけるなど、意外とおっちょこちょいな一面もある。
AC17以降、過去に担当していた楽曲が未収録となったため、AC最新作では担当曲がない。
担当曲：AC6「K-ユーロ ※」およびAC11「ウラ・- ※」
WARUDOC（ワルドック）
誕生日：10月19日
『ギャンブラーZ』と『グレートギャンブラー』の宿敵でワルドック軍団の首領。ワルドックロボという巨大ロボットを所持しており、製造・販売も行っている。またイカサマギャンブラーでもあり、イカサマによる世界征服を企んでいる。
AC1の神風トオル、AC2の神宮ヒロシのアクションにそれぞれ別デザインで登場していたが、AC6で独立したキャラクターとして登場した（デザインはAC1版がベース）。マジカルメグの宿敵セクシーキャットとはライバル関係にあるらしい。
AC18以降、過去に担当していた楽曲が未収録となったため、AC最新作では担当曲がない。
担当曲：AC6「ブルース ※」、AC11「ホラ-2 ※」
W.B.ROSE（ウィリアム・ブレイク・ローズ）
誕生日：11月28日
肌を露出気味なカリスマバンドのボーカル。イギリス出身で、没個性なものが嫌い。悩ましすぎる独特な世界でファンを虜にし、観念もモラルも性別も超越したディープな魅力に一度はまると大変だという。
担当曲：AC6「ニューロマンティック」、CS7「ハモロック ※」、ee'MALL「ジャパメタ」
六（ろく）
誕生日：6月9日
ヘッドホンを愛用するヒップロック侍。剣と言の極致を極めんと世をさすらう。書道家でもあり、常に筆を所持している。好きなものは辛口の酒と一人旅。
担当曲：AC6・9・12・15・18・ラピストリアの「ヒップロック」シリーズ（1 - 5、3.5、火風陸空）およびAC9「-LONG ※」/AC11「ウラ・- 2」/AC解明リドルズ「- 4 UPPER」、AC peace「令和の国」、AC解明リドルズ「鎬」など。
担当曲（版権）：AC18版権曲「曇天」

### pop'n music 6 (CS)
CS6で登場したキャラクターのうち、『pop'n stage』が初出のキャラクターは#pop'n stageの節を参照。
Gyorgy&Eva（ジョルジュ&エバ） ※

劇団カモマイル所属の宇宙人。細眼の男がジョルジュ、手長の女がエバ。様々な星で演劇を行い、観客を感動の渦に巻き込むが、なぜか有名になる前にその星を去ってしまうという。
CS7で一緒に登場するのは同じく劇団カモマイル所属の団長ピピン、エバに憧れているアイリ、ジョルジュをライバル視しているニック、最年少のみんみん、ペットのポウ。また、登場していないが、雑用係のリュオもメンバーにいる。
デザイナーは担当曲のアーティストである「miu∞myu」本人と実際に会う前にキャラクターをデザインしたが、「miu∞myu」の2人がジョルジュ&エバを見た際に「自分たちと雰囲気がそっくり」と語っており、CS7の「ロンド」は逆にキャラクターをイメージして作曲された。
担当曲：CS6「ドラマティック ※」およびCS11「ウラ・- ※」、CS7「ロンド ※」
SUMIRE（スミレ）
誕生日：1月13日
クロミミウサギ（本名：あっぷあっぷ）の軍団「クロミミウサギ隊」を率いて悪の道を目指す14歳の女の子。名前の漢字表記は「菫」。宇宙の平和を乱すために頑張っているが失敗ばかり。ラーメンが好きで、AC19のタウンモードではラーメンを台無しにされ、怒って勝負を挑んでくる。
CS6では陸軍、CS7では海軍、CS10では空軍、PMPでは宇宙軍風、ACラピストリアでは学園の改造制服の服装で登場する。
睦月と付き合っており、数少ない公式公認のカップルである。
AC版ではAC15から登場。
担当曲：CS6・7・10・portable・ラピストリアの「シンパシー」シリーズ（1 - 4・Perverse Heart 〜あまのじゃく〜）およびCS9「-LONG ※」/AC peace「Usual Days-remix」、AC Sunny Park「サイバーシンフォニックポップ」、AC解明リドルズ「沈まない月のように」など。
担当曲（版権）：AC19版権曲「only my railgun ※」およびAC UniLab「-UPPER ※」
TECHNO STARS（テクノスターズ）
誕生日：6月27日
地球征服を狙う悪の科学者ドクロックが作った3体の男性型ロボット。時代錯誤な歌を発して世界に混乱を招く予定だったが、中年の男性女性に人気が出てしまった。関節が少ないため激しい動きは出来ず、よく首のパーツが飛ぶ。CS11ではスタディランドを担当している。
リーダーの赤い髪のロボットが1976年に造られた「衛（マモル）」、青い髪の2体がその翌年に完成した「TECHNO1号」と「TECHNO2号」。ただし、CS11のスタディランドでは2号のみそのまま、リーダーの衛が「1号」、旧1号が「3号（テクやん）」役として登場している。ここでの新1号（衛）は緑の服できりっとした性格、2号は黄色い服で丁寧な物腰の真面目な性格、3号（旧1号）のテクやんは赤い服で関西弁を使うやや気の抜けた性格として描かれている。
AC版ではAC8から登場。
担当曲：CS6「ロマンスカヨウ」、CS12「R&B&M（ドンパン節）」
UOWO（ウオヲ）
誕生日：10月10日
釣られた淡水魚。鰓呼吸のため地上でも活動できる。和製パンクバンド『漁船』の一員でボーカル兼パフォーマーを務めているが、ライブハウスは常に閑古鳥が鳴いているという。
AC版ではAC9から登場。
担当曲：CS6「オイパンク」、AC9「オイパンク0」、AC peace「限界食堂」

### pop'n music 7 (AC)
COOKIE（クッキー）
誕生日：9月22日
ダンスが大好きな男の子。ソフトクリームが好物。
AC17以降、過去に担当していた楽曲が長らく未収録となっていたが、ACエクラルで担当曲が復活した。
担当曲：AC7「Jr.R&B」
DJ mimi nyami（DJミミニャミ）
誕生日：3月3日（ミミ）、2月8日（ニャミ）
ラジオ番組のディスクジョッキー姿のミミとニャミ。
版権曲担当専用キャラクターであったため、AC版ではAC10から使用可能になり、AC12以降はTV・アニメカテゴリに存在する。AC12以降、過去に担当していた楽曲が未収録となったため、AC最新作では担当曲がない。
担当曲（版権）：AC7版権曲「ラジオ (BITTERSWEET SAMBA) ※」
Kagome（かごめ）
誕生日：2月1日
儚げな印象を与える少女詩人。黒いワンピースが特徴で、鳥籠を持っている。独特な世界観の詩と朗読スタイルでカリスマ的人気を誇るものの、彼女自身は世間の評判には全く興味が無く、いつも遠くにある何かを探し求めているという。非常に寡黙な性格。
キャラクターの名前は公式サイト上の企画による一般公募で決定された。
担当曲：AC7「ミスティ」およびAC9「-LONG ※」/AC16「-REMIX ※」、ee'MALL2nd「ルイン」、AC16「エモ」など。
担当曲（版権）：AC17版権曲「ブルーバード」
Mac（マック）
誕生日：1月24日
青森出身のリンゴの少年。スーパーの福引きでハワイ旅行が当たり、そのままハワイに住みついた。
担当曲：AC7「ポップフュージョン」
Murasaki（ムラサキ）
誕生日：8月3日
懐古的なようで新しい、和風的な衣装の自作自演系女性アーティスト。新宿出身。実はハニーの妹。
AC17の担当曲「ジャパニーズオルタレーション」の背景で共演しているのは、『beatmania IIDX 14 GOLD』で同曲のムービーに登場するキャラクターの菊桃。また、AC18では担当曲「メガネ歌謡」に合わせ眼鏡をかけている。
担当曲：AC7「ショウワカヨウ」、AC11「大江戸カヨウ」、ee'MALL「スウィング歌謡」など。
nana（ナナ）
誕生日：7月7日
ポップン7のマスコット的な鳩。優しい心を持つ人にだけ姿が見えるという。
隠し要素として解禁されたプレイヤー専用のキャラクターであり担当曲がないという状況が長く続いていたが、『ee'MALL』の展開によって一時期担当曲を持っていた。
担当曲：ee'MALL「ハウス (OVER THE CLOUDS) ※」
NANCY（ナンシー）
誕生日：7月4日
学園のチアリーダーの女の子。才色兼備で学園のマドンナ。
担当曲：AC7「チアガール」
Nina（ニナ）
誕生日：2月7日
若き才能ある、ベリーショートヘアの写真家の女性。ニューヨーク出身で、ビンテージカメラの収集が趣味。
担当曲：AC7「クラブジャズ」、AC9「フィリーソウル」、CS10「J-ソウル (LOVE BOX) ※」など。
担当曲（版権）：ACうさ猫版権曲「Bitter Myself」
Peetan（ピータン）
誕生日：5月31日
サーカスで活躍しているピエロのパンダ。アクション中にはピエール&ジルも登場する。
キャラクターの名前は公式サイト上の企画による一般公募で決定された。
担当曲：AC7「サーカス」
PePe（ペペ）
誕生日：5月12日
幼い頃に群れからはぐれてしまい、神父に拾われたペンギン。自らもパパのような一人前の神父になろうと修行している。
担当曲：AC7「アンセム (GLORIA)」、CS14「サンクティティ ※」
Prince M（プリンスM）
誕生日：9月12日
宇宙を駆け巡る吟遊詩人。あちこちの惑星を巡っては素敵な歌を聴かせている。「M」はメロンのM。
担当曲：AC7「グラムロック」、ee'MALL「サイケデリック」
risette（リゼット）
誕生日：8月7日
スウェーデン出身のアクティブ系のスクールガール。赤いフレームの眼鏡と三つ編みが特徴。スポーツ観戦が趣味で、じっとしていることが嫌い。AC16のイベントではリエちゃんと親友同士であることが判明。
名前の由来は担当曲のアーティストである常盤ゆうの所属する同名のバンド「risette」より。
担当曲：AC7・8の「スウェディッシュ」シリーズ（1・2）およびAC9「-LONG ※」、ee'MALL「カレッジポップ」およびAC Jam&Fizz「-UPPER」、AC16「スウィンギングポップ」など。
Sanday（サンディ）
誕生日：3月11日
ダンス専用の女性型ロボット。カラーリングは様々。AC10に登場するのは限定チャイナモデル。
担当曲：AC7「ディスコハウス」、AC10「テクノガール」、ee'MALL2nd「ボッサGOGO」など。
Sebas★chan（セバスちゃん）
誕生日：7月19日
ヒツジのキーボーディスト。エジンバラ出身。ノリノリになると指さばきの速さが光並になる。AC20のロード・メェーの子孫。
担当曲：AC7「バロック」
shalah（シャラ）
誕生日：6月21日
バリ島出身の踊り子。その動きは精霊のような感じだといわれている。
担当曲：AC7「バリトランス」およびAC11「ウラ・-」、AC15「ガムラントランス」、AC UniLab「Gabbalungang」
担当曲（版権）：AC peace版権曲「一触即発☆禅ガール」およびAC Jam&Fizz「-UPPER」
Teruo（テルオ）
誕生日：10月13日
シンプルだが心に直接訴えかけるような詩と歌声が魅力の男性ボーカリスト。京都出身。一見クールだが、心は熱く燃えている。
フルネームは「燃栄照夫（もえ てるお）」キャラクターの名前は公式サイト上の企画による一般公募で決定された。
担当曲：AC7「J-オルタナ」、AC10「フォークソング（GB版から担当変更）」、AC Sunny Park「ニューファンクロック」など。
WALKER（ウォーカー）
誕生日：α月ζ日（お祝い日は7月5日）
顔が土星の星人。アンドロメダ銀河出身。頭を隕石に乗っ取られてしまうこともある。趣味は読書（主に哲学書）。
担当曲：AC7「レトロフューチャー」、AC Sunny Park「シンフォノベーティブロック」
Yang-Yang（ヤンヤン）
誕生日：8月1日
京劇団で活躍する、孫悟空のような容姿のサル。
担当曲：AC7「キョウゲキ」
YOSHIO（ヨシオ）
誕生日：3月24日
隠れ里に住むジャージを着た忍者。シノビアンの大ファン。
担当曲：AC7「ハードロック」およびAC9「-LONG ※」、AC17「忍者メタル」およびAC Sunny Park「-ポプコネ」、AC UniLab「HAGURUMA」
担当曲（版権）：AC10版権曲「ガッチャマン（ガッチャマンの歌） ※」
Yunta（ユンタ）
誕生日：7月8日
海の家でバイトをしている海人。沖縄の自然を大切にしない観光客が大嫌い。
AC11ではREMIX曲の「テクノボー」で、ユンタの姿の案山子がMZDと一緒に登場している。
担当曲：AC7「デスレゲエ」、ee'MALL「ヒップホップ (7000 Questions)」
Zizz（ジズ）
誕生日：9月19日
右半分の仮面を被った幽霊紳士。ヴェネツィア出身。趣味は人形作り。AC9では自分の人形も作った。AC15では舞踏会を開いており、AC20ではコンピュータウイルスとして登場しアルトの声を奪おうと付け狙う。アルトのLOSEアクションにも登場。
担当曲：AC7・9・15の「ダークネス」シリーズ（1 - 3）、ACラピストリア「終末の序曲〜オワリノハジマリ〜」など。

### pop'n music 7 (CS)
Fuki（ふき）
誕生日：2月10日
軽井沢の林の奥の湖畔で自生している精霊の女の子三人組。名前は左から、雪、空、月。遠いどこかに三人にそっくりな子たちがいるらしい。
AC版ではAC9から登場。
担当曲：CS7「テラピー」
Leicars（ライカーズ） ※
誕生日：1月2日
アメリカの宇宙開拓犬。ライカーズとはライカ（赤）、キンダー（黄）、ロモ（青）の3匹のコンビ名。たまにルーシーなど女性をナンパすることもある。
担当曲：CS7「スウェット ※」
Machuchu（マッチュッチュ）
誕生日：10月15日
メルヘン王国に生息する虹色のキノコ。和名はオトコタケ。湿気があろうがなかろうがどんなところでも気合で生える。一時期大繁殖して大問題になった。近くにある小さいキノコはチュチュ、もっと小さいのはちゅ。
AC版ではAC9から登場。
担当曲：CS7「パンプ」、ee'MALL2nd「ロッテルダムテクノ」
MUTSUKI（睦月）
誕生日：1月27日
ネコ耳と尻尾がある長身の男の子。尻尾の手入れが趣味で、ふかふかの芝生とブランコが大好き。スケッチブックを所持しており、絵を描くのが得意。ぽかぽか陽気に誘われて気ままに散歩してはいつの間にかお昼寝してしまうらしい。
スミレと付き合っており、公式公認のカップル。タウンモードではスミレと待ち合わせをしていた。
AC版ではAC19から登場。登場3作目である「イノセント3」が最初に移植された。AC peaceにおいて「イノセント2」が移植されたが、キャラクターのアニメーションがCS7の1と同じものに変更されており、CS8のデザインはACに移植されていない。
担当曲：CS7・8・14の「イノセント」シリーズ（1・2・3）
小山明美（こやま あけみ） ※

小さなハツカネズミのOL。キリの先輩でもある。CS8ではオープンカフェでオフ中、CS10では魔法使い衣装でスタディランドを担当しており、CS12では憧れの歯科医に転職。
担当曲：CS7・8の「ミラクル」シリーズ（1※・2※）、CS12「むしばワルツ ※」

### pop'n music 8 (AC)
AC版でAC8のカテゴリにいるキャラクターのうち、『pop'n stage』が初出のキャラクターは#pop'n stageの節を参照。
ALT（アルト）
誕生日：9月13日
コンピューター共和国出身の電子アイドル。3人兄弟の末っ子で双子の姉OPT、ひとつ年上の兄SHIFTがいる。彼女の担当曲のボーカルは村井聖夜が製作した合成音声によるもので、担当アーティストもALT自身となっている。
「兄妹3人組でA.I.Unitsというコーラスグループを組んでいる」という設定があり、他のキャラクターの担当曲に合成音声のコーラスで参加することもある（村井聖夜#AltとA.I.Unitsを参照）。なお、兄と姉については公式サイトのQ&Aにて言及されているのみで、ゲーム本編のキャラクターとしては未登場。
AC19ではバージョンアップ版の「ALT2.0」として登場。デザインが一新されているが、カラー変更で繋がっている。
担当曲：AC8「A.I.テクノ」、ee'MALL2nd「A.I.KIDS」、AC18「A.I.デイトポップ」など。
担当曲（版権）：AC9版権曲「A.I.おばあちゃん（コンピューターおばあちゃん） ※」
ASPARA-SEIJIN（アスパラ星人）
誕生日：7月20日
『KEYBOARDMANIA』シリーズからのゲスト出演。二人組の宇宙人。元々は『pop'n stage』の没キャラクターで、後に『KM 2ndMIX』の「Manhattan Sports Club」のムービーキャラクターとして採用されたという経緯がある。
担当曲：AC8「ターバン」、ACエクラル「コルトーン」
hina（ひな）
誕生日：3月14日
メルヘン王国の花畑を治めている女王蜂の赤ちゃん。AC20ではフラワーパレードという設定でパレード衣装に一新した。
担当曲：AC8「トゥイーポップ」およびAC11「ウラ・- ※」/AC解明リドルズ「777 -chip sambass arrange-」、AC20「マジックパス」、ACエクラル「Sweet,Sweet,Sweet.」など。
Honey（ハニー）
誕生日：8月2日
歌舞伎町界隈で人気の歌姫。ムラサキは実の妹であり、彼女の「姉」と称しているが、実は「心は乙女」の「男性」であり、「兄」ということになっている。ポップンカードでは性別不明扱いになっている。
担当曲：AC8「昭和ワルツ」、AC10「シャンソン ※」、ee'MALL「スカロック」
担当曲（版権）：AC14版権曲「エーゲ（魅せられて 〜エーゲ海のテーマ） ※」
John.A.Chopper（ジョン・A・チョッパー）
誕生日：4月12日
一部地域で人気の野球チーム『ピンクポッパーズ』のマスコットキャラクターのウサギ。
担当曲：AC8「ヤキュウロック」
July（ジュライ）
誕生日：7月1日
女スパイの変装した姿のひとつ。正体を隠しているという設定のため、キャラクターセレクト画面のカラー変更ではメイ、ジューン、エイプリルの姿とは繋がっていない。
一緒に登場するのは『MAMBO A GO GO』からのキャラクターで同じく女スパイのエルザとティファニー。
担当曲：AC8「ラテンピアノ」、ACエクラル「beat it together」、CS Lively「Tizona d'El Cid ※」
KINOKO BOY（キノコボーイ）
誕生日：3月21日
『beatmania』シリーズからのゲスト出演。ビートマニアが大好きなDJの少年。元は『ClubMIX』のイメージキャラクター。2Pカラーがない。
担当曲：AC8「テクノポップ (321 STARS)」、ee'MALL2nd「ハレンチテクノ」
MIDORI（みどり）
誕生日：4月29日
ヒゲランド行きのバスガイドをしているカメの女性。
担当曲：AC8「パビリオン」
MILK（ミルク）
誕生日：3月29日
運命の人を探すため歯医者でバイトをしている女の子。甘いお菓子が大好きでかなりのナイスバディ。
担当曲：AC8「ユーロビート (♥LOVE2シュガ→♥)」およびAC peace「♥LOVE2 シュガ→♥ (かめりあ&ななひら's Over-Sweet-Dempa ♥LOVE2 シュガ→♥な恋愛教室 Remix)」、AC12「にょろロック」、ACラピストリア「Shock Me」など。
MOMOKO★SAN（モモコさん）
誕生日：11月29日
宇宙で働くOLの女性。
彼女の若い頃の姿であるMOMOKO★1993がAC10に登場する。
担当曲：AC8「ハウシーポップ」、AC16「メロコアG」、AC19「エレクトリックダンスウェーヴ」など。
Mr.B.BONE（B・ボーン先生）
誕生日：3月15日
『GUITARFREAKS』シリーズからのゲスト出演。袋を被った骸骨のギタリスト。神業のギターテクを持ちながらこの世を去ってしまった伝説のギタリストで、死してもなお消える事のないギターへの情熱がエネルギーとなって、ハロウィンの夜の仮装に紛れ、紙袋をかぶった姿であの世から降臨した。B・ボーンは「バックボーン (BACKBONE)」の略で、これはバンドの中心的存在「バックボーン」であることと、見たとおりの袋骨「バッグボーン」であることを掛けている。出典では兄のQ・ボーンも登場していた。
各公式サイトでは三人称で「彼」と呼ばれ、名前に「Mr.」と付いているものの、かつて『GUITARFREAKS 6thMIX』公式サイトの「ギたドラ茶屋」では「袋を脱ぐと美少女」と言われていたり、『GuitarFreaks&DrumMania V5』では女性キャラクター使用で獲得できる称号「573レディ」の対象になっていた。ただし「体の大部分が骨」とも言われており、ラフスケッチでは「美少女（だった人の骨？）」とされるものも見られる。
担当曲：AC8「ハードカントリー」、CS13「ポップNAパンク ※」、ee'MALL「ギターパンク」など。
Mr.T.BONE（T・ボーン先生）
誕生日：7月21日
『drummania』シリーズからのゲスト出演。バケツを被った骸骨のドラマー。T・ボーンは「タライボーン」の略（出典では当時名前が無く、ポップンにて名付けられた）。B・ボーンと組んだバンドに『KEYBOARDMANIA』のウサおくん達が在籍していたこともあった。AC19からは単に「Tボーン」とも表記される。
担当曲：AC8「スカ (Cassandra)」
NOHOHO（ノホホ）
誕生日：7月24日
いつの間にかハワイに住み着いていた河童。
担当曲：AC8「ウクレレ」
PAPYRUS（パピルス）
誕生日：1月3日
エジプトの小さな守護生物。王家の谷を何千年も守り続けている。カードゲームが趣味。
担当曲：AC8「ピラミッド」、ACラピストリア「Cleopatrysm」、AC解明リドルズ「Ancient Heritage」
REALLY（リアリィ）
誕生日：0月1日（お祝い日は8月1日）
電子の世界に漂うヴァーチャル・チャイルド。
担当曲：AC8「サイケ」、AC peace「Sprite Digital」
Robin&Cock（ロビン&クック）
誕生日：4月26日（ロビン）、4月25日（クック）
ハープを持った旅人の少年ロビンと、彼と共に行動する妖精のクックのコンビ。
担当曲：AC8「ジグ」、ACエクラル「Into the Wind」、AC peace「Afterimage d'automne」
Ryuta（リュータ）
誕生日：8月10日
バイトや恋に明け暮れるマイペースな高校生。最近は電車で見かける子が気になる様子。
CS12・13の対戦モードでは名前表記が「リュウタ」となっていた。
担当曲：AC8「メロパンク」、ee'MALL2nd「ションボリ」、ACラピストリア「徒然 My world」
担当曲（版権）：AC17版権曲「キセキ」
SAPPHIRE（サファイヤ）
誕生日：9月17日
キュートなルックスに反したハードさが評判のヒョウの女性。女性ロックバンドのボーカル兼ギタリスト。北海道出身。
担当曲：AC8「レディメタル」、AC解明リドルズ「もうあおむけでいくしかない」
shiroro（しろろ）
誕生日：10月16日
『beatmania IIDX』シリーズからのゲスト出演。幸福を呼ぶという白いフクロウ。元は『6th style』の「Linus」などのムービーキャラクター。
担当曲：AC8「ラウンジポップ (Linus)」
Sir Conga（コンガ卿）
誕生日：7月13日
『MAMBO A GO GO』からのゲスト出演。コンガの紳士。
担当曲：AC8「マイアミサルサ」、「ファンクロック (Wall Street down-sizer)」
Tart&Toffee（タルト&タフィ）
誕生日：10月15日
『beatmania IIDX』シリーズからのゲスト出演。19歳でB型な双子の女の子で、金髪がタルト、茶髪がタフィ。高田馬場出身。元は『5th style』の「Mobo★Moga」などのムービーキャラクター（初登場時の担当曲は『Dance Maniax』より）。
トルテ&パフェのFEVERWINアニメでも登場。
担当曲：AC8「フレンチポップ (MOBO★MOGA) ※」、ee'MALL2nd「ハードシャンソン」
USAO-Kun（ウサおくん）
誕生日：7月14日
『KEYBOARDMANIA』シリーズからのゲスト出演。ファイヤービート星出身のウサギの男の子。スイカが好き。
ポップンだけでなく、『ParaParaParadise』や『beatmania IIDX』など様々なBEMANIシリーズにもゲスト出演し、更に『出撃!戦国革命』では隠しプレイヤーキャラクターとして出演していた。過去には『GUITARFREAKS&drummania』のB・ボーンやT・ボーンとバンドを組んでいたこともあった。
担当曲：AC8「ライトポップ」、AC12「ガムラン」、ee'MALL2nd「デチューン」
ν・μ（ニュー・ミュー）
誕生日：ν月μ日（お祝い日は8月20日）
少し不思議な双子の少女。二人だけの言葉で内緒話をしている。
担当曲：AC8「フラワーポップ」、ACエクラル「Subdued Color Pop」
担当曲（版権）：AC19版権曲「ミス・パラレルワールド ※」、AC peace版権曲「luck」およびAC UniLab「-UPPER」、「少年よ我に帰れ ※」
おしゃれずきん
誕生日：不明（お祝い日は4月10日）
『Dance Dance Revolution』シリーズからのゲスト出演。ずきんを被った謎の生き物。詳しくはDance Dance Revolutionの登場キャラクターを参照。
AC8に登場しているのは『2ndMIX』のおしゃれずきん2号（かえるずきん）で、アニメには同作のデビルずきんやコンセントロボも登場している。
担当曲：AC8「キャンディポップ (CANDY♥)」、AC12「ソツギョウ」
ししゃも
誕生日：3月10日
ゴミ箱に入っている胴長のネコ。ネコ缶が好物。AC8では誰かが自分に気付いてくれるのをバス停で待っており、後にサラリーマンのサトウさんに拾われる。AC10ではサトウさんの自転車のカゴに乗っており、CS12では「ししゃものネコ缶」というミニゲームで自転車に乗ったサトウさんとししゃもがネコ缶のために奮闘する。CS14の「フィーバー戦士ポップン14」でも少しだけ登場。
また、サトウさんはAC16で単独のキャラクターとして登場した。ししゃもとは別キャラクター扱いのため、カラー変更では繋がっていない。
担当曲：AC8「フレッシュ」、AC10「スキップ」
担当曲（版権）：ACエクラル版権曲「リクライム ※」
シノビアン赤（-あか） / シノビアン青（-あお）
誕生日：4月2日
老若男女の特定の趣味の人に人気のテレビ番組『ニンジャヒーロー⚡シノビアン』の忍者ヒーロー。ヨシオも彼らの大ファンであるが、マニアックすぎるため視聴率はいつもドキドキとのこと。カエル師匠のシノビアン・ビリジアンを尊敬しており、ライバル忍者のシノビアン・トレビアンが嫌い。
1Pがシノビアン赤、2Pがシノビアン青となっている。
AC12の店舗対抗イベント「ポップン秘伝忍法帖」前半のイメージキャラクターとしても登場。
担当曲：AC8「ニンジャ卍ヒーロー」
ミラクル★4
誕生日：1月11日（ウーノ）、2月1日（ツースト）、3月8日（若さん）、4月16日（フォース）
世界中からオーディションによって選ばれたアイドルユニット。メンバーはスペイン代表「ウーノ」、エジプト代表「ツースト」、日本代表「若さん」、アメリカ代表「フォース」の4人。全員が日本育ちという共通点を持つ。
ムービー形式であるため、プレイヤーキャラクターとしては使用できない。
後のシリーズでメンバーそれぞれが単体で使用可能なキャラクターとしてソロデビューした。AC9・17ではフォース、AC10ではツースト、AC12では若さん、AC14ではウーノが登場。
担当曲：AC8「ワールドツアー」、AC解明リドルズ「Miracle 4 RELOADED」
雷舞（ライブ）
誕生日：8月23日
彼岸の彼方でうたた寝をして哲学をしている鬼の子供。
担当曲：AC8「デイドリーム」

### pop'n music 8 (CS)
BeiLei（ベイレイ） ※

上海出身の女性。名前の漢字表記は「蓓蕾」。功夫が得意。
担当曲：CS8「クールチャイナ ※」
Dingo&Ken（ディンゴ&ケン） ※

『ANUBIS ZONE OF THE ENDERS』からのゲスト出演。同作の主人公である男性パイロット「ディンゴ・イーグリット」と、ヒロインである女性フレームランナー「ケン・マリネリス」のコンビ。ゲーム上のアニメはディンゴがメインになっており、各種アクションでケンが登場する。
CS8において担当曲自体は最初から選べるが、プレイヤーキャラクターとしては隠しキャラであり2Pカラーが存在しない。
担当曲：CS8「アヌビス ※」
Li-Na（リナ） ※

メイファの妹。透き通る歌声で人気のシンデレラガール。少し泣き虫で、ベビードールときらきらしたものが好き。姉と同じくクモが嫌い。
姉との違いは髪型、ドレスの色と形。また、姉より少し小柄。
担当曲：CS8「フロート ※」
Matilda（マチルダ） ※

ホワイトランド出身の小柄なブタのアイドル。本名は「餅田マチ子」。
担当曲：CS8「スウィッシュ ※」
Ruri（るり）
誕生日：6月19日
雨が好きなイギリス出身の女の子。CS8ではレインコートとパラソル、CS9ではコートとマフラーを着けている。チョコパフェが好物で、てんとう虫が嫌い。
AC版ではAC12から登場。
担当曲：CS8「レイニー」、CS9「ラヴァーズポップ ※」
スクーリオン
誕生日：8月22日
ポップン学園で悪のフリョーリアンと闘っている戦士。新潟出身。正式名称は「学ラン戦士スクーリオン」。虫が大の苦手で、見ただけで気絶してしまうほど。
AC版ではAC11から登場。
担当曲：CS8「ケシゴム」
むぎばたけ
誕生日：2月22日
電柱のカップル。江の島出身。
AC版ではAC11から登場。
担当曲：CS8「ラテンエンカ」

### pop'n music 9 (AC)
Annie（アニー）
誕生日：9月30日
新米保母として子供たちの面倒を見るアメリカ出身の女性。そばかすがある。寝ついた子供たちの寝顔を見るのが趣味。子供二人はそれぞれウサギとクマの着ぐるみを着ている。
担当曲：AC9「チルドレンポップ」
担当曲（版権）：AC18版権曲「歩いて帰ろう ※」
Bis子（ビス子）
誕生日：1月28日
夢を目指してメガホン片手に友達と路上ライブで歌う、いつでも明るく元気な女の子。星型で可愛いからという理由で金平糖が好き。
一緒に登場するギターを持った女の子の名前はグリ子。
担当曲：AC9・ee'MALL「ガールズロック」2種類、AC14「ガールズパンクスタイル」、ee'MALL2nd「ガールズロックエクストリーム」など。
担当曲（版権）：AC19版権曲「ウォーアイニー ※」
BoB 2002（ボブ2002）
誕生日：2月2日
果てしない大空をロケットのように飛ぶ緑色の生物。燃料が好き。
担当曲：AC9「ロックフュージョン」
Bronson（ブロンソン）
誕生日：11月3日
アロハシャツを着た、バイクに乗っているツッパリのクマ。神奈川県出身。後ろにも白い小熊がいる。AC15「ホクト」のニャミのLOSEアクションでも登場。
担当曲：AC9「俺ポップ」
Ema（エマ）
誕生日：4月28日
親指一つで荒野を旅するカウガール。ケンタッキー州出身。
担当曲：AC9「カウガールソング」、AC11「ピース ※」
FORCE（フォース）
誕生日：4月16日
ミラクル★4のメンバー。アメリカ生まれ、埼玉県育ちのガンマン。ミラクル4では最初のソロデビュー。
AC12以降、過去に担当していた楽曲が未収録となったため、長い間担当曲を持たない時期が続いていたが、AC17のイベント隠し曲にて久々に新たな担当曲を持つことができ、デザインもリニューアルされた。
担当曲：AC9「サイバーロカビリー ※」、AC17「サイバーウエスタン」
HAYATO（ハヤト）
誕生日：7月12日
赤ポップくんのヘルメットとスケボー(それに乗って通学している)を愛用している青年。心優しく成績優秀だと近所で評判だが、実は結構はっちゃけており、毎日スーパーテクを駆使しながらスケボーで通学している。スケボーの他にスノーボードも得意だが、スキーとスケートはすぐ転んでしまうため嫌い。AC9のFEVERアクション、FEVERWINアニメでは私服で登場する。
AC11では担当曲に合わせてヘルメットのデザインが変わり、三つのしもべを模した黒いパピルス（2P）、ディーノ、P-2と共に登場した。
担当曲：AC9「ハイパンク」、ee'MALL「メロパンク2」、ACエクラル「在るが儘に」
担当曲（版権）：AC11版権曲「バビル2世 ※」
hone nyami（ホネニャミ）
誕生日：2月8日
骸骨の被り物をしたニャミ。一部アクションではホーン、ファットボーイ、おとこマンも登場する。元々は版権曲担当キャラクターであったため、AC版ではAC12以降TV・アニメカテゴリに存在する。
担当曲：ee'MALL「ブラスロック」
担当曲（版権）：AC9版権曲「ホネホネ（ホネホネロック） ※」
Ivan（イワン）
誕生日：11月9日
子供たちと遊ぶのが大好きなアコーディオンを弾くクマの男性。シベリア出身。いつも鼻水をたらしている。
担当曲：AC9「コサック」、AC10「ロシア（GB版から担当変更）」、ee'MALL「ロシアンポップ (BALALAIKA, CARRIED WITH THE WIND) ※」など。
Jeff（ジェフ）
誕生日：6月1日
大人気のモッズバンドのギタリスト。ロンドン出身。ファッションにはこだわっており、最新モデルのものが好き。FEVERアクションではギターを銃のように扱う。
担当曲：AC9「モッズ」
Kagetora（カゲトラ）
誕生日：12月14日
サムライのような扮装をした白毛のトラ(ホワイトタイガー)。会津若松出身。雄々しく凛々しい人柄で殿様にも支持されている。攫われた雪姫を救うため雪達磨大将軍に立ち向かう。FEVERWINアニメでは雪姫と結婚する。
担当曲：AC9「大河ドラマ」
KIRARA（キララ）
誕生日：6月27日
人魚の水中アイドル。魚の親衛隊もいる。
AC17・19と二度に渡って過去に担当していた楽曲が未収録となったが、AC20にて再び新たに担当曲を持った。
担当曲：AC9「ピーチアイドル ※」、AC20「バブルガムダンス」、AC解明リドルズ「Amabie」
担当曲（版権）：AC17版権曲「ロマンティックあげるよ ※」
kurumi（クルミ）
誕生日：9月13日
彼氏を待っているリスの少女。ウインドウショッピングが趣味。
担当曲：AC9「昭和ブギウギ」
MC.TOME（MC.トメ）
誕生日：10月28日
自称「だんさー」の陽気な農夫。ビートに合わせて広大な畑を耕している。連れ添って10年の妻がいる。センスのない音楽が嫌い。
担当曲：AC9「カントリービーツ」、CS12「上京ラップ（俺ら東京さ行ぐだ） ※」、AC UniLab「Xジェネの逆襲」
MeMe（メメ）
誕生日：×月×日（お祝い日は10月10日）
骨の鳥のような姿の使者。ペペを利用していたりする。ドイツ出身。まぶしいものが苦手。
担当曲：AC9「ミサ」、ee'MALL2nd「カテドラル ※」
NaN（ナン）
誕生日：1月22日
カレーの器のような無口でポーカーフェイスのナンガールと捏ねられているナンボーイのコンビ。本体はナンボーイ。LOSEアニメでは、ナンボーイがナンガールに食べられる。
AC2のカーリーとは誕生日が同じで、仲が良い。
担当曲：AC9「タブランベース」
担当曲（版権）：AC peace版権曲「ナマステ☆ダンシング」
Silvia（シルビア）
誕生日：7月2日
ドナウ川付近の森の奥深くでお友達とひっそり暮らしている妖精。恥ずかしがりやで人に見つかるとすぐに消えてしまう。ダンスが趣味。木をたくさん切る人たちが嫌い。
当初は一緒に登場している葉っぱの妖精がメインキャラクターになる予定だった。
担当曲：AC9「パストラル ※」、AC15「キュアー」、ACエクラル「魔法の木の実」
担当曲（版権）：AC18版権曲「Butterfly ※」
SOUJI（ソウジ） / SEIJI（セイジ）
誕生日：製造年月日は裏面へ（お祝い日は9月8日）
デパートの地下にいるタコさんウインナー。商品名「ミラクルレインボーウインナー」。日本橋出身。2Pカラーはソウジの生き別れの弟のセイジ。
担当曲：AC9「デパファンク」
TSURARA（つらら）
誕生日：12月24日
サンタ見習い二年生の女の子。ウサおくんの事が好き。空を飛ぶことができ、一瞬でサンタクロースの格好に変身できる。冷たいものが好きだが、猫舌のため熱いものは苦手。
AC19の3Pカラーはbeatmania IIDXの津軽に似たカラー。
AC9初登場時からAC18・CS portableまでは「ツララ」とカタカナ表記だった。
担当曲：AC9「ウィンターダンス」、AC19「ウィンターキュートロック」、ACうさ猫「white night story」
UPA（ウパ） / RUPA（ルパ）
誕生日：不明（お祝い日は4月22日）
『バイオミラクル ぼくってウパ』からのゲスト出演。まだ赤ちゃんだが、ルアクーヨ王国の王子。
2Pカラーは『極上パロディウス（SFC版）』や『実況おしゃべりパロディウス』から登場した妹のルパ。ルパはAC10からAC16まで及びCS13にて「ユーロビート（Twin Bee 〜Generation X〜）」を代理担当していたが、AC17以降は担当がツインビーに変更された。
担当曲：AC9「バイオミラクル」

### pop'n music 9 (CS)
Alice（アリス） ※
誕生日：10月4日
私立ポップン学園に通ういつも元気な女の子。イギリス出身。寝坊してしまい、学校まで走っている。お茶会が趣味で甘い紅茶が好き。AC12のpop'n Xmasではティーパーティーを開いている。
FEVERアクションなどで一緒に登場する青髪の学生は友人のキャロ。文化系の部活に所属しているアリスとは違い、運動系の部活に所属している。
CS13版のあゆむのFEVERWINアクションでもリュータやリゼットらと共に登場している。
担当曲：CS9「ガールズバンド2 ※」
Furlong（ハロン） ※

大人の雰囲気漂うバーの奥で新聞片手に馬券を当てようと頑張る、コートを着た東京出身のウマの青年。バーの誰もが彼を知っているが、詳しいことは誰も知らない。いつもラジオを聞いているが、どんな音楽を聴いているかは不明。ニンジンが好き。
担当曲：CS9「ダンディ ※」
HOSHIO（ホシオ）
誕生日：9月24日
私立ポップン学園の卓球少年。湘南出身。卓球部最強のエースで、星が描かれたマスクを被っている。卓球のことしか頭にない単純な性格だが、根は優しく慕う後輩も多い。山籠りで編み出した「虹色光線」という魔球を持つ。
LOSEアクションで登場するジャージ姿の女の子はタマちゃん。
AC版ではAC12から登場。
担当曲：CS9「タッキュウブギ」
Hugh（ヒュー）
誕生日：9月9日
バイク整備場で働くいつもクールで優しい青年。アイルランド出身。モータースポーツが趣味で、甘い物が嫌い。機械の修理が得意で、ヒューが直した物は新品のようになると評判。スパナを奪ったりするトビーズのイタズラに頭を悩ませている。
CS13では、暴走族風のスタイルにイメチェン。髪と肌の色も変わっている(元々のカラーは2Pカラーになっている)。
AC版ではAC20から登場。
担当曲：CS9・10の「ビートロック」シリーズ（1・2※）、CS13「テキーラダンス ※」、AC解明リドルズ「Shades of Day」
JAGUAR-B（ジャガー・B）
誕生日：3月11日
パンダのギタリスト。テキサス州出身でカウボーイのような格好をしている。体は小さいが演奏は非常にパワフルで、ギターをこよなく愛する。バーボンが好き。AC19以降は単に「ジャガー」とも表記される。
AC版ではAC17から登場。
担当曲：CS9「エナジーロック」、AC Sunny Park「カラーフュージョン」
KILI（キリ）
誕生日：11月8日
茶色のコートを着た女性。約束の日の夜、待ち合わせの場所で恋人を待ち続けている。東京出身。コナミコンピュータエンタテインメントスタジオで働いており、小山明美の後輩。アスティが好きで、煙草の煙が嫌い。WINアニメでは指輪を差し出した恋人に告白され、FEVERWINアニメでは右手に指輪を付けて登場する。
AC19のタウンモードにて、モモコさんの友人であることが判明。
AC版ではAC15から登場。
担当曲：CS9「エモーショナル」、CS Lively「encounter」
Lucy（ルーシー） ※

雑誌「play pop'n」で活躍するグラビアガール。ネオ・デトロイト出身。大きなサングラスをかけている。ドライブが趣味で、愛車の名前はダニエル。パパラッチが嫌いで、ライカーズに悩まされている時も。
担当曲：CS9「ネオモータウン ※」、CS11「アメリカ民謡アレンジ（聖者の行進） ※」
Morry vs SUIT（モリーvsスーツ） ※
誕生日：10月3日（モリー）、12月28日（スーツ）
大追走劇を繰り広げている怪盗モリーとそれを追うスーツ刑事。
モリーの本名は「六本仁」とされたが、実はそれも偽名で本当の本名は「森盛男」。六本木出身。拳銃を所持している。WINアニメではヘリで逃げ切るが、LOSEアニメではスーツに追いつかれて逮捕される。
CS12には和風バージョンのスーツ対モリーが登場し、こちらは設定が変わっている（後述）。
担当曲：CS9「スライ」（AC peaceで担当キャラクターがスーツに変更）
poto（ポト） ※
誕生日：瑪瑙の月 蒼の日
勇者を目指し、生まれた村であるロール村を旅立った少年。頭に白いバンダナを着け、短剣を装備している。鉄仮面を被り大きな剣を持った戦士風の少年ルトと猫耳のような形の帽子を被り杖を持った魔法使い風の少女ミトが仲間で、二人とも幼馴染。勇者を目指しているがモンスターは苦手。
担当曲：CS9「ノスタルジック ※」
Robitz（ロビッツ）
誕生日：3月9日
ポップン・ラボで作られたイヌ、サル、コアラの電子ペット3匹のトリオ。レトロな見た目とは裏腹に最新技術の粋を尽くして作られているが、ダンス以外は大して役に立たない。目立ちたがり屋。
AC版ではAC16から登場。
担当曲：CS9「インフィニティ」およびCS11「ウラ・- ※」
tetra（テトラ）
誕生日：2月21日
深い海の底でひとりぼっちで暮らす魚の女の子。ひとりぼっちが嫌いで、歌を歌いながら寒くて暗くて広い海の底で仲間を探して旅をしている。
AC版ではAC16から登場。
担当曲：CS9「ティアーズ」
TSUBASA（翼） ※
誕生日：5月21日
リスを連れている見習いパイロットの少女。パゴット島出身。空模様の観察が趣味で、一人前になったら自分の飛行機で旅をするのが夢。
担当曲：CS9「スナッピー ※」

### pop'n music 10 (AC)
AC版でAC10のカテゴリにいるキャラクターのうち、GB版が初出のキャラクターは#pop'n music GBの節を参照。
AFRO（アフロ）
誕生日：不明（お祝い日は10月3日）
『Dance Dance Revolution』シリーズからのゲスト出演。アフロヘアーのダンサー。
プレイ中のキャラクターは本家を踏襲した3Dモデルで描かれており、LOSEアクションでポップン調のデザインに変化する。詳しくはDance Dance Revolutionの登場キャラクターを参照。
担当曲：AC10「DDR」、ee'MALL「トライバル (AFRONOVA PRIMEVAL)」、AC peace「ANNIVERSARY ∴∵∴ ←↓↑→」など。
担当曲（版権）：CS13版権曲「姫トランス (BUTTERFLY (DELACTION REMIX)) ※」
AMETORI（アメトリ）
誕生日：8月30日
雨水の精霊の鳥。ずっと昔から空に住んでいる。雨の雫、雪の粒が大好物。wacの落書きがデザインの原作。
担当曲：AC10「ヒーリングフュージョン」、AC17「ギャラクシヴロック」、AC Sunny Park「ムーンコア」など。
Bianca（ビアンカ）
誕生日：11月7日
肌の濃いジェラート屋の看板娘。ビアンカがいるジェラート屋は世界のリゾート地の「カプリ島」にある。
担当曲：AC10「モンドボッサ」
CECIL（セシル）
誕生日：4月29日
アコーディオン弾きの少年。読書が趣味。持っているアコーディオンは父親から貰った物で、奏でるメロディには母親の面影が残っている。
担当曲：AC10「ロマネスク（GB版から担当変更）」、AC12「ヴィヴァーチェ」、ee'MALL「ジャズワルツ」など。
Chiyoko（チヨコ）
誕生日：5月15日
島唄の唄者を務める凛々しい女の子。沖縄出身で肌が黒い。空と海と人とを島唄に秘めて歌う唄者。
担当曲：AC10「島唄」
Chocky（チョッキー）
誕生日：5月16日
ウサギのボクサー。チョコレートが好きなのでその名で呼ばれている。ロッテルダム出身。
担当曲：AC10「ガバ」、AC UniLab「pump up dA CORE」
Count. Ten（カウント・テン）
誕生日：12月10日
剣を華麗に操るヒツジの伯爵。グラスゴー出身で由緒正しき生まれだが、ロックバンドを率いる変わり者。彼の剣さばきと同じ光速のサウンドは聴いたものを10秒で虜にする。クラシック音楽が好きで、公演を見に行くこともある。
外見がAC7のセバス★ちゃんに似ており、後に二人ともAC20のロード・メェーの子孫であることが明かされた。
担当曲：AC10「シンフォニックメタル」、AC UniLab「unisonote」
cup☕kun（カップくん）
誕生日：9月10日
ポップン9のタイトル画面などで登場していた、マスコット的なコーヒーカップ。ミミニャミの魔法のステッキで実体化した。新宿区西新宿出身で、深入り焙煎が好き。また、AC10版のFEVER WINアクションでは実写の背景が表示される。
AC9でマスコットとして登場したが使用できず、AC10でカード特典のプレイヤーキャラクターとして使用できるようになった。なお、家庭用ではCS9の隠しキャラクターとして使用可能となっており、逆にCS10には登場しない。後にAC Sunny Parkで担当曲と共に新たなアニメーションが描き下ろされた。
担当曲：AC Sunny Park「スウィングラテ」
AC Sunny Parkでのアクションには様々なキャラクターが背景に紛れている。
- NEUTRAL：ミミ、ニャミ
- GREAT：リエちゃん、さなえちゃん
- FEVER：レオくん、スギくん、ニナ、MZD
- WIN：ちなつ、みっちゃん、テルオ、プロキオン

DTO（ディーティーオー）
誕生日：9月6日
授業中に漫画を読んだり、居眠りしたりと不真面目でだらしない性格だが、生徒の間では人気の英語教師。彼の授業はなんと出席率100%。神戸生まれの横浜育ちで、牛タンとろろかけ麦ご飯、カスタードシュークリームが大好物。デザイナーの意図としては「Des Teacher Oresama」の略だが、好きに呼んでもらって構わないとのこと。
ギタケンのLOSEアクションでも登場。
モデルは右寺修。なお右寺自身も、実際に英語の教師の免許を持っている。
担当曲：AC10「グランヂデス」、ee'MALL2nd「ハッピーハードコア (LOVE D RIVE)」、AC16「ビート4ディービー」など。
FOXY（フォクシー）
誕生日：9月4日
サックス奏者の黒い毛色のキツネ。いつもキザで格好つけた言葉しか言わないが、サックスへの情熱は半端ではない。横浜の倉庫街出身。
担当曲：AC10「ハマスカ」、ee'MALL2nd「クロスオーバー」、AC Sunny Park「哀愁スカ」
HOT.D（ホット.D）
誕生日：3月26日
ヘヴィメタルバンド『ketchup 'n' mustard』のリードボーカルのイヌの青年。ロサンゼルス出身。ホットドッグが好き(特にロスの激辛味がお気に入り)だが、辛いものが苦手なのは内緒にしている。
担当曲：AC10「L.A.メタル」
担当曲（版権）：AC peace版権曲「ストラトキャスター・シーサイド ※」
ikkei（一京）
誕生日：6月10日
妙な編成なのに大人気なジャズバンド『サムライズ』のメンバー。木更津出身。師匠の琵琶の妖怪の琵琶ぶらぶらを弾く。靴下が嫌い。
担当曲：AC10「禅ジャズ」、ACエクラル「乾坤一擲」、AC解明リドルズ「煉獄事変」など。
JACK（ジャック）
誕生日：6月66日（お祝い日は6月12日）
滅びた工業国家出身のガスマスクを付けた暗殺者。ターゲットの赤ヘルを探して異世界からやってきた。ヴィルヘルムの部下だが、なぜかヴィルヘルムから追われている。FEVERWINアニメではマスクを外して素顔を見せる。
AC Sunny Parkでは寒冷地仕様になって登場。
担当曲：AC10「ミクスチャー (Jack)」、ee'MALL「グラインドコア」、ee'MALL2nd「エクスペリメントラップ」など。
担当曲（版権）：ACエクラル版権曲「僕ガ壊レル前ニ ※」「時の妖花 ※」
June（ジューン）
誕生日：6月1日
女スパイの変装した姿のひとつ。版権曲担当専用キャラクターであったため、AC版ではAC11から使用可能になり、AC12以降はTV・アニメカテゴリに存在する。
正体を隠しているという設定のため、キャラクターセレクト画面のカラー変更ではメイ、ジュライ、エイプリルの姿とは繋がっていない。
AC18以降、過去に担当していた楽曲が未収録となったため、AC最新作では担当曲がない。
担当曲（版権）：AC10版権曲「キューティー（キューティーハニー） ※」
Kirico（キリコ）
誕生日：12月24日
いにしえの忘れられた街を守るからくり人形。頭が電球になっている。幾年月も一人ぼっちで旅人を待ち続けている。動物と遊ぶのが趣味。
担当曲：AC10「ダークメルヒェン」
LuLu（ルル）
誕生日：10月5日
地球にお忍びでよく遊びにやって来る銀河の星のお姫様。こるん星出身。
担当曲：AC10「カラフルポップ」、ee'MALL「ハッピーハードコア (Sweet Sweet ♥ Magic)」、AC18「キューティーエレポップ」など。
MICHAEL（マイケル）
誕生日：不明（お祝い日は8月5日）
映画『グーニーズ』を元にしたファミコン版『グーニーズ』からのゲスト出演。仲間を助けるために戦う少年。
ゲームでは愛称の「マイキー」で呼ばれていたが、本作では本名の「マイケル」で登場する。
担当曲（版権）：AC10版権曲「グーニーズ (GOONIES "R" GOOD ENOUGH) ※」
MISAKI（ミサキ）
誕生日：11月28日
ファッション誌の専属モデルをしている港区麻生出身の女子大生。姉御肌な性格。ブレイクして超多忙だが、忙しい日々に振り回され、我を失いそうな自分に悩んでいる。FEVERアクションでは服装と髪型が変わる。
担当曲：AC10「コアグルーヴ」、ee'MALL2nd「J-R&B (ALONE)」、AC UniLab「ノープラン・デイズ」
MOMOKO★1993（モモコ★1993）
誕生日：11月29日
1993年の若かりし頃のモモコさん。AC8とは髪型が異なり、ストレートロングヘアになっている。ゲーム登場当時の2003年時点のAC10では「10年前の姿」というデザインコンセプトだったが、その15年後の2018年のACうさ猫で新たな曲を担当することになった。
AC8・16のモモコさんとカラー変更で繋がっている。
担当曲：AC10「トレンディポップ」、ACうさ猫「SUPER SUMMER SALE」
Mr.AOKI（青木さん）
誕生日：4月17日
ヒゲランド交通の真面目で優しい駅員の河童の男性。サングラス収集が趣味。みどりに惚れている。
担当曲：AC10「J-アシッド」
Mr.FUKUMIMI（ミスターフクミミ）
誕生日：11月8日
『beatmania IIDX』シリーズからのゲスト出演。42歳のセールスマン。神戸出身。本名は「福耳春夫」。元は『8th style』の「FUNKY BINGO PARADISE」のムービーキャラクターだったが、新曲を担当している。
AC17以降、過去に担当していた楽曲が未収録となったため、AC最新作では担当曲がない。
担当曲：AC10「テレフォンショッピング ※」
murmur twins（マーマーツインズ）
誕生日：5月22日
『beatmania IIDX』シリーズからのゲスト出演。男女の双子の子供たち。元は『8th style』の「murmur twins」のムービーキャラクター。お化けと歯医者が嫌い。
担当曲：AC10「カドルコア（murmur twins (guitar pop ver.)）」およびAC peace「-UPPER」、AC peace「カドルコア（murmur twins）」およびAC解明リドルズ「murmur twins -CIVILIAN SKUNK mix-」
Nakajima-san（仲嶋さん）
誕生日：2月22日
『pop'n music 2』の「2」の部分のロゴとして登場していた、マスコット的なアヒル。座間市東原出身でフリーター。AC10からプレイヤーキャラクターとして使用できるようになった。またAC7から12までのチャレンジモードのノルマ「オジャマ攻撃」の裏方も務めていた。後にCS portable 2のタイトルロゴの「2」の部分を務めた。
担当曲：なし
PATTY（パティ）
誕生日：8月10日
ミネラルウォーターを持ち歩いている赤毛の気ままな家出少女。本人曰く、家出ではなく「散歩」。アメリカ・テネシー州出身。
担当曲：AC10「ストレイガール ※」、AC12「ブルースロック」
PolePole（ポレポレ）
誕生日：5月25日
お天気神様の見習いの子供。うまく雨を降らすことが出来ない。水色の体をしたイヌのような生き物と一緒にいる。
担当曲：AC10「ウィンボ」
stella（ステラ）
誕生日：12月19日
SF小説の主人公の王子様。テンペル・タットル彗星出身。彼が登場する小説の中身は、光の速さで星々を華麗に駆け巡る王子様のストーリー。
担当曲：AC10「コスミック」、ACラピストリア「532nm」、ACうさ猫「forever under construction」など。
WAKABA（わかば）
誕生日：1月7日
少しませた小学生の男の子。黒のボーダー服が特徴。もうすぐ引っ越すことを好きな子に言えず、悩んでいる。
担当曲：AC10「プラスチックポップ」
2st（ツースト）
誕生日：2月1日
ミラクル★4のメンバー。アラビアン調の姿をしているが、実は千葉県出身の日本人。映画「サイバーアラビアン」に出演している俳優で、銀幕デビュー。
メダルゲーム『アラビアンクリスタル』のポップンミュージックリーチにてゲスト出演している。
ACラピストリアでは「KHAMEN BREAK」のジャケットに登場するヒーロー「スター仮面」とその正体である「アブドゥルフレーズ」の2役を映画の撮影で演じているという設定になっている。
担当曲：AC10「サイバーアラビアン」、ACラピストリア「KHAMEN BREAK」、AC peace「BLACK JACKAL」など。
壱ノ妙（いちのみょう）
誕生日：不明（お祝い日は1月10日）
正式名称は「雨人形壱ノ妙」。京の都で作られた哀愁漂うからくり人形。
フェルナンド13世のアクションには壱ノ妙をモデルにした「破壊神ノチミョーイ」というキャラが登場している。
担当曲：AC10・17の「エレジィ」シリーズ（1・2）、ACラピストリア「黒点」
風尾課長 with ポッパーズ（かざおかちょう ウィズ ポッパーズ） ※

ミミ、ニャミと風尾課長が一緒にカラオケを熱唱。
プレイヤーキャラクターとしては使用できず、CS版にも移植されていない。AC版では10から16まで登場したが、AC17以降は担当楽曲が未収録となったため登場していない。
担当曲（版権）：AC10版権曲「イイトモ（ウキウキWATCHING） ※」
すわパンチ
誕生日：3月26日（すわひでお）、3月21日（ブタパンチ）、8月11日（ギターの人）
ブタパンチ（片岡嗣実）とすわひでおのコンビ。曲バナーでは普通のイラストだが、アニメは彼ら本人の実写映像を加工したものとなっており、キャラポップ君も実写の顔面である。
ムービーに同時出演しているギターを持った人（いわゆるアーティスト名での「ギターの人」）は古川竜也であり、編曲と掛け声を担当している。
担当曲である「ポップン体操」のBPMの表記は、AC12以降は「175?」と表記されているが、実際は「8 - 200」まで可変する。
ムービー形式であるため、プレイヤーキャラクターとしては使用できない。
担当曲：AC10「ポップン体操」
ロミ夫（ロミお）
誕生日：4月21日
スーツで決めた六本木の男。ホストクラブで働いている。秋田県出身。LOSEアクションの効果音は「ズコー」。
担当曲：AC10「ラブフォーチュン」、ee'MALL2nd「J-ロック」、AC16「ムードテクノ」など。
担当曲（版権）：AC20版権曲「女々しくて ※」、AC peace版権曲「Heartbeat Blast」

### pop'n music 10 (CS)
『Best Hits!』が初出のキャラクターは#pop'n music Best Hits!の節を参照。
Little Raisin（リトルレーズン）
誕生日：10月25日
小さな女の子プティとイヌのずん太のコンビ。メルヘン王国フルーツタウン出身。
AC版ではACエクラルから登場。
担当曲：CS10「セツナガール ※」、CS14「ジャパニーズレゲエ」
pop'n Xmas（ポップンクリスマス）

AC・CSのポップンキャラクターが一堂に会したスペシャルクリスマスパーティー。CS10とAC12で同時に登場したが、ムービー形式であるため、プレイヤーキャラクターとしては使用できない。
AC版ではラピストリア稼働時、一時的に担当キャラクターがAC19のアルト（2.0）へと変更されていたが、その後のアップデートで再び元に戻った。
ムービーはAC・CS共に基本的には同内容であるものの、曲が全く異なるためそれぞれ速度などが異なっている。ただし、AC peaceで移植されたCS10版はAC版のムービーの速度を調整せずそのまま流用しているため、楽曲とのズレが起きている。
担当曲：CS10「クリスマスプレゼント (Pop'n Xmas 2004 〜天使ノウタゴエ〜)」、AC12「クリスマスプレゼント (Pop'n Xmas 2004 〜電子ノウタゴエ〜)」
Ratte*（ラッテ） / Lotte*（ロッテ）
誕生日：2月6日（ラッテ、ロッテ共に同じ）
ほうき座のもっと向こうからやってきた、家事手伝いをしている女の子。怖いおばさまから礼儀作法を叩き込まれる毎日を過ごしている。楽しいことを想像するのが趣味。
ラッテとロッテは生き別れの双子の姉妹。水色の服で薄緑の瞳のラッテが姉、黒系統の服で茶色の瞳のロッテが妹。キャラクター枠は1P/2Pで共有して表裏一体となっており、CS10版ではラッテ、CS13版ではロッテの方が1P側を担当している。
ラッテとロッテのプロフィールは出身地や好きなものが微妙に差別化されており、前髪もロッテの方が微妙に長い。CS13ではロッテのみ対戦台詞が異なるが、AC版ではラッテと共通になっている。
AC版ではキャラクターのみAC12からエントリーカードの特典として先行登場し、担当曲はAC13以降より移植された。
ロッテは『ハロー!ポップンミュージック』でプレイヤーキャラクターの一人として登場している。
担当曲（ラッテ）：CS10「トゥインクルダンス」、ACエクラル「天体カレイドスコープ」
担当曲（ラッテ・版権）：ACうさ猫版権曲「恋のパズルマジック」
担当曲（ロッテ）：CS13「ジュエリーロック」、ACエクラル「Endless Moon -LUNA-」
RGB（アールジービー） ※

出身地を忘れてしまった幽霊三人組。赤がR、紫がG、青がB。
担当曲：CS10「J-ヒップホップ ※」、CS11「カリビアンポップ ※」
V.B（ヴィヴィ） ※
誕生日：11月18日
セクシーなバーチャル・ビューティー。
AC版の本編には登場していないが、『ハロー!ポップンミュージック』ではプレイヤーキャラクターのひとりとして登場した。CS10では髪と肌の色が白かったが、ハロポプではデザインが大幅に変更され浅黒く変化している。
担当曲：CS10「R&B ※」
Yima（イマ）
誕生日：5月4日
神々の峰の出身で、神に愛の踊りを捧げる踊り手。常に横を向いており正面から姿は見えない。
AC版ではAC13から登場。
担当曲：CS10・CS11・AC16・AC Sunny Parkの「コンテンポラリーネイション」シリーズ（1 - 3・6）およびAC解明リドルズ「サヨナラ・ヘヴン-Celtic Chip Dance Mix-」、CS portable「グリーニング」、ACラピストリア「Scars of FAUNA」など。
黒ぐるっぱ〜（くろ- ） / 白ぐるっぱ〜（しろ- ）
誕生日：8月8日
踊るのが大好きな生き物たち。
CS10・AC Sunny Parkでは黒ぐるっぱ〜が、CS11では白ぐるっぱ〜が1Pカラーを担当している。また、いずれもアニメが細部で異なっている。
AC版ではAC Sunny Parkから登場。名前の読みは両色とも「ぐるっぱ〜」でまとめられている。なお、CSでの担当曲はいずれも収録されていない。
担当曲（黒ぐるっぱ〜）：CS10「レトロポップスカ ※」、AC Sunny Park「シーソーファンタジー」
担当曲（白ぐるっぱ〜）：CS11「レトロポップスカ2 ※」
ゲンロク ※
誕生日：10月13日
応援団の新入部員。赤いギターを背負っている。裁縫が趣味で、彼が所属している応援団の団旗は彼が手がけた。AC14に登場するパンチ先輩の後輩。
担当曲：CS10「青春パンク ※」
文彦さん（ふみひこさん）
誕生日：11月23日
帝都東京出身の書生。読書が趣味で、珈琲と喫茶店が好き。CS12では「謎の怪人を追う名探偵」を演じる俳優として登場し、「浅見文彦（あさみ ふみひこ）」というフルネームが設定された。
AC19のタウンモードでは古色漂う館の捜索を依頼されており、本人曰く「小生は書生であるのだが、何時か探偵にされてしまつたやうだ…」らしい。
AC版ではAC15から登場。なお、初出であるCS10版のキャラクターモデルと担当曲は、AC版では遅れてpeaceより登場した。
担当曲：CS10「クリアトーン」、CS12「昭和怪奇譚」、AC解明リドルズ「浅見文彦の事件簿〜迷宮荘のワンピース」

### pop'n music 11 (AC)
DAVE（デイヴ）
誕生日：12月6日
英国生まれのワルなトナカイ獣人。ツノ磨きは一日一回欠かせない。
サンタクロースのことが大嫌いで、勝手にプレゼントを配ってまわったりもする。
担当曲：AC11「UKヒットチャート」、ACうさ猫「good night , mommy」
DJ RAIJIN（DJ雷神）
誕生日：8月2日
祭り好きな雷神。青森出身。
担当曲：AC11「ねぶた」
EKATERINA（エカテリーナ）
誕生日：7月9日
兵隊を従える鳥の女王。サンクトペテルブルク出身。
担当曲：AC11「ロシアンポップ（サンクトペテルブルクへ）」
Kabab（カバブー）
誕生日：11月28日
シチメンチョウのひよこの鼓笛員。LOSEアニメでは生きたまま食べられる羽目になる。初期には「カバブ」とも表記されていた。
担当曲：AC11「イスタンビーツ」
KAJIKA（カジカ）
誕生日：5月10日
竿に結晶の蛹を所持している少年。カルスト台地出身。前人未到の洞窟を探検するのが趣味で、蛹を明りに洞窟を探検している。
担当曲：AC11「リンセイ」、ACうさ猫「Last Traveller」
担当曲（版権）：AC17版権曲「Butter-FLY」およびAC解明リドルズ「-UPPER」
maruroo（マルルウ）
誕生日：5月21日
ハワイ出身のフラダンサー。ファッションモデルとして注目を浴びている。
AC17以降、過去に担当していた楽曲が未収録となったため、AC最新作では担当曲がない。
担当曲：AC11「ウクレリアン ※」
Mr.FUNGANO（ミステルフンガーノ）
誕生日：2月20日
鉄球を操るロボット。イタリア製。プロフィールでは「がしゃん。ぷしゅー。」としか言っていない。何のために作られたロボットなのかは不明。
担当曲：AC11「未来派」、ACうさ猫「空想モダニズム」およびAC解明リドルズ「- -Alice Schach remix-」
NICKEY（ニッキー）
誕生日：6月15日
千葉県柏市出身の、鼻血がよく出る妄想家ラッパー。アクションの一部がAC1のジャムおじさんと同じで、後にee'MALLでかつてジャムおじさんが担当していた楽曲を継承した。ACラピストリアではDTOのアクションで教師陣としてハジメと一緒に登場している。
担当曲：AC11「デスコラップ」、AC14「保健ラップ」、ee'MALL1・2ndの「イーラップ」シリーズ（1・2）など。
OCTAVE（オクターブ）
誕生日：99月9日（お祝い日は11月9日）
地球出身の車掌。乗員をいつも見守っている。駅弁を売っていたりもする。
AC17以降、過去に担当していた楽曲が未収録となったが、AC peaceにて再び新たに担当曲を持った。
担当曲：AC11「ウインドギター ※」、AC peace「station CRUX」
OKINA（オキナ）
誕生日：10月29日
雅楽を舞う老人。日本の神様。LOSEアニメでは顔が鬼の形相に変わる。
担当曲：AC11「イズモ」
Roki（ロキ）
誕生日：12月21日
アイスランド出身の魔女。自分の人生に一生懸命で、自分の歌、家族、生まれた所に高い誇りを持つ。無意味な質問が嫌い。口が悪く気が短い。AC13では下僕に蜘蛛を従えている。AC19では彼女がまだ魔女になりたての少女の頃の姿。ACラピストリアでは一族の女王になっている。
担当曲：AC11「エレゴス」、AC13「エレゴシックサバト」、AC19「ルーニックエア」など。
担当曲（版権）：AC UniLab版権曲「神っぽいな」
SAYURI（サユリ）
誕生日：4月14日
制服のスカートと赤色のジャージを着た、おとなしい少女。紙飛行機を持っており、それを使って彼に自分の思いを伝えようとしている。引っ込み思案な自分の性格を嫌っている。
ナナシのWINアニメでも顔にナナシと同じ紙を付けて登場する。
担当曲：AC11「ニューミュージック」
担当曲（版権）：AC19版権曲「ソラニン ※」、AC Jam&Fizz版権曲「ラグトレイン」
Sergei（セルゲイ）
誕生日：8月19日
宇宙探索をしているイヌ。ライカ犬がモデルになっている。世界唯一の宇宙探索犬。
担当曲：AC11「ウチュウリョコウ」、AC解明リドルズ「Sputnik」
SOUTH（サウス）
誕生日：S月90日（お祝い日は2月11日）
潜水スーツを着てギターを持っている謎の人物。中身は水。
担当曲：AC11「ナンキョク」およびAC peace「-UPPER」
Suika BroS.（スイカブラザーズ）
誕生日：2月26日
サングラスをした湘南のスイカ兄弟。趣味はナンパ。MISSアニメでは顔が割れて2人の中身が確認できる。なぜか褌でサーフィンをする。
担当曲：AC11「ショウナンバラッド」
SUMIKO（スミ子）
誕生日：8月8日
頭にたこ焼きをのせている大阪風のおばちゃん。彼女の若い頃の姿であるSUMIKO'73がAC12に登場する。
担当曲：AC11「オオサカ」
TERRY66（テリー ロクロク）
誕生日：6月6日
見かけはレトロなドイツのプッシュ式電話だが、実は高性能。一条司令の机にも置いてある。
担当曲：AC11「80'sヴェルク」
TINO（チノ）
誕生日：11月26日
モンゴルの平原を馬で駆け抜けるオオカミの覆面の正義の味方。一緒に登場する女の子はマラル。馬の名前はボルテ。
また、馬の名前とあわせると「ボルテ・チノ」となり、「蒼き狼」という意味の言葉になる。
担当曲：AC11「モンゴル」
VIC VIPER（ビックバイパー） / LORD BRITISH（ロードブリティッシュ）
誕生日：不明（お祝い日は5月29日）
『グラディウス』シリーズからのゲスト出演。詳しくは各項目を参照。アニメはポップン風ではなく、原作と同様のドット絵調になっている。
2Pカラーはロードブリティッシュに変化する。AC11では名前の綴りがLOAD BRITISHと表記されていたが、後に修正された。
担当曲：AC11「グラディウス」、ee'MALL2nd(GF&DM)「グラディウスII」
担当曲（版権）：AC解明リドルズ版権曲「↑↑↓↓←→←→BA」
クモハさん
誕生日：9月28日
電車の顔のサラリーマン。妻と息子がいる。趣味はゴルフ。
担当曲：AC11「テツドウ」
ジョニー城西（-じょうにし）
誕生日：7月2日
サングラスをかけた、ロッカーの鳥。鳥バンドのリーダー。ウッドベースを使う。光が丘のスーパースターで、嫌いな言葉は「腹八分目」。
担当曲：AC11「ヒルビリー」
でんがな&マンガナ
誕生日：7月28日
アニメ好きの漫才コンビ。大きいのがでんがな、小さいのがマンガナ。関西だけで有名なコンビで、『当たらないマシンガン』という異名を持ち、その芸は観客を凍りつかせる。
ター子のWINアクションでも登場している。
担当曲：AC11「ナニワヒーロー」
フォーゲル椀田（-わんだ）
誕生日：6月26日
登山家の男性。「おやじハイカーズ」の代表。高いところが好きだが、海は苦手。
担当曲：AC11「トザン」、AC Sunny Park「アートコア」

### pop'n music 11 (CS)
A.Michel（アルフォンス・ミシェル）
誕生日：12月25日
本を愛する眼鏡をかけたフランス人の司書。エプロンを付け、蔵書整理を行っている。飾らないそのままの人が好き。左右の瞳の色が違うオッドアイで、眼鏡を外すと金髪になり、宙に浮いたり、本を浮かせたりする不思議な能力を持つ。
AC版ではAC16から登場。AC19以降は単に「ミシェル」とも表記される。
担当曲：CS11「ビートロック3」、AC UniLab「Head Scratcher」
担当曲（版権）：AC20版権曲「God only knows 第三幕」
Chelsea（チェルシー） ※
誕生日：11月1日
伝説の街のホテルのベルガールをしている少女。スコットランド出身。バタースカッチとトビーズが大好き。バグパイプが趣味で、WINアニメで演奏している。
担当曲：CS11「スコットランド ※」
EDGE（エッジ） ※
誕生日：8月23日
線路を辿って冒険している少年。アメリカ出身。
担当曲：CS11「クリアトーン2 ※」
MOONY MOON（ムーニィムーン） ※

オスのノコギリザメとメスの白イルカのカップル。
担当曲：CS11「ウミベデュエット ※」
Ophelia（オフィーリア）
誕生日：わからないの（お祝い日は11月11日）
時の狭間に住む謎の少女。時の砂を数える事が趣味。足はあるが、常に宙に浮いている。
AC版ではAC16から登場。
担当曲：CS11「タイムトラベル」、AC peace「少女と時の花」、CS Lively「バッドエンド・シンドローム」
ネコ♥チャン ※

小山明美に惚れているネコ。メルヘン王国出身。趣味は飲む、打つ、食う。
担当曲：CS11「バスタードポップ（スーダラ節） ※」

### pop'n music 12 いろは (AC)
BERRY（ベリー）
誕生日：3月15日
イチゴの国から来た少女。木馬の「メリー」にまたがっている。
担当曲：AC12「キッズマーチ」、CS Lively「Cookie Bouquets」
CHIZURU（千鶴、チヅル）
誕生日：3月29日
着物姿のツルの女性。琴を弾きながら反物を織っている。鶴の恩返しがモチーフ。
担当曲：AC12「琴フュージョン」
EITO（泳人、エイト）
誕生日：6月28日
プールサイドを守る監視員。宮崎出身。勝ちアニメでは普段と違うデザインの帽子をつけている。
担当曲：AC12「ビビッド」、ACラピストリア「ヘイ!ヘイ!Bay〜ボクらの夏にサマー☆ウェイヴ〜」
flow flow（フロウフロウ）
誕生日：2月6日
投影機に投影された不思議な雰囲気の少女。投影されているためか、趣味、好きなもの、嫌いなものが全て「なし」。
担当曲：AC12「フロウビート」、AC15「オービタリックテクノ」、AC Sunny Park「リグレッツフィーリング」
GOEMON（ゴエモン）
誕生日：不明（お祝い日は7月30日）
『がんばれゴエモン』シリーズからのゲスト出演。天下の大泥棒。エビス丸も登場する。LOSEアニメでは史実通り釜茹での刑を執行される。
担当曲：AC12「ゴエモン」
HAJIME（ハジメ）
誕生日：4月12日
メロンパンが好きな元ヤン熱血教師。ジャージと頭に巻いたタオルがトレードマーク。AC16では出し物でメロンパン屋(1個105円)をしている。
担当曲：AC12「エイジロック」、AC16「ボールヅアウトロック」、ACエクラル「Rhythm in Pocket」など。
担当曲（版権）：AC17版権曲「Lovin' Life ※」、AC19版権曲「ハマナスの花 ※」
HANAO（花緒）
誕生日：10月1日
ニューヨークからやって来た日本語と英語を混ぜた独特な言葉遣いで喋る女性。芋虫と友達。AC19 - SPまでは日本語表記が「花緒さん」と敬称付きになっていた。
担当曲：AC12「トーキョーロマン」
Hipopo&Tamayo（ヒポポ&タマヨ）
誕生日：4月1日
おかしな少女タマヨとカバのヒポポのお笑いコンビ。OEDO星出身。
担当曲：AC12「ハイパーロッケンローレ」およびAC peace「-UPPER」、AC14「ポップデスコ」
Jean（ジャン）
誕生日：4月23日
フランス出身のオネエパティシエ。スキンヘッドにサングラスに黒い服と、見た目はいかついが、ウインドウショッピングとケーキ作りが趣味。
カップくんのLOSEアクションでも登場している。
担当曲：AC12「J-ジャズ」
Justice★（ジャスティス）
誕生日：6月4日
高いところが嫌いなのに何故か高いところでステージをしているクールな男。サングラスと黒のコートが特徴。ボーカル以外にベース、ギター、ドラムもこなせるようだ。群馬県出身。
モデルはDj TAKA。
担当曲：AC12「J-ロックφ」、ee'MALL「ビートロック (memories)」、CS Lively「say...but in vain」
KIKYO（桔梗、キキョウ）
誕生日：8月18日
髑髏を所持している寂しげな女性。京都出身。失踪した彼を待ち続けている。モデルは担当曲のアーティストであるTЁЯRAのjun。勝利時に出てくる男性は同じくTЁЯRAのNAOKIがモデル。
キャラブックでの名称は「キキョウ」。
担当曲：AC12・18の「ハイパージャパネスク」シリーズ（1・3のみ）およびAC peace「-UPPER」、AC20「姫コア」、AC Sunny Park「プラチナムジャパネスク」など。
担当曲（版権）：ACうさ猫版権曲「六兆年と一夜物語」
MAGOJIROU（まごじろう）
誕生日：9月15日
孫とセッションするのが好きな元気な老人。三味線をエレキギター風にした「シャミギター」を弾いている。
担当曲：AC12「敬老パンク」
MELL（メル）
誕生日：4月20日
ネズミの帽子を被ってキックボードで手紙を配達する郵便屋さんの少女。AC19では徒歩で手紙を配っている。手紙を書くのが好きで、携帯電話、パソコンが嫌い。
担当曲：AC12「メッセージソング」、AC19「テガミンベース」
Mamoru-kun（マモル君）
誕生日：5月3日
密かに恋心を抱いているメガネ少年。推理小説を読むことが趣味。
担当曲：AC12「プロポーズ」
Mr.SOBACCO（ミスターそばっ子）
誕生日：12月31日
蕎麦の丼の頭をしている少年。ミスターカツっ子の弟。
担当曲：AC12「オオミソカ」、AC解明リドルズ「天ぷらイントロドン!!」
Nazuna&Suzuna（ナズナ&スズナ）
誕生日：7月31日
山に住む双子の姉妹。緑と水の薫りを乗せて歌っている。
担当曲：AC12「ヒーリングデュオ（home.）」およびAC peace「home.(kors k Remix)」
NICE GUY（ナイスガイ）
誕生日：11月26日
日本が大好きなアメリカ人。妙な「シキタリ」を持っており、風呂上がりのコーヒー牛乳を飲む作法にはうるさい。命名は担当曲のアーティストである「NICEGUY人」から。
CS14の「フィーバー戦士ポップン14」のミニゲームでも登場し、餅つきをしている。
担当曲：AC12「オンセン♨ラップ」
Ryusei Honey（流星ハニー）
誕生日：11月18日
ダニーという宇宙人に恋心を抱く宇宙少女。AC16の彗星ローラとは恋のライバル同士。
担当曲：AC12「流星RAVE」
担当曲（版権）：AC解明リドルズ版権曲「フィフネルの宇宙服」
SARASA（さらさ）
誕生日：7月7日
七夕の笹の葉のような髪の少女。天の川出身。七夕の日に願い事を届ける仕事をしており、雨は嫌い。WINアニメでは着物姿のリエちゃんとさなえちゃんが登場する。
担当曲：AC12「タナバタ」
SASUGA MOGAMI（最上サスガ）
誕生日：3月12日
ふらりと現れて人助けをしてはふらっと去っていくさすらいの三度笠。失踪した相方を探して旅をしている。
一時期「サスガ・モガミ」と表記されていたこともある。
担当曲：AC12「ビワガタリ」
担当曲（版権）：AC18版権曲「侍戦隊シンケンジャー ※」
SHISHIWAKA（獅子若）
誕生日：11月3日
武将のような白ライオン。「ウリボー」という乗り物に乗り、采配を持って出陣している。甲斐出身。2Pカラーの黒い獅子は「双子の弟」という設定が当初存在し、この設定を元にして後のAC18で弟が独立した別キャラクター「獅子次」として登場した。なお、キャラクターセレクトでは獅子次とは別キャラクターとして扱われている。
モデルは武田信玄。なお、ライバルキャラのカネノブは上杉謙信がモデル。
担当曲：AC12「シンフォニックテクノ」
SUMIKO'73（スミ子'73）
誕生日：8月8日
若い頃のスミ子。ミスたこ焼きを受賞した。
AC11のスミ子とカラー変更で繋がっている。
担当曲：AC12「ダイナマイトソウル」
TangTang（タンタン）
誕生日：8月1日
チョウと共に旅をしてる小さな旅人。
担当曲：AC12「アジアンコンチェルト」
WAKA-san（若さん）
誕生日：3月8日
平安時代の日本からやってきた、ミラクル★4の最年少メンバー。履いている下駄にはエンジンが付いており、飛行できる。笛を吹くことが趣味。
担当曲：AC12「サイバーガガク」
YODO=DOZEN（ダース・淀）
誕生日：2月4日
頭が炎の講談師の妖怪。頭のデザインは初代デザイナーであるMZD MOMMYの昔のアイデアから採られている。
担当曲：AC12「セツブン」、ee'MALL「ガァバホップ」
YON（ヨン）
誕生日：8月24日
韓国で大人気の新人アイドル。ユンの妹。猫の顔のポシェットを持っていて、FEVERアニメではそれを振り回す。姉と比べられることを嫌う。
AC17以降、過去に担当していた楽曲が未収録となったため、AC最新作では担当曲がない。
担当曲：AC12「K-ダンス ※」
おんなのこ
誕生日：いつでしょうか（お祝い日は12月1日）
下まつ毛が特徴の寂しげな謎の少女。ひとりあそびが趣味で、自分と正体不明の帽子男のパペットを持っている。LOSEアニメではネコに変身する。
担当曲：AC12「ラメント」およびAC peace「-UPPER」、AC peace「なごりさえ」
シノビアンコ（忍びアン子）
誕生日：9月1日
シノビアンの女性版。おとめ忍法を使う。忍者の割に非常に目立つ格好をしている。
AC12の店舗対抗イベント「ポップン秘伝忍法帖」後半のイメージキャラクターとしても登場。
担当曲：AC12「ニンジャ卍ヒロイン」、AC peace「おたすけ！アン子ちゃん (シノビアンレディーのテーマ 弐)」
ドミー&ソラー
誕生日：♪月♪日（お祝い日は11月12日）
透明なヒゲ兄弟。小さいのがドミー、大きいのがソラー。
担当曲：AC12「アカペラ」
マッスル増田（-ますだ）
誕生日：12月25日
ジョニー城西のバンド仲間のペンギン。サングラスを外した目が小さい。
担当曲：AC12「ロックビリー」

### pop'n music 12 いろは (CS)
BENGBENG（ベンベン）
誕生日：6月6日
スーパーアスリートのカエル。ロケットエンジンを背負って走っている。LOSEアクションはそのエンジンが爆発する。
AC版ではAC peaceから登場。
担当曲：CS12「アスレチックミート」
MIYABIsan（みやびさん）
誕生日：2月16日
平安出身の美人鳥。
AC版ではAC18から登場。
担当曲：CS12「プリティ雅」、ACエクラル「ダブステ列島恋物語」
pilty（ピルティ） ※

世田谷育ちの箱入り娘。持っている洋服は3000着は下らない。異常なほどボリュームのある髪はウィッグで、LOSEアクションで外した姿を見られる。「-でっす」が口癖。
担当曲：CS12「セタガヤ系 ※」
spinky（スピンキー） ※

メルヘン王国出身のハードボイルド少女。誕生日にもらったマッドバニーの着ぐるみを着ている。PS2版『Dance Dance Revolution STRIKE』と同時出演。
AC版ポップンには未登場だが、AC版『Dance Dance Revolution SuperNOVA』には楽曲と共に出演していた。
担当曲：CS12「J-パンキッシュガール ※」、「パンキッシュガール ※」
YANARY（ヤナリ）
誕生日：8月7日
家の中で暴れて音を立てる、三人組の妖怪たち。風が吹いてもいないのに窓が揺れて音を立てるのは彼らの仕業。
CS14では工具を持って登場。
AC版ではAC18から登場。
担当曲：CS12「チンドンダンス」
担当曲（版権）：CS14版権曲「リフォーム (INSCRUTABLE BATTLE) ※」
内田一門（うちだいちもん）
誕生日：3月9日（兄）、8月17日（弟）
三味線弾きの兄弟。顔が「内」と「田」の漢字の形になっている。
AC版ではAC18から登場したが、移植曲担当として登場したため、CS12当時の担当曲はACへ移植されておらず、2Pカラーも選択不可。
担当曲：CS12「三味線ブラザーズ ※」、AC18「じょんがらスピリチュアル」
スーツ対モリー
誕生日：12月28日（スーツ）、10月3日（モリー）
ぽぷん元年の和風なモリーvsスーツ。CS5やCS9とはプロフィールが変わっており、スーツの趣味は乾布摩擦で、モリーの趣味は流れ暮らし、好きなものが贅沢三昧となっている。なお、WINではモリーが峰打ちで倒されるが、FEVERWINではスーツが峰打ちで倒される。
AC版ではAC17から登場。キャラクターセレクト画面のカラー変更では、CS5の単独のスーツとは繋がっていない。
担当曲：CS12「必殺スパイ」、ACうさ猫「GOLDEN CROSS」
智羅（チラ）
誕生日：1月1日
身体が細い、白い烏天狗。横から見たシルエットやアクションがイマに似ている。LOSEアクションでは元の姿に戻る。
AC版ではAC15から登場。
担当曲：CS12「フォレストスノウ」
深川ふなを（ふかがわ- ）
誕生日：9月17日
ロッカーの魚。エレキ三味線を弾いている。ウオヲに似ているが、関係は不明。
AC版ではAC15から登場。
担当曲：CS12「ビジュアル艶歌」
みここ
誕生日：1月1日
東京出身の巫女さん。彼女の勤めるポプの宮神社には、ポップン上達のご利益があるとか。
AC版ではAC18から登場。
担当曲：CS12「萌えポップ」、AC peace「花は折りたし梢は高し」

### pop'n music 13 カーニバル (AC)
Abraham（アブラハム）
誕生日：10月1日
占い師の魔人。テールというヘビをターバン代わりに巻いている。
担当曲：AC13「フォーチュン・テイルビート」
Albireo（アルビレオ）
誕生日：8月27日
白い森のレストランに住むネコで、そのレストランの給仕長。AC13ではギャルソンの制服を着ており、ACラピストリアではキャスケットを被り、緑色のベストを着て、パンなどが入っている紙袋を持っている。担当曲の仮ジャンル名が「宮沢賢治」だったため、キャラクター設定も宮沢の作品を意識したものになっている。
担当曲：AC13「ノクターン」、ACラピストリア「時空学者とブルーメン」
ALOE（アロエ）
誕生日：1月1日
『クイズマジックアカデミー』シリーズからのゲスト出演。魔法学校を飛び級で入学した赤い髪の魔法少女。詳しくはクイズマジックアカデミーの登場人物を参照。2Pカラーが存在しない。
担当曲：AC13・SPの「クイズマジックアカデミー」シリーズ（1・2）、AC解明リドルズ「Milky Way Star(Extended Ver.)」
Anna（アンナ）
誕生日：3月31日
恋のおまじないの噂がある観覧車に乗った少女。WINアニメではウサおくんの着ぐるみが登場する。
担当曲：AC13「カンランシャ」
BAUM（バウム）
誕生日：9月9日
不気味な雰囲気をもつドイツ出身の小人。足音を立てて、振り向いた人間に死神のような鎌で襲い掛かるという。雑音が苦手。
担当曲：AC13「ダークオペラ」
Boxies（ボクシーズ）
誕生日：□月□日（お祝い日は4月6日）
箱が集まって構成されている不思議なミュージックマシーン。
担当曲：AC13「チップトロニカ」、AC Sunny Park「テックトランス」
Capt. JOLLY（キャプテン・ジョリー）
誕生日：7月20日
長い髭を生やした海賊達の親分。サーベルを腰に差しており、船のような帽子を被っている。兜を被った小柄な部下を引き連れている。
担当曲：AC13「カイゾク」
CAROL（キャロル）
誕生日：1月8日
一見普通のカジノのバニーガールだが、その正体はカジノ経営を脅かすほどの凄腕ギャンブラー達と勝負するゲーミング協会の秘密エージェント「ディーラーバニー」。
担当曲：AC13「カジノ」、AC peace「マッシュルームナイト」
Diana（ダイアナ）
誕生日：12月18日
美しい歌声を持つ青い花の女神。その歌声は時の流れを忘れるほど。ホワイトランド出身。
担当曲：AC13「バラッド。」
EN MOEYO（燃世炎） / TEN UCHO（有頂天）
誕生日：7月21日（燃世炎）、1月27日（有頂天）
頂点を目指す日本人格闘家。「格闘ゲームの熱血主人公をイメージした」とされている。
2Pカラーは黒い道着の有頂天に変化する。なお、CS13の対戦モードでは名前表記が「有超天」となっている。
担当曲：AC13「格ゲー」
担当曲（版権）：AC18版権曲「恋しさと せつなさと 心強さと ※」
Fernando XIII（フェルナンド13世） / Micaela（ミカエラ）
誕生日：1月13日（フェルナンド13世）、1月24日（ミカエラ）
悪の化身「破壊神ノチミョーイ」を倒すために戦う剣士。ポプンディア王国出身。曲バナーは普通のイラストだが、アニメはドット画。「RPGにいるようなドットキャラクターをイメージした」とされており、好きなものは「閃き」。
2Pカラーは彼の仲間である召喚士の少女ミカエラ。ミュジーク街出身。AC7公式サイトのQ&Aで登場したポップンマンを魔法で召喚する。
彼らが敵対している破壊神ノチミョーイは、オジャマ「ダンス」中にその姿を見ることができる。姿形は壱ノ妙に似ており、名前は壱ノ妙（いちのみょう）のアナグラムとなっている。
担当曲：AC13「ロープレバトル」、AC19「メタリックサーガ」
担当曲（版権）：ACうさ猫版権曲「ロールプレイングゲーム」
F-TRAIN（エフ・トレイン）
誕生日：5月55日（お祝い日は5月5日）
銀河を駆ける列車の車掌。
担当曲：AC13「トレインシミュ」
Fuwawa（ふわわ）
誕生日：さいしょの種のことはわからないの（お祝い日は2月13日）
空を舞う小さな双子の妖精二人組。
担当曲：AC13「フライングデュオ」、ACうさ猫「FLOWER FLOWER WORLD」
Gelm13（ゲルムサーティーン）
誕生日：ゲル月13日（お祝い日は3月13日）
軟体状の宇宙人（火星人）。地球を手に入れようとする侵略者。変身能力を持っており、アクションでニャミ、リエちゃん、キングに変身する。サイバーが天敵。
担当曲：AC13「トイブレークコア」
Grand Hammer（グランドハンマー）
誕生日：10月8日
誰もいない部屋で暴れまわるピアノの妖怪。本体の中から手を伸ばして自分の鍵盤を弾きながら仲良しのねずみと共に激しく踊っており、LOSEアクションでは普通のピアノに戻る（ただしヒゲはそのまま）。
担当曲：AC13「ハードPf」およびAC17「ハードPf+」、AC peace「Dracophobia」
HIKARI NIJINO（虹野ひかり）
誕生日：9月30日
三人組アイドルグループ「にじっ娘」のメンバーのひとり。あきる野市出身。他のメンバーは夢野みらいと星野そらで、後のシリーズでそれぞれがメインとなって登場した。
担当曲：AC13「ラブリートランスポップ」、AC peace「にじいろ☆とらべらぁず」、AC UniLab「Lovin' You」
IA-RAMSE（イア＝ラムセ）
誕生日：12月3日
SFアニメ『流星のカルナバル』の主人公。名前の由来は村井聖夜のアナグラムだが、キャラクター自体のデザインとは無関係。
担当曲：AC13「SFポップ」、ee'MALL2nd「J-ポップ (Destiny lovers)」、AC peace「High Gravity」
担当曲（版権）：AC16版権曲「創聖のアクエリオン」およびAC解明リドルズ「-UPPER」
Knight（ナイト） / Night（ナイト）
誕生日：7月10日
伝説の聖騎士。闘う様はまるで交響曲のように美しいと言われている。中身は老人。鎧を脱ぐとパンツ一丁であることがLOSEアクションで判明する。2Pカラーは黒い鎧のNightへと変わる（読みはそのまま）。
担当曲（Knight）：AC13「シンフォニックメタルop.2」、ee'MALL2nd(GF&DM)「ネオクラシカル・ヘヴィメタル」およびAC peace「-UPPER」、CS Lively「Step forward ※」
担当曲（Night）：AC20「ソーサリープログレッシヴ」
LIGHT（ライト）
誕生日：12月17日
大空を舞う飛行機作成の夢を持つ少年。インディアナ州出身。
CS13の新カラーでは一部アクションが変更されている。
担当曲：AC13「ユーラシアロック」、CS13「ロックスタイル ※」、AC peace「place of the sky」など。
Lucifelle（ルシフェル） / LUCIFER（ルシファー）
誕生日：10月4日
嘆きの川のほとりに住む、ハープを奏でる幻想的な人物。2Pカラーは青い髪のルシファーに変わる。
担当曲：AC13「ピアノトロニカ」、ee'MALL「プログレッシブ (The Least 100 sec)」、ACうさ猫「La Lumiere」など。
Mr.KATUCCO（ミスターかつっ子）
誕生日：9月28日
ミスターそばっ子の兄。エビフライとトンカツの丼の頭をしている。
版権曲担当専用キャラクターであったため、AC版ではAC14から使用可能になり、TV・アニメカテゴリに存在する。
担当曲：AC Sunny Park「ラッキーハードコア」
担当曲（版権）：AC13版権曲「味っ子（ルネッサンス情熱） ※」
NAKAJI（ナカジ）
誕生日：6月17日
ギターを常に持ち歩いている、メガネとマフラーで顔を隠した男。メガネをかけているが、メガネが嫌いである。
AC16のナナシとカラー変更で繋がっている。
担当曲：AC13「メガネロック」、ACエクラル「ME-GA-NE-HA-ZU-SE」、AC peace「プロレタリア狂騒歌」
PMGTV-RZX（ピーエムジーティーヴィー-アールゼットエックス）
誕生日：F月1日（お祝い日は1月16日）
レーシングカーに宿っている炎のモンスター。とにかく走ることが趣味。鈴鹿サーキット出身。
AC19には車体が異なるPMX-9が登場し、カラー変更で繋がっている。
担当曲：AC13「レーシング」、AC UniLab「High Speed Junkie!」
REIKO HINOMOTO（日ノ本零子）
誕生日：不明（お祝い日は2月17日）
『ランブルローズ』シリーズからのゲスト出演。女子プロレスの舞台で戦う女性格闘家。
2Pカラーは無いが、キャラポップ上段は彼女のヒール（悪役）版の「麗琥」の顔になっている。
担当曲：AC13「ランブルローズ」
ROCKET86（ロケットヤロー）
誕生日：8月6日
ロケットを背に空を飛ぶギター男。
担当曲：AC13「JAM」、ee'MALL「サイバーロック」
ROSA（ロサ）
誕生日：2月7日
フラメンコを踊る仮面の女性。素顔は謎。
担当曲：AC13「ハイパーマスカレード」、CS Lively「コルドバの女」
担当曲（版権）：AC解明リドルズ版権曲「Keep the Faith」
TARO（タロー）
誕生日：6月21日
明るく元気なサーファー。フルネームは「ムラジ・タロー」。
担当曲：AC13「デスボサ」
TO-NO（との）
誕生日：1月1日
じいに止められるほどノリノリな殿。サックスを吹いている。「いえーいは1日3回まで」と決められているらしい。
担当曲：AC13「ちんどんジャズ」
TSUYOSHI（つよし）
誕生日：2月9日だぜ!（DJつよし）、10月28日でございます。（OJつよし）
DJと王子（OJ）の二つの顔を持つ一人二役の少年。DJのときは好戦的な、王子のときは礼儀正しい口調になる。
AC13ではニュートラルアニメがDJの姿で常に左を向いている。これは体の左半分でDJの格好になっているためで、逆に右向きになると王子の姿になる。ダンスやFEVERアニメでその中間を見ることが可能。
AC18では1Pカラーのニュートラルアニメが王子の姿、2PカラーがDJの姿になっている。MISSアニメなどで半々の姿になる他、GREATやダンスアニメなどで別の姿に早着替えする。
AC15ではそれぞれ、王子単独の姿でOJつよし、DJ単独の姿でDJつよしとして別々に登場。これらもカラー変更では通常のつよしと繋がっている。
DJは西村宜隆、王子は肥塚良彦がモデルになっている。
担当曲：AC13・18の「J-ハウスポップ」シリーズ（1・2）
White-Merry（ホワイト・メリー）
誕生日：3月22日
メルヘン王国出身の女の子。プードルとヒツジのハーフ。
担当曲：AC13「スマイルスマッシュ」、ACうさ猫「Doo-Wah×Chu!Chu!」
担当曲（版権）：AC16版権曲「そばかす ※」
鬼-BE（オニビ）
誕生日：ヒャアッ〜!（お祝い日は10月13日）
鬼面を被った鬼火の妖怪。逆立ちをすると笑い顔と困り顔になる。LOSEで仮面が取れるが、取れても取れても金太郎飴のように同じ仮面が出てくる。
AC・CS14などではMZDに代わって一時期「ミクスチュアル」を担当していたが、AC17以降は担当をMZDに返上した。
担当曲：AC13「コアダストビート」およびAC peace「-UPPER」、ee'MALL2nd(GF&DM)「ネジロック」
黄龍（コウリュウ）
誕生日：不明（お祝い日は7月25日）
『麻雀格闘倶楽部』シリーズからのゲスト出演。黄色の龍。
担当曲：AC13「麻雀格闘倶楽部」
サンパウロ容子（-ようこ）
誕生日：5月12日
妖しげな色気を持つ看護士。実は持病持ち。点滴を持ってフラフラしているため、患者と誤解されやすい。
担当曲：AC13「マンボカヨウ」、AC解明リドルズ「ネオ・サイコ・ロ・イズム」
手紙子（てがみこ）
誕生日：4月2日
頭がティッシュペーパーの箱になっている。中身はトイレットペーパー（LOSEアニメで確認できる）。公式の名前の読み方は不明とされるが、ゲーム内では「てがみこ」読みとして扱われている（中国語で文字通り読むと「ショウ ヂー ズ」）。
担当曲：AC13「アジアンミクスチャー」
ちゃんこ山崎（-やまざき）
誕生日：11月22日
『GUITARFREAKS&drummania』シリーズからのゲスト出演。ちゃんこ鍋が好きな相撲取り。元は『GF 8thMIX』&『dm 7thMIX』の「Keiko my love」などのムービーキャラクター。
担当曲：AC13「ホウノウダイコ」、ee'MALL「メロコア (S.F.M)」
はなちゃん
誕生日：4月23日
花屋を営む少女。サトウさんに恋をしている。お菓子作りが趣味。
FEVERアクションではサトウさんが登場。WINアニメではサトウさんにししゃもを手渡し、顔を赤らめている。
担当曲：AC13「メルト」
部下A（ぶかエー） / 部下B（ぶかビー）
誕生日：7月30日
『beatmania IIDX』シリーズからのゲスト出演。軍人のイヌ。元は『10th style』の「SPACE FIGHT」のムービーキャラクター。
1Pカラーの部下Aは水色だが、2Pカラーではピンク色の部下Bになり、原典である「SPACE FIGHT」でのカラーリングは後者である。
担当曲：AC13「コウシンキョク」
担当曲（版権）：AC16版権曲「ケロッ!とマーチ ※」
レインボーヤ
誕生日：7月16日
ポップン電機のマスコットキャラクター。妹がいる。元はBEAMANI EXPOのマスコットキャラクターの没案である。
担当曲：AC13「デンキマツリ」

### pop'n music 13 カーニバル (CS)
ayumu（歩、あゆむ）
誕生日：5月17日
ブラスバンド部に入っている女の子。肉球が好き。猫のにゃん太と一緒にいつも屋根の上でトランペットの練習をしている。AC19のまりんの同級生。
2Pカラーでは髪型や服装が変わる。
AC版ではAC16から登場。
担当曲：CS13「にゃんこジャズ」、AC Sunny Park「ハッピーブラスポップ」、AC peace「飛べないぼくと鳴かない黒猫」
decolla■（デコラ） ※

恋する女の子の携帯電話の電子メールを届けるメルヘン王国の妖精。
担当曲：CS13「ハッピーダンスポップ ※」
eccnock girl（エックノックガール）
誕生日：12月2日
50年代のニワトリのおもちゃの最新モデル。顔の部分は着脱可能。
AC版ではAC17から登場。
担当曲：CS13「チキンハート」
KANTA（カンタ）
誕生日：9月6日
古い遊戯屋のマリオネット。ロッテと仲良し。
AC版ではAC16から登場。
担当曲：CS13「ナイトメアカルーセル」、AC Sunny Park「ドリームチャンプル」、ACエクラル「StrayedCatz」など。
Lhasa（ラサ） ※

メダルゲーム『アラビアンクリスタル』からのゲスト出演。
踊り子見習いの女の子。幼馴染で年下のシバを心配してクリスタル探しの旅に同行する。おせっかい好きでサソリが嫌い。
担当曲：CS13「アラビアンクリスタル ※」
Prince of Falena（プリンス・オブ・ファレナ）
誕生日：不明（お祝い日は2月23日）
『幻想水滸伝V』からのゲスト出演。同作品の主人公。デフォルト名がないため、ポップンではこのような名前になっている。
AC版ではAC18から登場。ただし、担当曲の長さが短縮されている（CSからACへの移植曲では初）。
担当曲：CS13「幻想水滸伝V」
武生（ウーシェン）
誕生日：3月28日
ロック界をゆっくりと登りつつあるアジアのスター。口癖は「私が最も素晴らしい!」。世界で一番熱いステージをリスナーに捧げる事を目標に日夜歌い続けている。食用ザリガニが好物。
AC版ではAC17から登場。
担当曲：CS13「中華ロック」
セイント★セイジ ※

ナホトカ在住の正義のヒーロー。兄カズオの遺志を継いで嫌々ながらヒーローとなる。
ムービー形式であるため、プレイヤーキャラクターとしては使用できない。
『もう、しませんから。』の作者、西本英雄が原案を担当したキャラクター。
担当曲：CS13「もうしま（セイント★セイジのうた） ※」

### pop'n music 14 FEVER! (AC)
AIKO（愛子、アイコ）
誕生日：8月31日
大正時代風なお嬢様。じいやにお見合いを勧められているが本人は嫌がっている。名前の由来は担当曲のタイトル「愛と誠」から。
担当曲：CS Lively「黒紅掬い ※」
担当曲（版権）：AC14版権曲「アリプロ（愛と誠）」
APRIL（エイプリル）
誕生日：4月1日
出身地不明の女スパイ。今回がファーストミッション。変装した姿のそれぞれの偽名は英語で月 (暦) の名前となっている（エイプリル(AC14)→4月、メイ(AC6)→5月、ジューン(AC10)→6月、ジュライ(AC8)→7月）。
正体を隠しているという設定のため、キャラクターセレクト画面のカラー変更では他の姿とは繋がっていない。
担当曲：AC14「モンドロック」、ee'MALL「ジャジードラムンベース ※」、CS Lively「Danza Pantera」
Betty（ベティー）
誕生日：4月23日
「Betty's TV Show!」のメインを務めるちびっこスターの女の子。ドーナツタウン出身。
ACエクラル以降、過去に担当していた楽曲が未収録となったが、AC peaceにて再び新たに担当曲を持った。
担当曲：AC14「パニックポップ ※」、AC peace「Dive to the Sky」、AC解明リドルズ「ハラショー！おにぎりサーカス団☆」
B-Kun（ビーくん）
誕生日：8月8日
噂のゆるアイドル。名前の通りアルファベットの「B」の形をしている。また、語尾に「ビー」とつける。
元はAC13の頃にBEMANI複数機種で行われたイベント「BEMANI EXPO」のマスコットキャラクター。AC14のポスターにさりげなく絵が描かれており、最初にネタバレした隠しキャラクターである。
また、彼をモチーフにした「ビーくんスキン」というスキンがAC15で登場した。
担当曲：AC14「ゆるポップ」、CS Lively「あるビー！ feat.ころねぽち」
BREMENS（ブレーメンズ）
誕生日：1月23日
ロバとネコ、ニワトリ、イヌの4人組。NEUTRAL時はロバ(指揮担当)とニワトリで、GREATアクションではイヌ(ヴァイオリン担当)が、FEVERアクションではネコ(ダンス担当)が、DANCEとLOSEアニメでは全員が出てくる。
実は閉店後に動き出したおもちゃで、「ブレーメンズ楽団」を結成している。命名は『ブレーメンの音楽隊』から。
担当曲：AC14「パペットアンサンブル」、ACうさ猫「FuturePANIC!」
BROWN（ブラウン）
誕生日：7月18日
自分のルーツを探すため南に向かっている長身の男性。旅が好きで、親戚も皆同じような性格。帽子の上から耳のようなものが生えている。外見はフラワーに似ている。
担当曲：AC14「トライバルポップ」
Charlotte（シャルロット）
誕生日：12月29日
からくり仕掛けのフランス人形。古いビスクドールであり、赤紫色のドレスの所々の部分が破れている。
担当曲：AC14「輪舞曲」、AC Jam&Fizz「囚われの魔女人形」
担当曲（版権）：AC16版権曲「月のワルツ ※」
COSINE（コサイン）
誕生日：4月15日
ヴァーチャルサバイバルゲームにハマっている少年。
担当曲：AC14「ブロークンバンビート」、ee'MALL「ミクスチャー (rock the beatz) ※」
CREAMY（クリーミィ）
誕生日：3月4日
犬獣人の女性。その正体は、ハニーの飼いイヌのプードル犬が睡眠中に夢の中で見ている自分の姿。AC10のハニーのアニメ中で、普段の犬の時の姿を見ることが出来る。
担当曲：AC14「ときめきボッサ」
D（ディー）
誕生日：2月22日
ワルロッカー。「D」と書かれた目隠しをつけており、紫の髪に赤いメッシュを入れている。WINアニメで髪の色が変わる。BADアニメ、LOSEアニメでダミやんが登場するが関係は不明。FEVERWINアニメではドナとファットボーイも登場。
デザイン段階では「猿がライダースジャケットを着ている」というものだったが、Des-ROWから「人間で」と言われ現在のデザインに至った。
担当曲：AC14「デスロック」、AC解明リドルズ「Symphonic Tear」、CS Lively「Dragon Blade -The Arrange-」
担当曲（版権）：AC peace版権曲「ロキ」
DOOOOOM（ドゥーム）
誕生日：10月1日
ドラムの妖怪。負けると普通のドラムに戻る。
AC14の店舗対抗イベント「フィーバー戦士ポップン14」では四天王の一人として登場した。
担当曲：AC14「ケンカドラム」
echidna（エキドナ）
誕生日：コロニー暦2006年（お祝い日は1月4日）
6本の腕と蛇のような下半身を持つロボット。コロニーへの侵入者を排除するために創られた。見た目は千手観音、命名は神話の怪物エキドナから。
担当曲：AC14「サイケデリックトランス」、ee'MALL「ゴアトランス」、ACラピストリア「御千手メディテーション」など。
FEVER ROBO（フィーバーロボ）
誕生日：7月77日（お祝い日は7月21日）
「ポップン14」司令部のオヤッサンが長年研究し、作り上げたウルトラハイテク超合金ロボ。モチーフは「バンブー？」。
担当曲：AC14「フィーバーロボ」
FU-CHAN（フューチャン）
誕生日：6月24日
出身地不明（言葉が聞き取れない）の未来人。本名も聞き取れず、仕方ないのでニャミが「未来から来たから」という理由でFUTURE（フューチャー、未来）から「フューチャン」と名付けた。担当デザイナー曰く「中に美少女が入っているかも」。
担当曲：AC14「トランスランス」、ee'MALL「ハッピーハードコア (BE LOVIN)」、AC Sunny Park「ハッピー」など。
Goku-Sotsu-Kun（極卒くん、ごくそつくん）
誕生日：●月★日（お祝い日は11月14日）
不気味な笑みを浮かべた、ハイテンションな軍人。自分そっくりの巨大ロボットを持っている。
AC14の店舗対抗イベント「フィーバー戦士ポップン14」では四天王の一人として登場した。
担当曲：AC14「演説」、ACラピストリア「地の記 獄編」
MIKU（ミク）
誕生日：3月9日
セクシーアイドル。ポップンキャラクターとしてはかなり露出度が高い。巨乳であり、へそピアスをつけている。
担当曲：AC14「エレクトロポップ」
Ms.Mush（ミズ・マッシュ）
誕生日：9月10日
マッシュルーム頭なマダム。首にはキツネのマフラーをしている。頭のマッシュルームは感情が高ぶると破裂して胞子のようなものを飛ばす。
担当曲：AC14「キャバレー」
Minit's（ミニッツ）
誕生日：3月2日
うさぎの被り物をしたアイドルの女の子で、タイマーの妹。
担当曲：AC14「ちびっこアイドル」、AC Sunny Park「パティスリーポップ」、ACラピストリア「じゃんぴょん☆まじっく」など。
担当曲（版権）：ACうさ猫版権曲「Strawberry Chu♡Chu♡」
NARUHIKO（ナルヒコ）
誕生日：1月3日
関西出身のダンサー。名前の通りかなりのナルシスト。ナルヒコという名前はあだ名。
担当曲：AC14「レイジャズ」
Nikolaschka（ニコラシカ）
誕生日：2月5日
元戦闘用ロボット。戦争が終わった現在は新体操用ロボットとして祖国のために活躍中。トゲ付き鉄球クラブや微妙にカクカクしているリボンを鮮やかに使う。
命名はロシアのカクテルから。
担当曲：AC14「ブルガリアンリズム」
P-14（ピーフォーティーン）
誕生日：2月17日製造
宇宙用ロボット。あひるの乗り物に乗っていることも。P-1&P-2と同タイプの後継機ロボット。
担当曲：AC14「スペースワルツ」
photon（フォトン）
誕生日：ビッグバン（お祝い日は12月14日）
宇宙の女神。本当はかなり大きい。
担当曲：AC14「ヘヴン」、AC Sunny Park「ゾディアックオラクル7」、CS Lively「No Border」
RIN&DAIKI&Hurry（リン&ダイキ&ハリー）
誕生日：3月3日（リン）、5月5日（ダイキ）、11月1日（ハリー）
男の子（ダイキ）と女の子（リン）とイヌ（ハリー）の仲良しコンビ。名前の漢字表記は「凛」、「大輝」。リンはダイキの友達で、ハリーはダイキの飼い犬。
3人のモデルはウッチーズとNoria。
担当曲：AC14「トライ▼ユーロ」
SADDLE SHOES（サドルシューズ）
誕生日：4月1日
女性2人と男性1人のグループ。ゲーム内のアクションではボリュームのある金髪の女性がメインとなっている。
担当曲：AC14「パーティーロック」、ee'MALL「ヒップホップ (Badboy flygirl) ※」
Shamshir（シャムシール）
誕生日：メリウス暦701年3月21日
東の大国アゼルガットの美しき女剣士。名剣コラーダの力で祖国を救った剣の達人だが、その過ぎたる力を危険視した国の決断により処刑に処すべく捕らえられた際、コラーダの暴走によりその場に居合わせた者たちを殺めた末に失踪。祖国の滅亡を招いてしまう。
『beatmania IIDX 15 DJ TROOPERS』の収録楽曲「Ristaccia」のムービーにも出演している。
詳しくはThe Epic of Zektbachを参照。
担当曲：AC14「バトルダンス」およびAC peace「-UPPER」
SHOKO（硝子、ショウコ）
誕生日：12月27日
物憂げな高校生。横浜出身。フルネームは「蒼井硝子（あおい しょうこ）」。素直に笑うことが出来ず、鏡を見て笑う練習をしている。
担当曲：AC14「ロンリーフィール」、AC Sunny Park「レイニーワルツ」、ACエクラル「Engagement」など。
担当曲（版権）：AC18版権曲「ホタルノヒカリ ※」、AC Sunny Park版権曲「sister's noise ※」
Sora（空）
誕生日：9月20日
望遠鏡を抱えた少年。アニメーションは100年に一度の大流星群を見に行く途中と見ている最中。
担当曲：AC14「ソニックブーム」、ACうさ猫「ダイブドライブ」
担当曲（版権）：AC16版権曲「天体観測 ※」、AC Sunny Park版権曲「オリオンをなぞる ※」
SYO（翔）
誕生日：1月25日
バスケットボール選手の高校生。神奈川県出身。イヌが苦手。
CS14の対戦モードでは名前表記が「翔太」となっていた。
担当曲：AC14「ハイスピードラブソング」、ACラピストリア「On Your Mark」
担当曲（版権）AC16版権曲「Love so sweet ※」、ACラピストリア版権曲「The Other self ※」
TSUKUBA（ツクバ） / AKIBA（アキバ）
誕生日：8月29日
デジタル的な風貌の市役所員。青い髪で、頭にはアンテナ、背中には大きなキーボードを背負っている。2Pカラーは赤い髪のアキバに変化する。
モデルは「ツクバ系の兄弟ユニット」とされており、明和電機であることが示唆されている。
担当曲：AC14「エレディスコ」
UNO（ウーノ）
誕生日：1月11日
ミラクル★4のリーダーを務める闘牛士。マドリッド生まれ伊勢志摩育ち。彼の場合、ムレータと剣がサイバー仕様。
AC14の店舗対抗イベント「フィーバー戦士ポップン14」では四天王の一人として登場した。
担当曲：AC14「サイバーフラメンコ」
Wang-Tang（ワン・タン）
誕生日：10月30日
山の頂上に住む太極拳のマスター（老師）。とても長い白髭の持ち主で、雲の上に乗ることもできる。好きな食べ物は桃より雲呑麺。AC16で登場した女性アイドルグループ、マジカル★4の中国代表サンの祖父。
担当曲：AC14「太極拳」
Wilhelm（ヴィルヘルム）
誕生日：IV月XV日（4月15日）
魔界出身の幽玄紳士。とても特徴的な仮面を被っている。ジャックの上司。何らかの理由で呪縛を受けている。
AC14の店舗対抗イベント「フィーバー戦士ポップン14」では四天王の一人として登場した。
『beatmania IIDX 19 Lincle』ではイベント「Lincle Kingdom」内のレア雑魚敵キャラクターとしてゲスト出演した。
担当曲：AC14「プログレッシブバロック」、AC Sunny Park「エレクトロバロック」、AC UniLab「少年A」
あっくん
誕生日：8月12日
スタ誕8期生の80年代風のさわやかアイドル。彼のバックダンサー(?)はハートのえりをしたエリマキトカゲ。
AC18・20以降、過去に担当していた楽曲が未収録となったため、AC最新作では担当曲がない。
担当曲：AC14「J-ラップ80's ※」
担当曲（版権）：AC17版権曲「羞恥心 ※」
鴨川研究員（かもがわけんきゅういん）
誕生日：9月26日
淀川ジョルカエフ研究の第一人者。フルネームは「鴨川哲夫（かもがわ てつお）」。かなりの細身で顔色も悪く、いつも斜めに立っている。かなりの怖がりでもある。元はCS版「いろは」の特典ラジオドラマCD「淀川ジョルカエフに関する考察」の登場人物。
担当曲：AC14「ヴイエスサウンド」
パンチ先輩（-せんぱい）
誕生日：12月3日
応援団団長を務めるマメ人間。CS10で登場したゲンロクの先輩。パンチパーマ・髭・サングラスと、その風貌はまるでヤクザ。
担当曲：AC14「応援歌」、ee'MALL2nd「ツッパリ」
フィーバー戦士ポップン14（フィーバーせんしポップンフォーティーン）
誕生日：1月14日（フィーバーレッド）
「ビーマニ戦隊ポップン5」の後番組である「フィーバー戦士ポップン14」のメンバー。メインで登場するのはリーダーのフィーバーレッド。メンバーはその名の通り14人居るものの、まともに姿が見えるのはフィーバーレッド・フィーバーピンク・フィーバーイエローの3人だけ。あとのその他11人はシルエット姿で、当番制なので日々顔ぶれが代わるとされる。WINで全員集合姿が見られるが人数が多すぎるため、キャラクターが中央に寄るバトルモードでも左右どちらかが見切れてしまう。
マスコットのアフロンや、司令部のオヤッサン＆オネイサンなどと共に、AC14の店舗対抗イベントやCS14のミニゲーム「フィーバー戦士ポップン14」の主役となっていた。なお、担当曲の歌詞では主要メンバーがレッド・ブルー・イエローになっており、ピンクは「その他大勢」のひとりとして扱われている。
担当曲：AC14「フィーバーヒーロー」、AC peace「爆裂再生！フィーバー戦士ポップン14」
フィーバーピンク
誕生日：5月14日（フィーバーピンク）
「フィーバー戦士ポップン14」の紅一点で、アメリカ生まれのハーフ。14歳。レッドに恋をしている。メンバーの中で唯一バイクを運転せず、レッドのバイクに相乗りしている。
ポップン14の2Pカラー（ゲーム中の名前表記は「フィーバー戦士ポップン14」のまま）。ポップン14のアニメがセピア色になり、その下にピンク（変身前）のアニメーションが追加される。
担当曲：AC14「フィーバーヒーローエンディング」

### pop'n music 14 FEVER! (CS)
Ai*chan（アイちゃん） ※

スクーターに乗っている、派手な色のぬいぐるみ。中国出身。
担当曲：CS14「50ccポップ ※」
AKATSUKI（アカツキ）
誕生日：11月14日
森の神様。名前の漢字表記は「暁」。自然と人との共生を真剣に考えている。
AC版ではAC17から登場。
担当曲：CS14「ネイチャー」、AC UniLab「Airplane」
Bob the Spider（ボブ・ザ・スパイダー）
誕生日：9月6日
6本の腕と4個の目を持つクモのモンスター。
AC版ではACエクラルから登場。
担当曲：CS14「ファンクフィーバー」
Hanako（ハナコ）
誕生日：8月7日
喫煙者で既婚者の女性。ズボンの右側に白い花飾りがあり、回る。
AC版ではAC20から登場。
担当曲：CS14「ホンキートンク」
MIMI!?（ミミ!?） ※

ピンクの髪にインカムをつけ、伊達メガネを掛けてドラムセットを叩く、C-C-B風の衣装のミミらしきキャラクター。名前表記は異なるが、公式プロフィールは通常のミミと同じ。
担当曲（版権）：CS14版権曲「ロマンティック（Romanticが止まらない） ※」
Mimi Nyami（ミミ&ニャミ） ※

アニメ『天元突破グレンラガン』の登場人物であるカミナとシモンの衣装を着たミミとニャミ。公式プロフィールが通常のミミ&ニャミと異なり、例として出身地が「地底」など『天元突破グレンラガン』をイメージしたものになっている。
合体するとグレンラガンまたはウサギとネコの耳のヨーコ姿になる。
担当曲（版権）：CS14版権曲「グレンラガン（BREAK THROUGH THE DREAM） ※」
ROCO（ロコ）
誕生日：1月4日
近代的な椅子に座っているロボットの女の子。
AC版ではAC17から登場。
担当曲：CS14「コスモポップ」、AC UniLab「夏色のセーブデータ」
担当曲（版権）：AC peace版権曲「*ハロー、プラネット。」
キラリン ※
誕生日：7月2日
カーレース「P-1グランプリ」のマスコットガール。
ゲーム内での名前は同じだが、2Pカラーはスタッフの間で「ギラリン」と呼ばれ、公式サイトに連載されていた特別漫画「ポップンのせなか」では、ウルトラ怪獣のような扱いを受けている。
担当曲：CS14「ウルトララブリンユーロ（LOVE②くらっち） ※」

### pop'n music 15 ADVENTURE
CoCoo（ククー）
誕生日：9月6日
海でも空でも人気者のイルカ。飛び込みが苦手なためにいつもパラシュートを背負っている。
担当曲：AC15「マリンクルーズ」
DIAMANTE（ディアマンテ）
誕生日：10月2日
ヴェネツィア出身のダンサー。とても派手な風貌の仮面の男。水の都で出会う彼のダンスはまるでガラスの迷宮に迷い込んだように幻想的だという。
担当曲：AC15「ヴェネツィアーニ」
DJ TSUYOSHI（DJつよし）
誕生日：2月9日だぜ!
AC13で登場したつよしのDJ単独版。長崎生まれの神戸育ち。レコードとギターを組み合わせた楽器を持っている。
OJつよしおよびAC13のつよしとカラー変更で繋がっている（ただし、CS portableでは別扱い）。LOSEアニメでDJのズボンの下に王子のズボンを履いていることが判明した。
担当曲：AC15「青春ロック」
担当曲（版権）：AC Sunny Park版権曲「Get Off of My Way ※」
fili（フィリ）
誕生日：11月27日
樫の木の森に住んでいる風の精霊。姿は少年だが、何百年もの間森の奥に住み滅多に人前に姿を現さない。髪型が鳥の翼のようになっている。名前の由来は『語り部』を意味するケルト語から。
担当曲：AC15「ケルティックウィンド」、AC16「ケルトランス ※」、ACラピストリア「Chronoxia」など。
HANEMANN（ハーネマン）
誕生日：不明（お祝い日は9月30日）
『ウォートラントゥルーパーズ』からのゲスト出演。ドイツ出身の軍人で、同ゲームの教官のひとり。武器や兵器を狂気的なまでに偏愛する。フルネームは「ミッヒ・ハーネマン」。WINアニメではそのゲームに出てくる教官達が勢揃いで登場する。
AC15のCS版にあたるportableには登場しない。
担当曲：AC15「ウォートラントゥルーパーズ」
hannes（アンネース）
誕生日：メリウス暦720年6月6日
『beatmania IIDX』シリーズからのゲスト出演。同作品の収録楽曲「Apocalypse 〜dirge of swans〜」「Ristaccia」のムービーに登場するキャラクター。
神に「罪狩り」を命ぜられ、アポカリプスソードを授かったシスターの少女。重い使命への苦悩と罪深き人々への怒りから狂気に陥り、遂には剣に埋め込まれた輝石の力で殲滅の劫火を招いてしまった。
詳しくはbeatmania IIDXの登場キャラクター、The Epic of Zektbachを参照。
担当曲：AC15「オラトリオ」
INARI（イナリ）
誕生日：1月17日
キツネの獣人剣士。武道を極めるべく妖の術を身につけた。LOSEアニメでは本来の姿に戻る。
担当曲：AC15「ウォーリアー」、AC19「アジアン」
KANOKO（鹿ノ子）
誕生日：4月8日
マイクスタンド型の番傘を持った少女。エアギターが趣味。おかっぱ頭と独特の柄の着物が特徴的。OEDO星出身。
担当曲：AC15「撫子ロック」、ACラピストリア「打打打打打打打打打打」、AC peace「マイアガル、マイオドル」など。
担当曲（版権）：AC17版権曲「夏祭り ※」およびAC解明リドルズ「-UPPER ※」、AC Sunny Park版権曲「回レ!雪月花 ※」
lithos（リソス）
誕生日：シグマ様と共に（お祝い日は7月23日）
シグマ神殿の入り口を守る忠臣。チェスのナイトのような姿をした石像。他にも同じ種族の仲間がいるらしい。
担当曲：AC15「ミュートロニカ」、ACエクラル「デュスノミア」、CS Lively「Viden ※」
madam RAGORA（マダム・ラゴラ）
誕生日：12月9日
海ヘビを身にまとわせた海の歌姫。現在は子供達のお守りをしている。かつて誇った美貌に思いを馳せており、WINアニメで若返る。海ヘビのリヴァイアさんは一方的に気に入られてショール代わりにされている。
担当曲：AC15「エレフラッドウェイヴ」
MARK（マーク）
誕生日：11月13日
ヒョウの獣人の青年。モデル出身の俳優でドラマで主演を務めている。彼女持ちで、LOSEアニメはその彼女がマークをビンタ、WINアニメはマークに寄り添い、お互いの尻尾でハートマークを作る。
担当曲：AC15「ボーイズR&B」
micro（マイクロ）
誕生日：3月5日
クリオネの姿をした電子の海に漂う妖精。頭がクリオネ同様大きく開く。マダム・ラゴラのアニメーションにも登場する。
担当曲：AC15「クリオネテクノ」
MIRAI YUMENO（夢野みらい）
誕生日：4月19日
虹野ひかり、星野そらと同じくアイドル「にじっ娘」の一員。鎌倉市雪ノ下出身。かなりの上がり症で、とても礼儀正しい。テストやオーディションが嫌い。WINアニメではみらいが魔法少女姿になってほうきに乗って飛んでいるほか、ひかりは服装をプリンセスラインのドレス姿に変えて綿付きの扇を持っており、そらは勇者のような姿に変えている。
担当曲：AC15「オンラインラブポップ」、AC19「テクノポップ (I'm Screaming LOVE)」、ACエクラル「Together!」
Nadi（ナディ）
誕生日：6月30日
「書物にのみ名を残す王国」の伝説に名を残す、色黒な巫女（シャーマン）。不思議な踊りによって神と繋がり、大国を築いたと言われている。
担当曲：AC15「エンシャントユーロ」、AC peace「Crumble Soul」
OJ TSUYOSHI（OJつよし）
誕生日：10月28日でございます。
AC13で登場したつよしの王子単独版。通常彼が乗っている馬はハリボテだがWINアニメでは本物の馬に乗っている。
DJつよしおよびAC13のつよしとカラー変更で繋がっている（ただし、CS portableでは別扱い）。
担当曲：AC15「シャイポップ」、ACうさ猫「ランデブー・ピュア」、AC解明リドルズ「結果オーライ!相性チェック」
ookami-boy（オオカミ少年）
誕生日：12月24日
『beatmania』シリーズからのゲスト出演。オオカミの着ぐるみを着た少年。LOSEアニメでは本来の少年姿が見られ、その容姿は金髪のおかっぱ。元は『beatmania 5thMIX』で登場したムービー中のキャラクターだが、担当曲の出典機種はそれぞれ別々で、AC15では『beatmania IIDX』、CS portableでは『GuitarFreaksV&DrumManiaV』、AC19では『jubeat ripples APPEND』、AC Sunny Parkでは『REFLEC BEAT colette -Spring-』、ACうさ猫では『beatmania IIDX 9th style』、Livelyでは『ノスタルジア Op.3』からとなっている。portableおよびAC19にて追加された新カラーでは、『beatmania』版と同様に顔が影のように黒くなっている。
担当曲：AC15「オルタナティブロック ※」、CS portable「ドリームゲイザー」およびAC解明リドルズ「-UPPER」、AC19「エモクトロ」およびAC解明リドルズ「-UPPER」など。
Parrot（パロット）
誕生日：8月6日
ナヤーン劇場で人気のオウムのおしゃべり師。
担当曲：AC15「交響的物語」
Roco*Moco（ロコ*モコ）
誕生日：11月29日
空を飛ぶ犬かウサギのような不思議な生物と、その背中に乗る少年のコンビ。少年がロコで動物がモコとのこと。出身地は「メルヘン王国」。実は少年が夢の中で見ている姿であり、現実でのモコはぬいぐるみ。フィリのWINアニメと？のアニメにも登場する。
AC17の担当曲「シューティングフュージョン」の背景で共演しているのは、『GFV3』&『DMV3』で同曲のムービーに登場するキャラクターのソラ&クゥ（少年がソラで白い竜がクゥ）。夢の中で一緒に冒険している。
担当曲：AC15「ウィンディダンス」、AC17「シューティングフュージョン」、ACエクラル「Windy Fairy」
Simon Belmondo（シモン・ベルモンド）
誕生日：不明（お祝い日は9月26日）
『悪魔城ドラキュラ』シリーズからのゲスト出演。吸血鬼ハンターで、初代『悪魔城ドラキュラ』などの主人公。詳しくは悪魔城ドラキュラシリーズの登場人物を参照。
彼の先祖に当たるAC18のラルフ・ベルモンドとカラー変更で繋がっている。
担当曲：AC15「悪魔城ドラキュラ」、ee'MALL「K-クラシック（AC17以降）」
sirius（シリウス）
誕生日：2月11日
宇宙の冒険家。ボードに乗っている。AC10で登場したステラの仲間で、「スピード・スター」と呼ばれている。
担当曲：AC15「フューチャーフュージョン」、AC Sunny Park「ドラムンベース」、ACエクラル「賢聖シリウスの采配」など。
SUPERモグー（スーパーモグー）
誕生日：8月30日
モグラ型の穴掘りロボット。意外と小さい。彼女居ない歴は22年で、現在恋人募集中。ちなみにパイロットは本物のモグラ。
担当曲：AC15「チテイタンケン」
taoxiang（桃香、タオシャン）
誕生日：8月3日
物憂げな表情をたたえる桃の木の精。中国出身。想い人のことを待ち続けている。WINアニメでは蝶になる。
担当曲：AC15「超中華流行歌曲」およびAC解明リドルズ「-UPPER」
担当曲（版権）：ACうさ猫版権曲「恋時雨」
TITICACA（チチカカ）
誕生日：7月19日
太陽を模した仮面をつけた精霊。正体は姿を変えて大地に降り立った太陽そのもの。ウェルダンの勝利アニメにも登場する。
担当曲：AC15「フォルクローレ」、AC UniLab「グランデーロの守り」
Tsubaki（椿）
誕生日：7月30日
刃物を持ち白い着物を着た女性。胸にはさらしを巻いている。幼い頃に約束を交わした男性のことを待ち続けている。BADアニメでは鬼の面を持ち、刃物を構える。WINアニメでは椿とその男性の幼い頃の約束を交わしているシーンが流れる。
担当曲：AC15「ウェルフェア」、AC Sunny Park「想歌 梅」
WELL-DONE（ウェルダン）
誕生日：10月10日
地の底のマグマがロックの魂に共鳴して生まれた、全てを焼き尽くす魂の集合体。ウシの骨のような頭部を持ち、全身が燃え盛っている。チチカカの勝利アニメにも登場する。
担当曲：AC15「ラウドミクスチャー&ラガ」、AC peace「BEEF」、AC UniLab「Satan」
YOUJIROU（洋次郎）
誕生日：12月28日
大スター。小麦色の肌をしているが、サングラスをつけていたので目の周りだけ白い。クルージングが趣味。当初、携帯サイトおよびイラストブックでは「洋次郎」と表記されていたが、当時の公式サイトでは「陽次郎」という表記も見られた。AC19以降は「洋次郎」に統一されている。
AC19のタウンモードではセリフが設定されていたにもかかわらずスタッフの手違いで登場せず、AC20で「ファンタジアパスポート」用のシールが用意された。
担当曲：AC15「エレキ族」
yululu（ユルール）
誕生日：5月15日
モンゴルの田舎に住む三つ編みの髪の少女。恋人の帰りを待ちながら、花占いをしている。ヤギの乳しぼりや小鳥に餌付けすることが趣味で、ポエムが好き。勝ちアニメでは恋人の足が映る。
担当曲：AC15「コンティネンタル」
Zusin（ズシン）
誕生日：不明（お祝い日は10月15日）
長い間土の下で眠っていたが、争いに呼び覚まされ再び動き出した命を持つ戦闘兵器。戦闘兵器だが戦争は嫌い。長い間眠っていたため、頭には草や木が生えている。SUPERモグーのWINアニメにも登場する。
担当曲：AC15「グラウンドテクノ」
ギタケン
誕生日：5月20日
ギターを持った剣道選手の高校生。広島出身。剣道部と軽音部のどちらに入るか悩んだ末、両方に入った。Tシャツには「待」と書かれている。ギターの持ち手の部分が竹刀になっているのが特徴。
初出のAC15では名前表記が「GITA-KEN」だったが、CS portableとAC19以降からカタカナの「ギタケン」に変更された。
担当曲：AC15「ケンドーロック」
チェリリー&スージー ※

雑誌『Cawaii!』の連載コーナー「SaiGO!3」からのゲスト出演。女の子のチェリリーとイヌのスージーのコンビ。WINで一緒に登場しているのは友達のナチュリー。キャラクターデザイン原作はカオルコ。
AC版では15から17まで登場したが、AC18以降より担当楽曲と共にキャラクターも未収録となったため登場しておらず、CS版にも移植されていない。ポップンオリジナルのキャラクターではないが、AC9以降の使用可能キャラクターでは初の削除となった。
担当曲：AC15「ハワイアンパンク ※」
なつ坊
誕生日：8月1日
麦藁帽子を被った少年で、黄金のカブトムシを麦藁帽子につけている。森の動物達と友達。
担当曲：AC15「夏休み」
星のひと（ほしのひと）
誕生日：大宇宙と 共に 誕生 しました か？（お祝い日は1月1日）
テレビ画面のようなものを抱えた謎の異生物。頭に生えた触角の先端に口があって鼻は頭の横についており、目らしき部分には七色に光る花が咲いている。
テレビ画面に映っているのは星のひとの脳内で、勝利アニメで「愛」を表現する。人々の感じる神秘的な力を具現化できる能力を有している「かもしれない」とのこと。
担当曲：AC15「近代絶頂音楽」、AC Sunny Park「大宇宙の法典」
みっちゃん
誕生日：10月26日
メガネをかけた、ちょっぴり内気な女子中学生。市立ポップン第3小学校出身。ししゃもが大好きでグッズをたくさん持っている(LOSEアニメで確認される)。
担当曲：AC15「ガールフッド」、AC Sunny Park「ガールズロマンスポップ」、AC UniLab「リナリア」
Σ（シグマ）
誕生日：不明（お祝い日は7月23日）
盾と槍を持った光の女神。髪が電気のようにスパークしている。その正体は、ゼクトバッハ叙事詩の世界アリア・テ・ラリアでかつて巻き起こった神器戦争で生き残った種族ルフィナが、己の叡智と意識を融合させることによって生み出した複合意識体。輝石リスタチアの謎を解き明かす素質の持ち主たる人物を待ち続けていた。ポップンではリソスを配下に従えている。
詳しくはThe Epic of Zektbachを参照。
ACエクラルのアルヤのLOSEアニメにも登場する。
担当曲：AC15「IDM」およびAC解明リドルズ「-UPPER」
 ?（ハテナ）
誕生日：?（お祝い日は2月15日）
無の世界に独り佇む影状の生命体。正体はMZDの影で、彼に出会う前の過去の姿。体の大きさを変えることができるらしく、AC15のWINアクションでは手のひらサイズになっている。
AC15の各種アクションでは、1P・2Pカラー共通で星のひと、さらに1Pではマイクロ、ロコ＊モコ、ズシン、チチカカ、2Pではマダム・ラゴラ、フィリ、スーパーモグー、ウェルダンがゲストで出演している。ただしCS portableでは2Pでもスーパーモグーとウェルダンが登場しない。
担当曲：AC15「ニエンテ」、ACうさ猫「Chaos:Q」

### pop'n music 16 PARTY♪
BUBBLES（バブルス）
誕生日：6月25日
シンバルを叩くサルのおもちゃ。見た目はチープだが、最先端AI技術を搭載したサル型おもちゃ…のはずらしい。
担当曲：AC16「PSGブレイクコア」
CHIP（チップ）
誕生日：8月16日
ポプボール競技の英才教育を受けた天才少年。勉強好きでもあり、16ヶ国語も話せる。
担当曲：AC16「チップポップ」、ACうさ猫「リモーネ・ディ・マッキーナ」
Edda（エッダ）
誕生日：12月26日
コートをまとい俯きながらギターを弾く、無口な鹿の角の少年。角にはミノムシがついている。
担当曲：AC16「シューゲイザー」
担当曲（版権）：AC16版権曲「粉雪 ※」
eleMEN's（えれ麺つ）
誕生日：初期宇宙クォーク時代（お祝い日は8月16日）
色とりどりのマカロニのような生命体。アクションによって人間の顔やDNAの二重螺旋構造になる。
担当曲：AC16「ミニマルフュージョン」
EMI（エミ）
誕生日：不明（お祝い日は7月3日）
『Dance Dance Revolution』シリーズからのゲスト出演。電気関係の専門学校に通う女の子。フルネームは「東芝恵美（とうしば えみ）」。
詳しくはDance Dance Revolutionの登場キャラクターを参照。
AC16での衣装は『Dance Dance Revolution SuperNOVA2』での隠し衣装「EMI:2」と同じものになっており、ゲーム中のアクションはポップン風ではなく『DDR』版のCGそのままとなっている。
担当曲：AC16「ハイパージャパネスク2」、AC peace「Come to Life」、CS Lively「Yuni's Nocturnal Days ※」
Fatima（ファティマ）
誕生日：4月23日
各地をさすらう吟遊詩人の女性。
担当曲：AC16「スパニッシュバラッド (Dance to Blue)」およびACうさ猫「Dance to Blue (Respect Style)」
HARA=HETTA（ハラ＝ヘッタ）
誕生日：8月1日
食いしん坊のバイキング。過ぎ去ったあとには骨一本残らないという伝説があり、別名「バイキング荒らし」と呼ばれている。ただ、お腹は若干弱い。MISSアクションではAC11のカバブが登場する。
担当曲：AC16「バイキング」、ACラピストリア「たまごの物理科学的 及び調理特性に関しての調査、そしてその考察」
担当曲（版権）：AC Jam&Fizz版権曲「ビノミ」
HOUSE girl（ハウスガール）
誕生日：???（お祝い日は11月20日）
最高に盛り上がったパーティーにだけ現れる伝説の女の子。レイヴガールと同様のカラーリング（ラインは青色）で、ジュディが影のようになった姿をしている。
アニメーションは初代『pop'n music』のジュディをベースに初代『beatmania』の「20,november」のムービーから一部引用されており、キャラクター紹介文も含めて両初代作品のダブル・オマージュになっている。
AC16のCS版にあたるportable2には登場しない。AC17以降、過去に担当していた楽曲が未収録となったが、AC UniLabにて再び新たに担当曲を持った。
担当曲：AC16「ハウス (20,november) ※」、AC UniLab「Crazy Shuffle」
IZUMI-san（いずみさん）
誕生日：1月23日
念願のカフェを開店したメガネの女性。「イズミさん」と表記される場合もある。トレーにはカップ君が乗っている。アクションではミミ、ニャミ、リエちゃん、さなえちゃんも客として登場する。
担当曲：AC16「カフェパーティー」
KAKERU-kun（カケルくん）
誕生日：8月8日
ハート型の砲身のバズーカを背負った少年。サバイバルゲームが趣味。勝ちアニメに出てくる女の子の名前は「otome-chan」。
担当曲：AC16「ラブリーパラダイスチューン」、AC UniLab「LIMIT TOPPA REVOLUTION」
Karoline&Yangels（カロリーヌ&ヤンゲルス）
誕生日：Ψ月Φ日（お祝い日は4月8日）
宇宙から地球にやってきた男女のペア。1Pと2Pでアニメが変化し、1Pはカロリーヌが、2Pはヤンゲルスがメインになる。
担当曲：AC16「コスモロジカル」
KERI◎MARO（ケリマロ）
誕生日：3月21日
3003年ケマリンカップアジア予選に出場している選手。蹴鞠のように鈴を蹴っている。
担当曲：AC16「ケマリ」
LENA（レナ）
誕生日：2月12日
力強い歌声で人気のギター少女。
担当曲：AC16「ガールズオルタナティブ」、AC20「ディーヴァメタル」、ACラピストリア「TOXIC VIBRATION」など。
担当曲（版権）：AC解明リドルズ版権曲「Into My Hell〜魔界へようこそ♡〜」
NANASHI（ナナシ）
誕生日：6月17日
「へのへのもへじ」が描かれた紙で顔を隠している、ナカジそっくりの人物。AC13のナカジとカラー変更で繋がっており、またアクションパターンもほぼ同一である事から、ナカジ本人である可能性が高い。またフィーバーアクションで紙が剥がれ落ちるがテストパターンのようなもので顔が隠される。FEVERWINアニメではサユリらしき人物も登場。ナカジは2Pカラーがあるのに対し、ナナシは2Pカラーがない。
ちなみに「へのへのもへじ」のデザインは、『GuitarFreaks&DrumMania』シリーズの楽曲「繚乱ヒットチャート」のムービーで使われた物と一緒。
担当曲：AC16「ネガメロック」
Nox（ノクス） / Matin（マタン）
誕生日：メリウス暦723年9月3日（ノクス・マタン共通）
『beatmania IIDX』シリーズからのゲスト出演。同シリーズの楽曲「Blind Justice 〜Torn souls, Hurt Faiths〜」のムービーに登場するキャラクター。
超越者の系譜を継ぐ者として互いに引き寄せられていたが、輝石リスタチアの力によって断絶してしまった双子の姉弟。
1Pが弟のノクス、2Pが姉のマタンとなる。ノクスはスーツを、マタンはドレスを着ている。
詳しくはbeatmania IIDXの登場キャラクター、The Epic of Zektbachを参照。
担当曲：AC16「エピックポエトリー」
PANDETH（パンデス）
誕生日：10月28日
自分だけにしかできない音楽を追求している派手なパンダ。いつも舌を出して自分で作ったヴァイオリンの様な楽器を演奏している。ハードロック、ヘヴィメタルが好き。
担当曲：AC16「ヴァイオリンプログレッシブ」およびAC解明リドルズ「-UPPER」、AC Sunny Park「ブラックアルバム」、CS Lively「遊戯大熊猫」
pop-con（ポプコン）
誕生日：7月9日
陽気なポップコーンマシーン。様々な味のポップコーンが作れる。LOSEアニメでは暴発し故障する。
担当曲：AC16「ポップコーンパーティー」
pop'n dream

ポップンパーティーの締め括りに、ミミとニャミが歴代ポップンの歴史を振り返るスタッフロール。
ムービー形式であるため、プレイヤーキャラクターとしては使用できない。CS portable2では独自にスタッフロールがあるため、こちらはノンクレジット版に変更されている。
担当曲：AC16「アフターパーティー」
Rosalie（ロザリー）
誕生日：10月17日
暗い森の奥深くに住むメデューサの女の子。友達を欲しがっているが、ママに森の外へ出てはいけないと言いつけられている。目が合った人や動物を石にしてしまうため、人と会う時は眼鏡をかけ、蛇の髪の毛を結っている。
担当曲：AC16「フォールスメルヘン」、AC解明リドルズ「イノセントバイブル」
担当曲（版権）：AC UniLab版権曲「いばら姫」
SigSig（シグシグ）
誕生日：わかんなぁ〜い（お祝い日は4月9日）
『beatmania IIDX』シリーズからのゲスト出演。同シリーズの楽曲「SigSig」のムービーに登場するキャラクター。
ものすごいスピードで走っている3人の少女（アニメではピンクの髪の少女がメイン）。かけっこが趣味だが、あまりにも速いため、よく転ぶ。ちなみに転んだ時の効果音は「ズコー」。
「smooooch」の3人組と同一人物だが、カラー変更では繋がっていない。
担当曲：AC16「マキナ」
SMOKE（スモーク）
誕生日：10月24日
難解な曲を世に発表し続ける犬耳の渋い男性ピアニスト。
担当曲：AC16「亜空間ジャズ」、AC19「ピアノコンテンポラリー」、ACラピストリア「NINE PIECE」など。
Suisei Laura（彗星ローラ）
誕生日：8月2日
銀河のハンバーガーショップで働いている少女。流星ハニーと同じくダニーのことが好きで、ハニーを恋のライバル視している。実は大きな家のお嬢様だが、ダニー会いたさに彼がよく立ち寄るハンバーガーショップでバイトをしている。
担当曲：AC16「彗星RAVE」、ACうさ猫「90G Race」、AC Jam&Fizz「DOKIDOKI☆シューティングスター」
担当曲（版権）：AC Sunny Park版権曲「猛烈宇宙交響曲・第七楽章「無限の愛」 ※」
SWEETS（スウィーツ）
誕生日：10月22日
ジンジャークッキーの男女カップルと髭のあるケーキのトリオ。人々が寝静まった後にひそかにパーティーを行っている。
担当曲：AC16「クッキーファンタジー」
TAMAKI（たまき）
誕生日：7月15日
『GuitarFreaks&DrumMania』シリーズからのゲスト出演。同シリーズの楽曲「たまゆら」のムービーに登場するキャラクター。
浴衣姿で佇む女性。ポスターのモデルもやっている。アクションはムービーがモチーフとなっており、アクションによって浴衣の色も変わる。
担当曲：AC16「和風プログレッシブ」
TENT-KANT（テント・カント）
誕生日：▲月△日（お祝い日は3月13日）
テントの姿をした不思議なマジシャン。メルヘン王国出身。様々なマジックを披露するが、手品のタネはどこにもないらしい。名前フォントでは「K」の文字が反転している。
ACラピストリアまでは頭上の星が六芒星型だったが、ACエクラルからは五芒星型に変更された。
担当曲：AC16「トイコンテンポラリー」、ACエクラル「ジオメトリック∮ティーパーティー」
ZINA（ジーナ）
誕生日：21月7日（お祝い日は2月17日）
口笛に合わせて踊る球体関節の操り人形。巨乳。
担当曲：AC16「グロッソラリア」
担当曲（版権）：AC peace版権曲「或る街のギギ」
育江（いくえ）
誕生日：4月12日
赤ん坊を連れた物静かな女性。
ACラピストリアの長編サブストーリー「育江の大冒険」では主人公となり、赤ん坊のために奮闘していた。
担当曲：AC16「リンク」、ACラピストリア「ほしふり Re:pray」
小次郎（こじろう）
誕生日：4月2日
卵の殻をお尻につけた、生まれたての小鳥。父や母のように立派な鳥になることを決意している。WINアニメでは成長した姿が見られる。
担当曲：AC16「アンビション」およびAC Sunny Park「- ポプコネ」
サトウさん
誕生日：9月14日
AC8などに登場するししゃもの飼い主のサラリーマン。今回はいつものスーツ姿ではなくワイシャツ姿。名字の漢字表記は「佐藤」。
キャラクターセレクトではししゃもとは別キャラクターとして扱われている。
担当曲：AC16「チアパラ」
ター子（ターこ）
誕生日：8月28日
8代続く浪速の老舗のたこ焼き屋の主人の娘。お好み焼き屋の娘でクラスメイトのミー子と仲良くなりたいと願っており「お好み焼き屋が秘伝の味を盗んだ」と怒る父親と対立している。
担当曲：AC16「浪速っ子ブギ」
マジカル★4
誕生日：11月1日（アン）、2月22日（ンビリ）、3月3日（サン）、4月4日（クアトロ）
ミラクル★4と同じく、世界中から集められたメンバーからなる女性4人組のアイドルユニット。メンバーはフランス代表「アン」、アフリカ代表「ンビリ」、中国代表「サン」、ブラジル代表「クアトロ」で、名前は登場順の数字（1・2・3・4）の各国語の読みにちなんでいる。ちなみに中国代表のサンはAC14で登場したワン・タンの孫娘。
ムービー形式であるため、プレイヤーキャラクターとしては使用できない。
担当曲：AC16「ワールドツアー2」

### pop'n music 17 THE MOVIE
BEN-K（ベンケイ）
誕生日：2月28日
巨大なソロバンを背負った和風ロボット。勘定することが趣味で数字が好きだが3の付く数字は嫌い。若さんが天敵。
モデルは武蔵坊弁慶。
担当曲：AC17「和算テクノ」
CHINATSU（ちなつ）
誕生日：9月2日
先輩に想いを伝えるために走っている、夏服を着た女子高生。鎌倉出身で、スポーツ全般が趣味。好意を寄せている先輩への思いをはっきり伝えられない自分を嫌っている。FEVERアクションでは浴衣姿、LOSEアクションでは冬服で登場する。
AC Sunny Parkでは冬服にマフラーを着用した姿で登場し、一部のアクションでは先輩も登場している。
担当曲：AC17「アドレッセンス」、AC Sunny Park「J-エモ」、ACラピストリア「つぼみ」など。
担当曲（版権）：CS portable版権曲「風吹けば恋 ※」
Dr.FLASK（ドクターフラスコ）
誕生日：10月20日
呪われた館の主として永遠の命を手に入れた伯爵。頭部がフラスコになっており、車椅子に乗っている。
担当曲：AC17「マダーロック」およびAC UniLab「-UPPER」
ELENOA（エレノア）
誕生日：4月18日
遠くない未来のコンピューターによって支配された社会で、一人何者かと銃で戦う赤髪の女性。
担当曲：AC17「ミッドナイトドラムン」、ACラピストリア「戦場のアップデート」、ACうさ猫「ゴールデンハート ft. Kimberley Nutbey」など。
EMPRESS（エンプレス）
誕生日：12月31日
不気味な仮面をかぶった女王。実は着ぐるみで、ドレスのスカートの中に小人が隠れている。年末にコンサートを行うらしい。
担当曲：AC17「メタリックオペラ」、AC Sunny Park「ナイトメアメタル」、ACうさ猫「Puberty Dysthymia」など。
ERIKA（エリカ）
誕生日：4月8日
進むべき道を自らの手で作り出そうとしている金髪にメッシュを入れた女性シンガー。ロンドン出身。セクシーなルックスで注目を集めている。ダンスアクションではギタリストの男性と競演する。
元々はレナのライバルキャラだった。
タウンモードでは「エリカ様」と呼ばれており、NET対戦のセリフで「別に…」というセリフがあったりする。
担当曲：AC17「ガールズオルタナティブコア」、CS portable2「ネバーデッド」、ACエクラル「Link of Chain」など。
担当曲（版権）：AC18版権曲「ラバソー ※」
Gere-Gere（ゲレゲレ）
誕生日：不明（お祝い日は7月1日）
カメレオンのマスクを被り、ギターをかき鳴らす青年。その素顔は誰も知らない。自分らしく生きるのを信条にしており、他人に流されることを嫌う。
担当曲：AC17「コアロック」
GORGON（ゴルゴン）
誕生日：11月3日
突然現れた大怪獣。お腹に恐ろしい顔のような模様がある。特にすることもないため、その辺を歩いて町を破壊していく。
担当曲：AC17「カイジュウ」
HAPPPY（はっぴ〜）
誕生日：8月11日
宇宙を飛び回る超新星。WINアニメでは手足が生える。
AC Sunny Parkの担当曲「ブロークンサンバブレイク」のハリアイイラストや背景で共演しているのは、『beatmania IIDX 18 Resort Anthem』で同曲のムービーに登場するキャラクターの灼熱くんと、『Sunny Park』のイメージキャラであるサニパ太陽くん。配色も彼らに合わせ2Pの黄色カラーになっている。
担当曲：AC17「ハッピーハードコア (STAR SHIP☆HERO)」、AC20「リフレクティブトランス」、AC Sunny Park「ブロークンサンバブレイク」など。
担当曲（版権）：AC解明リドルズ版権曲「sparkle」
Kai&Zero（カイ&ゼロ）
誕生日：不明（お祝い日は12月2日）
『Elebits』シリーズからのゲスト出演。主人公の少年カイと、エレビッツのゼロのコンビ。本作ではニンテンドーDS版『エレビッツ 〜カイとゼロの不思議な旅〜』の設定をベースにしている。
担当曲：AC17「エレビッツJポップ」「エレビッツポップ」
KEIGO★（ケイゴ★）
誕生日：4月8日
憧れのミュージシャン・ジャスティス★を追いかけ、ついに同じ舞台に立てるまで成長したロック歌手。「-っすよ」と喋る。ジャスティス★の生み出す音楽を「神」と呼ぶほど愛している。音楽番組以外にも引っ張りだこで、ブログに現場の様子や写真を上げたり、ファンと交流をするのが唯一の休憩。
モデルはDAIGO。
担当曲：AC17「J-ロックΦNEW」、AC UniLab「Journey」、CS Lively「TAKE YOU AWAY」
担当曲（版権）：AC Sunny Park版権曲「マジLOVE1000% ※」、ACエクラル版権曲「零の位相」
Lyra（ライラ）
誕生日：4月3日
満月の夜、一族の祭りにて華麗に舞うウサギの踊り子。
担当曲：AC17「ルナティックリール」、AC Sunny Park「ロマスウィング」、ACうさ猫「Over Da Moon」など。
MACHIKO（マチコ）
誕生日：7月6日
大阪の下町に暮らす勝ち気な女性。猫と孤独を愛する。元々はAC16の「浪速っ子ブギ」の担当候補で没となったキャラクターだった。
担当曲：AC17「昭和ノワール」、AC解明リドルズ「ウソツキ横丁は雨模様」
Mr.ICHIJO（一条司令）
誕生日：4月7日
世界を揺るがす陰謀を解き明かすため、机に腰を下ろし考え込む壮年の刑事。八丁堀出身で喫煙者。机に乗っている電話は、テリー66。LOSEアクションでは事件が迷宮入りするが、WINアクションでは無事に解決する。
周りにいる人は全てシルエットだが、MISSアクションではシルエットではない部下が登場する。
担当曲：AC17「ピアノテック」、AC peace「夕陽のダンディー」
odile（オディール）
誕生日：2月28日
祖母が隠していた呪いのトウシューズを履いて人形のように踊り続ける少女。オーデンセ出身。
当初はライセンス楽曲のみを担当していたが、ACうさ猫で新画風になると共にポップンオリジナル楽曲を担当することになった。
担当曲：ACうさ猫「メンテナンス物語」、AC UniLab「Candy Crime Toe Shoes」
担当曲（版権）：AC17版権曲「アリプロ2（暗黒サイケデリック）」、AC Sunny Park版権曲「空想メソロギヰ ※」、AC解明リドルズ版権曲「I believe what you said ※」
PELO（ペロ）
誕生日：10月6日
世界を又に駆ける、ピエロの格好をしたサンフランシスコ出身のボーカリスト。観客の笑顔を見ることが好き。
担当曲：AC17「クラウンパンク」
担当曲（版権）：AC peace版権曲「ドラマツルギー ※」
PIROZHKI（ピロシキ）
誕生日：8月8日
「ロシア名物（雪だるまとマトリーショカ）を足して二つにお腹あたりで割った」名産品。LOSEアクションではお酒を飲んで溶けてしまう。
担当曲：AC17「ロシア2」
QUITO（キト）
誕生日：10月26日
コンドルと共にアンデス山脈を旅する青年。弓矢を所持している。
担当曲：AC17「コンテンポラリーネイション4」
Raimu（らいむ）
誕生日：5月6日
庭の花に水やりをしている元気いっぱいな女の子。母親から貰ったグローブが宝物。蜂や毛虫が嫌い。
担当曲：AC17「ラブリーモータウン」、ACエクラル「ひまわりと散歩道」
ROSEMARY（ローズマリー）
誕生日：1月14日
城に幽閉され自由を奪われた、物悲しげな女性。LOSEアクションで飲んでいるのは「ふしぎなくすり」。
AC20では彼氏が登場している。
担当曲：AC17「ハイパーファンタジア」、AC20「プラチナムファンタジア」
silent room（サイレントルーム）
誕生日：3月1日
壁時計が掛けられ窓が開け放たれた部屋の中で、シルエットのような人物がピアノを弾いている。
部屋そのものがキャラクターとなっており、1Pカラーはモノクロだが、2Pカラーは背景がカラーになる。
AC Sunny Park以降のレベル表記で最難関となる現行レベル50の楽曲を担当するキャラクターのひとりであり、レベル50のうち3曲を担当している。
担当曲：AC17「サイレント」、AC20「ダージュ」、ACうさ猫「Fly far bounce」など。
Sonar（ソナー）
誕生日：2月22日
深海を旅するオウムガイ型の潜水艦。
担当曲：AC17「ディープシーロマン」
SORA HOSHINO（星野そら）
誕生日：7月23日
虹野ひかり、夢野みらいの属するアイドルグループ「にじっ娘」のリーダー。FEVERアクションとLOSEアクションで全員集合する。
担当曲：AC17「キューティーテクノポップ」、ACラピストリア「Kaleidoscopic」
担当曲（版権）：AC17版権曲「ポリリズム ※」
STAR★NYAN（スター★にゃん）
誕生日：2月28日
ヒーロー衣装を着たネコ。今は冴えないエキストラだが、大スターキャットリーヌとの競演を目指して特訓中。WINアクションではその夢が叶う。
担当曲：AC17「スターヒーロー」
STEVE（スティーブ）
誕生日：9月1日
火災現場へ救助の任務を行う消防士の男性。普段の仕事がハードなため、休日はのんびり過ごしている。LOSEアクションでは「火災は魔法の練習中だった」というオチがつき、『クイズマジックアカデミー』の生徒であるユリとルキアがゲスト出演している。
担当曲：AC17「バトルシンフォニー」
Tatin（タタン）
誕生日：11月5日
リンゴの国に住む、リンゴ頭のおしゃまな少女。LOSEアニメでは普通のリンゴになってしまう。
担当曲：AC17「フォークトロニカ（リンゴロジック）」およびACうさ猫「リンゴロジック(green apple rmx)」、CS Lively「charm♡you ※」
TRINITY（トリニティ）
誕生日：12月24日
天使のような姿をした、記憶を失った女性アンドロイド。WINアニメではウェディングドレス姿になる。
担当曲：AC17「ゴスインダストリアル」、AC20「J-ハードダンス」、ACうさ猫「未完成ノ蒸氣驅動乙女」など。
TwinBee（ツインビー）
誕生日：不明（お祝い日は3月5日）
『ツインビー』シリーズからのゲスト出演。同作の主人公機体。
AC16での新オジャマ「ツインビー」の追加に伴い、そのアニメを流用する形でAC17にて『ee'MALL2nd』曲「Twin Bee 〜Generation X〜」の担当キャラクターとして差し替えられた（ee'MALL楽曲を新規キャラクターが担当するのはこれが初）。なお、オジャマの「ツインビー」の方はACラピストリアで削除されている。
版権曲担当ではないものの、AC17・18およびラピストリア以降では17カテゴリだけでなくTVカテゴリからも選択できる（AC19では17カテゴリのみ、AC20・SPではTVカテゴリのみ）。ACエクラルの2016年3月22日アップデートよりTV&アニメカテゴリから除外されたが、同作で新設されたBEMANI&GAMESカテゴリに属している。
誕生日が「不明」となっているが、実際のお祝い日はアーケード版『ツインビー』第1作の稼働開始日である3月5日に設定されている。
担当曲：ee'MALL2nd「ユーロビート (Twin Bee 〜Generation X〜) （AC17以降）」
担当曲（版権）：ACうさ猫版権曲「Twin memories W」
Ur（ウル）
誕生日：4月10日
ラクダのような馬のような異国の不思議な生き物に乗って、月夜の砂漠を旅する少年。
担当曲：AC17「ランドバラッド」
WILD（ワイルド）
誕生日：7月30日
バイクに乗ったサイボーグポリスメンを演ずるアクション映画スター。デトロイト・シティ出身。
担当曲：AC17「ハードアクション」
しま〜
誕生日：8月8日
お酒を飲んで酔っ払うシーサー像の化身。
担当曲：AC17「オキナワッシヴ」、ACラピストリア「Peragro」
白鳥姫子（しらとり ひめこ）
誕生日：3月3日
濃霧大臣の父親を持つ幼いお嬢様。ボディーガードの桜田兄弟に見守られながら演説をしている。
担当曲：AC17「テクノちゃいるど」
轟競 / 轟走（とどろき きそう/とどろき はしる）
誕生日：1月2日
地球に平和の灯を絶やさぬよう、聖火を持って走り続ける双子の熱血兄弟。「轟（とどろき）」は名字。
1Pカラーが兄の競、2Pカラーが弟の走になる。
担当曲：AC17「ツインヒーロー」
モニモニ
誕生日：6月4日
イモムシの女の子。手に持つカプセルを飲むとセクシーな蝶に変身する。
担当曲：AC17「カプセルプリンセス」、AC peace「いつまでやったって、別にいいじゃない!?」
担当曲（版権）：AC UniLab版権曲「いつかオトナになれるといいね。 ※」

### pop'n music 18 せんごく列伝
AYAME（あやめ）
誕生日：5月5日
アルバイトで忍者（くのいち）をしているギャル風の女の子。殿様のために忍術を駆使する。
担当曲：AC18「ラブリーくのいちポップ」
担当曲（版権）：AC Sunny Park版権曲「にんじゃりばんばん ※」
BENI（紅）
誕生日：9月7日
伝説のレディース「列帝烈怒」のヘッドを務める女性。木刀を振りかざし、全国制覇を目指している。レディースなのに乗っているのはバイクではなく派手な装飾を施した馬。
担当曲：AC18「レディースメタル」、AC UniLab「情熱タンデムRUNAWAY」
CHIKING（チキング）
誕生日：2月9日
ダンスの得意な、サングラスを掛けたニワトリ。担当曲の歌詞に登場するまーくんとみぃちゃんの幼馴染で、二人の結婚式にダンスを披露しようと張り切っている。
担当曲：AC18「チップンロール」
DAI（ダイ）
誕生日：9月11日
鉄砲隊の一番隊長。種子島出身。テンションが上がるとノリノリで踊りだしてしまう。彼の名前とアニメ動作は、担当曲のアーティストユニット「HHH」のダンサーであるDai.を元にしており、WINアニメではHHHのメンバーが勢ぞろいする。
担当曲：AC18「ヒートアップ」
DEXSTOR（デクスター）
誕生日：7月4日
電気仕掛けのフランケンゴースト。アメリカ出身。放電し過ぎて燃え尽きてしまうことが多々ある。
担当曲：AC18「NUスタイルロカビリー」およびAC Jam&Fizz「-UPPER」
GIZIRI（ギジリ）
誕生日：不明（お祝い日は1月19日）
ゼクトバッハ叙事詩の登場人物。神国マシノワのサザラギ機関の長であり、蛇神を操る力を持つカガチジン一族の男。その忌まわしい血筋と決別するために、故郷を滅ぼした暗い過去を持つ。眼帯で右目を隠している。100年以上生きたとされている。
詳しくはThe Epic of Zektbachを参照。
担当曲：AC18「オリエンタルミソロジー」
GOSHICHI（吾七）
誕生日：5月7日
弟子のソラと共に旅を続ける老齢の俳人。俳人というのは仮の姿で、その正体は密書を携え西の都を目指す忍者。「五月雨の吾七」の異名を持つ。松尾芭蕉が忍者であったという説をモチーフにしている。
担当曲：AC18「てくのほそみち」
hanico（はに子）
誕生日：8月25日
ハニワ界のセクシーなアイドル。お供のハニワダンサーと一緒に夜の町で踊っている。モデルになっている埴輪は「踊る埴輪」と呼ばれるものだが、実際は埼玉県で出土したものである（ゲーム上では兵庫県での埴輪の出土が多いことから、同県の隠し曲となっていた）。
担当曲：AC18「前方後円ビーツ」、AC解明リドルズ「チュッチュ♪マチュピチュ」
HITORI（ヒトリ）
誕生日：コノマエ（お祝い日は1月1日）
最初にヒトへ進化した、ひとりぼっちの「サル」。ヒノモト出身。友達を欲しがっている。性別は不明。
担当曲：AC18「ふること」およびAC peace「-UPPER」
KAGAMI（カガミ）
誕生日：10月7日
海と島の泣き叫ぶ声を受け止め舞う女性。海神の里出身。
ACうさ猫では自身のREMIX楽曲を担当し、これまでとは逆に彼女のFEVERアクションにMZDが乱入する。
担当曲：AC18「オリエンタルフォークロア（旗）」およびACうさ猫「旗(Mystic Mix)」、ACラピストリア「海神」、AC peace「白露の風」
KANENOBU（カネノブ）
誕生日：1月21日
袈裟を被り戦に赴く武将姿の豹。越後出身で毘沙門天を愛する。AC12の獅子若と相対するライバル。
モチーフは上杉謙信。
担当曲：AC18「シンフォニック陣楽」
Kicoro（キコロ）
誕生日：1月18日
遠い所からやって来た、見習いの森の精霊。切り株に化けることができる。マンドリンを弾くのが趣味。
担当曲：AC18「マンドリンステップ」、ACうさ猫「Arcanos」、AC解明リドルズ「オレアの竪琴」
Kivy（キビ）
誕生日：6月16日
最近全国進出したビジュアル系バンド『oni tai Z』のボーカル。岡山出身。バンドのメンバーも桃太郎の仲間の動物をモチーフにしている。その正体は和菓子屋の一人息子「吉備丸」。なお、名前の読みは「キヴィ」ではなく「キビ」である。
担当曲：AC18「桃ヴィジュアル」
KUNIOSHI（クニオシ）
誕生日：10月23日
矢筒を背負った若き防人の男性。東国出身。名前の漢字表記は「国忍」。遠く離れた地で待つ妻を想いながら果敢に戦っている。妻の手料理が好き。WINアニメでは再会しているように見えるが、これは妻の妄想。
担当曲：AC18「万葉歌（防人恋歌）」、ACうさ猫「防人想歌」
MASAMUNE（マサムネ）
誕生日：9月5日
義賊・暗闇烏の18代目。仙台出身。カッコイイ武器の開発が趣味で、上着の下には刀や拳銃の他、マシンガンやロケット砲など様々な武器を隠し持っている。鷹を飼っており、WINアニメで西洋風の格好をしたマサムネと共に登場する。
3PカラーではLOSEアクションがFEVERWINアクションになり、LOSEアクションが新規に書き起こされていたが、AC Sunny Parkで1Pと2Pカラーも3Pカラーと同じアクションに変更された。
モデルは伊達政宗。
担当曲：AC18「サイコビリー」
m.c.H.T（エム・シー・エイチ・ティー）
誕生日：2月6日
ラップで天下を取ろうと目論むヒップホップな猿。恋人のねねには頭が上がらない。
モチーフは豊臣秀吉。「H.T」の部分は「Hideyoshi Toyotomi（ヒデヨシ・トヨトミ）」から採られている。
担当曲：AC18「太閤ヒップホップ」
Mimi&Nyami（ミミ＆ニャミ）
誕生日：3月3日（ミミ）、2月8日（ニャミ）
手書き調のミミとニャミが歌詞に合わせて歴史を語呂合わせで勉強する。
ムービー形式であるため、プレイヤーキャラクターとしては使用できない。
担当曲：AC18「年号ロック」
mint（ミント）
誕生日：9月23日
通信機を抱え、遠い銀河の果ての恋人を想う女の子。惑星ポプーンP18番通り出身。天体観測しながらのティータイムが趣味。
担当曲：AC18「パラボラ」、CS Lively「smile」
M・M・G★（モミジ★）
誕生日：3月14日
紅葉まんじゅうの3兄弟。シューティングゲームのように空を飛ぶ。三体が合体するとパワーアップするなど、毛利元就の「三本の矢の教え」もモチーフになっている。
担当曲：AC18「メロディックスピード」
N.NAGA（エヌ・ナーガ）
誕生日：6月21日
南蛮より渡来した甲冑で、過去に魔王として恐れられたある武将の魂が宿っている。夜な夜な高貴な魂を求めて歌い彷徨う。同じく甲冑の馬や部下がいる。
モチーフは織田信長。
担当曲：AC18「謀叛トランス」、AC Sunny Park「オリエンタルコア」
Ralph Belmondo（ラルフ・ベルモンド）
誕生日：不明（お祝い日は9月26日）
『悪魔城ドラキュラ』シリーズからのゲスト出演。『悪魔城伝説』およびパチスロ『悪魔城ドラキュラ』の主人公で、シモン・ベルモンドの先祖にあたる吸血鬼ハンター。詳しくは悪魔城ドラキュラシリーズの登場人物を参照。
ポップンでの衣装は子孫であるAC15のシモンと同様のものになっており、カラー変更でも繋がっている。
担当曲：AC18・19・SPの「悪魔城ドラキュラSLOT」シリーズ(1-3)
R.Q（リキュウ）
誕生日：2月28日
由緒正しき屋敷に長年仕えるエリート執事。イングランド出身。密かな趣味は茶の湯。モチーフは千利休。
担当曲：AC18「茶事リスニング」
Scarecrows（スケアクローズ）
誕生日：9月9日
自由を求めて結成した、「へっくん」「のっくん」「もっくん」の3人からなるかかしのアイドルグループ。セミロングの髪型などグループ・サウンズ全盛期を意識している。GREATアニメなどで他のメンバーが出現する。傘を編むことが趣味。
担当曲：AC18「一揆」
SHISHITUGU（獅子次）
誕生日：11月3日
獅子若の双子の弟。甲斐出身。軍配のような形のギター「風林火山」をかき鳴らしている。しきたりを嫌う。カラーは獅子若の1Pと2Pが逆転したような配色となっているが、キャラクターセレクトでは獅子若とは別キャラクターとして扱われている。
担当曲：AC18「陣旗プログレッシブ」、ACラピストリア「猫侍の逆襲」、AC peace「元禄花吹雪」など。
SUZUHIME（寿々姫）
誕生日：5月28日
薙刀を手に戦に赴く、とある国の姫君。佇む姿は鈴蘭の花と言われている。一人称は「すず」。文武両道だが琴の稽古だけは苦手。LOSEアニメは髪を切り落とし、出家をしてしまう。
モチーフは北条夫人で、曲名も彼女の辞世の句からヒントを得ている。
担当曲：AC18「撫子メタル」、AC peace「御伽噺に幕切れを」、AC解明リドルズ「朧月覆う雲をも裂きぬ」
YAYAKO（ややこ）
誕生日：1月15日
市松人形のような童姿をした年齢不詳の女性。千年も万年も想い人を待ち続けている。能面を持って舞い踊る。
担当曲：AC18「吟ロック」
蔵ノ助（くらのすけ）
誕生日：4月30日
日本刀一本で天下統一を狙う若頭。岐阜県出身。宴会が好きで、話が面白いため、多くの部下に慕われている。宴会が好きな反面下戸である。
担当曲：AC18「下克上ドラムンベース」
黒太ちゃん（くろたちゃん）
誕生日：8月8日
マッチョな体格をしたタコ。瀬戸内水軍の大将を務めている。櫂が武器。
担当曲：AC18「荒波演歌」
月風魔（げつ ふうま）
誕生日：不明（お祝い日は6月26日）
『月風魔伝』からのゲスト出演。月氏三兄弟の末弟。殺された兄たちの無念を晴らすため秘宝「波動剣」を駆使して戦う。
ハリアイイラストはポップン風だが、アニメは原作と同様のドット絵調になっている。オジャマノルマの「ダンス」を使用すると画面に龍骨鬼（同作のボス）が出現し、闘い始める。
担当曲：AC18「月風魔伝」
コクウ
誕生日：縄文時代（お祝い日は5月9日）
時空を超えてやってきた、宇宙を彷徨う土偶。土偶を宇宙人に見立てているのは遮光器型土偶を宇宙人の姿と発表したロシア科学者の学説に因んでいる。
担当曲：AC18「土偶テクノ」
たぬちよ
誕生日：1月31日
変身の術を覚えているタヌキ。N・ナーガ、m.c.H.Tと共に三武将を担当。元ネタとなった徳川家康が狸親父と呼ばれていることと、家康の幼名「竹千代」に因む。
AC18「年号ロック」にも数秒であるが登場する。
担当曲：AC18「ファンキーコタ」
弐ノ丸（にのまる）
誕生日：2月10日
愛しき人を待つ鬼面に取り憑かれた女性。目の周りに赤い縁取りの化粧がされている。
担当曲：AC18「フルーフ」、CS Lively「ただ、それだけの理由で」
ぺるりさん
誕生日：7月8日
日本の開国を求め、蒸気船に乗ってやって来た陽気なアメリカ人。しかしその蒸気船は頭上にあり、ぺるりさんは海に潜って進んでいる。ハンバーガーとアイスクリームが好き。
黒船来航を行ったアメリカ軍人マシュー・ペリーがモデル。他にもAC18「年号ロック」にも1秒程度であるが登場する。
担当曲：AC18「黒船ファンク」
山吹（やまぶき）
誕生日：1月9日
神々を呼ぶ音色を奏でる横笛を持った狐の男性（性別はポップンカード等で判明）。元々はAC16の「コンテンポラリーネイション3」の担当候補で没となったキャラクター。
担当曲：AC18「フォレストスノウ2」

### pop'n music 19 TUNE STREET
Agent（エージェント）
誕生日：4月28日
イギリスの謀報部員の男性。スパイ映画やゲームに憧れてこの世界に入った。これまでTЁЯRAの曲担当のキャラクターは女性だったので、このキャラが初（唯一）の男性キャラクター。LOSEアクションでは土下座してたりとヘタレな面も多い。
モデルはNAOKI。
担当曲：AC19「ハイパードラマティック」、AC解明リドルズ「Inside Insight」
担当曲（版権）：AC UniLab版権曲「ミックスナッツ」
Alicia（アリシア）
誕生日：4月4日
ウサギのぬいぐるみを常に抱えている女の子。ぬいぐるみを叩きつけたり、リボンで殴りつけたりと結構乱暴者だが、愛情を見せる一面もある。
AC20「幻想音樂（αρχη）」およびAC UniLab「Τέλος」での担当カラーは3Pカラーとなっている。
担当曲：AC19「おしゃまスウィング」およびAC Jam&Fizz「-UPPER」、AC20「幻想音樂」、ACエクラル「少女と時計と恋泥棒」など。
ALT2.0（アルト2.0）
誕生日：9月13日
アルトのバージョンアップ版。AC19ではリニアモーターカーのイメージガールがコンセプト。AC20とCS portable2ではコンピュータウイルス「ZIZZ」（ジズにそっくりだが関係は不明）に侵されており、LOSEアクションではジズそのものに侵略され、破壊されてしまう。ACエクラルでは初めて自身の合成音声「ALT」ではなく「AquesTone」を使用した楽曲を担当している。
AC8のアルトとカラー変更で繋がっており、AC版でのゲーム内の名前表記は単に「アルト」となっている。
担当曲：AC19「A.I.テツドル」、AC20「A.I.ダークネス」、ACエクラル「エアポートシャトル」など。
Ashley=boa（アシュレイ＝ボア）
誕生日：不明（お祝い日は5月19日）
職場に生きる為、身体能力を強化されて生まれたオッドアイの青年。イア＝ラムセのライバル。名前は担当曲のアーティストである阿部靖広のアナグラムだが、イア＝ラムセ同様キャラクター自体のデザインとは無関係。
担当曲：AC19「ネオヴィジュアル」
BIT（ビット）
誕生日：8月16日
ヴァーチャルゲーム界で最近名を上げている中学生。ゲームキングに勝つ為、特訓中。でも勉強はちゃんとやる。
担当曲：AC19「サイバーメタル」、AC Sunny Park「アスレチックブギー」、ACうさ猫「virtual killer」など。
担当曲（版権）：AC peace版権曲「無頼ック自己ライザー」
DEBORAH（デボラ）
誕生日：11月4日
愛しい人を永遠に待ち続ける、ウェディングドレスを着たゾンビ。FEVER WINアニメでは彼女の生前の姿が見られる。
担当曲：AC19「ジャズ・アリア」、リズミン/ACエクラル「Erosion Mark」、解明リドルズ「彼岸花」
Dr.JJ&CanCam（Dr.ジジー&キャンキャン）
誕生日：3月26日（ジジー）、1月25日（キャンキャン）
実験の大失敗で大変な事になった博士と犬のコンビ。機械と融合している方がジジー博士、犬の方がキャンキャン。
担当曲：AC19「ラボテクノ」およびAC UniLab「-UPPER」
El Soluna（エル・ソルーナ）
誕生日：1月1日
宇宙からやって来たダンスユニット。タンゴを踊っている、太陽の男性と月の女性の男女ペア。
担当曲：AC19「プログレタンゴ」、AC解明リドルズ「Bolide」
Emilio（エミーリオ）
誕生日：8月3日
イタリア出身で女好きの伊達男。だがその正体は私立探偵。リンゴを持っている。美人女怪盗（シャメルに酷似しているが正体は不明）を捜索している。
担当曲：AC19「メカニカルジャズ」、CS Lively「Jazz is Rad」
Kapooon（銭湯ロボ カポーン）
誕生日：10月10日
銭湯に木製のキャタピラが付いた戦車型ロボット。根津出身。「戦闘」と「銭湯」の同音異義語にかけている。人型にも変形できる。
担当曲：AC19「熱湯泡テクノ」、AC解明リドルズ「スーパー戦湯ババンバーン」
KENJI（ケンジ）
誕生日：4月11日
大学の近くに下宿している青年。猫を飼っている。
担当曲：AC19「フォークロック」
knit（ニット）
誕生日：3月23日
少しほつれたニットワンピースを着た寂しげな表情の女の子。髪の毛が葉っぱになったり、ニットから伸びた糸が蝶々になったり、手から赤い糸を出したりする。『jubeat knit APPEND』のAPPEND FESTIVAL連動曲「キルト」のジャケットイメージイラストを元にしたキャラクターで、FEVERWINでは同作に登場するナビゲーター役の四角い男性「コンシェルジュ」も登場する。
AC20の「トランスコア / FLOWER」では3Pカラーで登場し、ハリアイイラストでは元ジャケットと同様の額縁を持っている。
ACうさ猫では自身のREMIX楽曲や新曲を担当し、REMIX楽曲では彼女のFEVERアクションにMZDが乱入する。
担当曲：AC19「キルト」およびACうさ猫「- (Patchworker RMX)」、AC20「トランスコア (FLOWER)」およびAC peace「-UPPER」、ACうさ猫「モヘア」など。
Marge&Rita（マルゲ＆リータ）
誕生日：5月14日（パドレ）、1月5日（ぼうや）
イタリアで大人気のピザ屋の親子。ピザのゴンドラに乗っている。ちなみにこのゴンドラは食べられる。
本名は父親がパドレ、息子がぼうやである。このため、誕生日が2つ設定されている。
担当曲：AC19「ピザ」
marin（まりん）
誕生日：11月6日
元気で明るいブラスバンド部の女の子。マリンバ担当。あゆむと同じ学校に通っている。沖縄県出身。
担当曲：AC19「胸キュン☆マレット」、ACエクラル「桜色のメロディー」、AC peace「放課後コンチェルティーノ〜私だけの部室狂騒曲」
担当曲（版権）：AC19版権曲「じょいふる」
Moffy（モッフィー）
誕生日：2月23日
ポップン農場にいる円らな瞳のアルパカ。
AC Sunny Parkのモッフィーヌとカラー変更で繋がっている。
担当曲：AC19「モフロック」、ACうさ猫「Life is beautiful」
Monica（モニカ）
誕生日：6月8日
いつもママのお手伝いをしている、弱音を吐かない女の子。ペルー出身。子供扱いされることを嫌う。
担当曲：AC19「アンデスヒーリング」およびAC解明リドルズ「-UPPER」
NERO（ネロ）
誕生日：2月28日
孤高の黒猫騎士。新たに仕えるべき王を求めて旅をしている。髭の形状は本物の猫の髭ではなく人間の老人の髭に近いものになっている。
担当曲：AC19「コンテンポラリーネイション5」、AC Jam&Fizz「竜を狩る者」
PMX-9（ピーエムエックス-ナイン）
誕生日：F月1日（お祝い日は1月16日）
ホバークラフトタイプのレーシングカーに宿っている炎のモンスター。
AC13のPMGTV-RZXの車体リニューアル版で、カラー変更で繋がっている。
担当曲：AC19「スピードコア」
Quattro（クアトロ）
誕生日：4月4日
マジカル★4のメンバーの1人。ブラジル出身で、胸が目立つ派手な衣装で登場した。マジカル★4のダンス指導は彼女がやっている。
担当曲：AC19「パッショネイトサンバ」、AC UniLab「THE SAFARI - NEETs ver. -」「恋するMonstro」
Ruinous room（ルイナスルーム）
誕生日：100年前の10月7日
古びたソファーの上に鳥の巣とその中に2匹の雛だけがいる廃墟。アニメではAC17のサイレントルームと同じくシルエットで描かれた人物が登場する。ただしサイレントルームとは別キャラクター扱い。
担当曲：AC19「ルイナススピリチュアル」、ACうさ猫「nostos」およびAC peace「-UPPER」
Sarah&Bred（サラ&ブレッド）
誕生日：6月2日（サラ）、3月25日（ブレッド）
ギターとピアノのセッションをしているハムスターと馬のコンビ。ギターを弾くハムスターの女性がサラ、ピアノを弾く馬の男性がブレッド。
担当曲：AC19「Pfポップ」
SHION（しおん）
誕生日：11月7日
白夜の森にいる雪女の少女。ノルウェー出身。担当曲の曲名と同名で、名前の由来は四字熟語の三寒四温の「四温」からとっている。雪遊びが好きで、自分そっくりな雪だるまを作ったりしている。
担当曲：AC19「ハイスピード幻想チューン」、AC UniLab「蒼氷のフラグメント」
smooooch（スムーチ）
誕生日：わかんなぁ〜い（お祝い日は4月9日）
『beatmania IIDX』シリーズからのゲスト出演。同ゲームの楽曲「smooooch・∀・」のムービーに登場するキャラクター。
クラウンを被ったピンク、黄、青の三人組の女の子。メインはピンクの子。
「SigSig」の3人組と同一人物だが、カラー変更では繋がっていない。
担当曲：AC19・SP「キャンディレイヴ」2種類
Ted=Pete（テッド＝ピート）
誕生日：4月6日
詩と芸術に造詣の深い骸骨の紳士。故郷を捨てて長い旅をしている。
担当曲：AC19「ビートニク」
TETSUO（鉄男）
誕生日：10月17日
ポップンタウン19丁目の工事現場に突如現れた、超人的技術を持つマッチョな流れ大工職人。現場の人間に頼りにされる熱い漢。作業服は赤色。
担当曲：AC19「土木ロック」
the TOWER（ザ・タワー）

街の高台に建設され始めた塔。バベルの塔がモチーフで、回転しながら伸び続けている。
担当曲によって外観が異なり、第1形態では真っ暗な建設途中の塔の上を大きな天秤が跳ね、第2形態では色の付いた塔が雲を突き抜けて伸びていく。ムービー形式ではないが、プレイヤーキャラクターとしての使用は出来ない。ACうさ猫では名前の読みが「タワー」扱いになっていたが、AC peaceで「ザ -」扱いに変更された。
担当曲（第1形態）：AC19「スパイラルステアーズ」、AC peace「BabeL 〜MODEL DD101〜」
担当曲（第2形態）：AC19「スケールアウト」、AC解明リドルズ「ΔΟΓΜΑ」
the Garden（ザ・ガーデン）
the TOWERの最終形態で、花と緑に囲まれた塔の屋上の空中庭園。スタッフロールムービーとなっている。
ムービー形式であるため、プレイヤーキャラクターとしては使用できない。ACうさ猫では他のthe TOWERと同じく名前の読みが「タワー」扱いになっていたが、AC peaceで「ザ・ガーデン」扱いに変更された。
担当曲：AC19「トワイライトチャイム」
tiku-taku（チク-タク）
誕生日：不明（お祝い日は12月19日）
時計屋の古時計に住む、黒いネズミのような小さな妖精。「チク-タク」という名は時計屋の見習いの少年ジョエルが呼んでいる名前。長い間この古時計に住んでいた為、ジョエルは久しぶりの友達となったが、恥ずかしがり屋なのですぐに隠れてしまう。ジョエルの名前はエクラルで判明した。
担当曲：AC19「アンティーク」、ACエクラル「Rat-Ta-Tat-Tart」
Torte&Parfait（トルテ＆パフェ）
誕生日：7月15日
『GuitarFreaks&DrumMania』シリーズからのゲスト出演。同ゲームの楽曲「三毛猫ロック」や「三毛猫JIVE&ジャイブ」のムービーに登場するキャラクターだが、本作の「三毛猫ロック」は担当していない。
女の子トルテと三毛猫パフェのコンビ。
担当曲：AC19「モダンスカ」「モダンパンク」
Yakkoθchan（薬子ちゃん）
誕生日：5月5日
病院になってしまった少し未来の渋谷で薬を配っている、黒い眼帯をした薬剤師のタマゴの女の子。キャラクター紹介によると彼女の家族全員が医療従業者。
担当曲：AC19「イークリニック」
担当曲（版権）：AC peace版権曲「すろぉもぉしょん」、AC Jam&Fizz版権曲「おくすり飲んで寝よう」
YUMMY（ヤミー）
誕生日：8月31日
3匹のゲル状の生物（上から青、ピンク、緑の順）と一緒に地下で結構快適に暮らしている生物。ガスマスクをつけている。青いゲルはポスターなどに描かれている熊井さん（ジャミロ熊井）が持っているアイスクリームの上にいた。
担当曲：AC19「アシッディドラムン」、AC解明リドルズ「Slime Molds」
ZOOZO（ゾーゾ）
誕生日：2月10日
ポップンZOOの飼育ロボ。無表情だが動物と仲良しで優しい性格。身体が檻になっていて中に動物たちが入っており、中と外の出入りは自由。
担当曲：AC19「アニマルミニマル」、ACうさ猫「the Chameleon」
熊井さん
誕生日：1月23日
激しく熱くギターを奏でるかわいい熊。言葉は「クマイ」だけしか喋れない。老若男女幅広いファンがいる。
AC19初登場時は「ジャミロ熊井」という名前だったが、名前がジャミロクワイと酷似していたことからAC20で変更された。
担当曲：AC19「ヴェルヴェットバレットヒット」
小坊主（こぼうず）
誕生日：13月32日（お祝い日は8月15日）
いつか来た道を歩いている小童。お遍路姿。元は担当曲である「神曲」の歌詞中に出てくる人物である。ムービー形式ではないが背景と半ば一体化しており、そのためか2Pカラーが存在しない。
担当曲：AC19「神曲」、AC解明リドルズ「十界」
もっくん
誕生日：7月11日
男性アイドルのモモンガ。チェック柄の衣装を着ている。もっくんの他にも6匹のメンバーがいる。尻尾が本物と違って鈴カステラのような形。
担当曲：AC19「アメポップ」

### pop'n music 20 fantasia
A MILIA（ア・ミリア）
誕生日：不明（お祝い日は4月6日）
友達を救うためにサーシャと共に旅をする事を決意した、ミリアの民に守られし謎の少女。
詳しくはThe Epic of Zektbachを参照。
担当曲：AC20「エレメンタルジグ」、AC解明リドルズ「Raison d'être〜交差する宿命〜」
Ark（アーク）
誕生日：アルダ暦1月13日 黎明の刻
1000年に一度だけ現れる泉、奇跡の泉を探して旅している、妖精の国の王子様。弓矢を所持している。
担当曲：AC20「プログレッシブリール」、ACラピストリア「Element of SPADA」、ACエクラル「Caradbolg」など。
BOUNTY（バウンティ）
誕生日：3月2日
ボーカルの黄色いキツネ獣人とギタリストのサングラスをしたイヌ獣人で結成された2人組のロックバンド。AC20ではNEUTRALはキツネの方がメインで、イヌの方はアクションで登場した。AC Sunny Parkでは逆にイヌの方がメインになっている。
担当曲：AC20「ウルトラ90's」、AC Sunny Park「ラフロック」、ACうさ猫「Rejoin」など。
Castle（キャッスル）
誕生日：6月9日
塔のような帽子を被り、先端が目になっている杖を持つ、忘れ去られた王国を探して幾年月も彷徨い歩いているさすらいの兵士。性別不明。砂の城を作ることが趣味で、戦争、水、涙が嫌い。
20作目記念公募企画「WE LOVE ポップンミュージック みんなでつくって20 アーティストはキミだっ!」キャラクター部門Aコース最優秀賞受賞キャラクターであり、ユーザーからのデザインによるキャラクター。各種アクションには他の最終候補キャラクター達も登場する。
担当曲：AC20「トラディショナルルーツ」
CHARA-O（チャラ王）
誕生日：4月15日
「ポンギのチャラ王に俺はなるーっ!!」と豪語している色黒金髪の典型的なチャラ男。スマートフォンを持っている。FEVERWINでは同じく色黒の女性ダンサー二人が登場する。「チュリース★」が決め台詞。
担当曲：AC20「チュリースユーロ」、AC解明リドルズ「あ〜あ。feat.ケンカイヨシ」、AC UniLab「mathematical good-bye」
C-noid（シーノイド）
誕生日：11月4日
宇宙を飛び回ると波長や不可視な物質が変換されて音楽に変える能力を持つアンドロイド。
担当曲：AC20「エピックトランス」、AC Sunny Park「エッセンシャリー」、ACエクラル「Grand Chariot」など。
Eileen（アイリーン）
誕生日：8月5日
勝気な酒豪女海賊。GREATアクションは大砲ではなくフライパンを投げて海賊を撃退している。
担当曲：AC20「ダンスホールレゲエ」
FRESHMAN（フレッシュマン）
誕生日：☆月☆日（お祝い日は6月5日）
フレッシュな色のマスクとスーツをモチーフにした衣装を着ているおとこマン。
そのため、名前は違うがAC6などのおとこマンとカラー変更で繋がっている。
担当曲：AC20「一生涯パンク」、AC Sunny Park「野球のことがよくわかる」
IRYS（イリス）
誕生日：9月10日
儚い瞳をしている美しき女剣士。
担当曲：AC20「ヴァルキリーブレイクス」、AC Sunny Park「アンセム（天空の夜明け）」、AC peace「Celsus II」など。
担当曲（版権）：AC UniLab版権曲「Awakening Wings」
Kaorin（かおりん）
誕生日：2月24日
双眼鏡を持った女子高生。東京出身。憧れの青年と同じ服を着用している。その青年の観測日誌をつけることが趣味で、そのためであればストーカーまがいの行動も行う。
公募企画「WE LOVE ポップンミュージック みんなでつくって20 アーティストはキミだっ!」ボーカル公募部門受賞曲の担当キャラクターとして登場した。
担当曲：AC20「ハッピーラブゲイザー」およびAC解明リドルズ「恋愛観測 -Rock Band Ver.-」、ACうさ猫「Sing a Song Sign」、AC peace「おーまい！らぶりー！すうぃーてぃ！だーりん！」および「- (DANCERUSH Style)」など。
担当曲（版権）：ACラピストリア版権曲「メニメニマニマニ ※」、ACエクラル版権曲「SAKURAスキップ ※」
LEON（レオン）
誕生日：5月15日
フードにカメレオンのような眼がプリントされてあるパーカーを着た男。夜のクラブに現れてはふらっと去っていく、謎に満ちた存在。
担当曲：AC20「バブリーディスコ」、AC Sunny Park「ハッピーサッドコア」、ACうさ猫「Pacify」など。
担当曲（版権）：ACうさ猫版権曲「Secret Answer」、AC解明リドルズ版権曲「春を告げる」
LICA（リカ）
誕生日：5月4日
パジャマを着たおしゃれ好きの女の子。鏡の前で今日のデートのコーディネートを考えている。見た目からは想像できないが中学2年生。
担当曲：AC20「胸キュン☆マーブル」
Lord Meh（ロード メェー）
誕生日：12月1日
世界の真理を探求している、羊の角ともこもこした長いひげと髪をしている老人。セバス☆ちゃん、カウント・テンの先祖。
担当曲：AC20「ヴェラム」、AC peace「Timepiece phase II」「Gray clouds」など。
MANA（マナ）
誕生日：3月12日
深海に住んでいる人魚。人間に化けることができる。片思いの男性がいて、FEVERWINアクションでは人間になってパーティーに忍び込んでいる。担当曲の曲名と同名。
「ハードルネッサンス2」では3Pカラーで登場し、ハリアイイラストではリュウグウノツカイを抱えている（『jubeat』での同曲「Evans」のジャケットに登場するホウライエソに見立てている）。
担当曲：AC20「スーパースプラッシュチューン」、AC Sunny Park「ハードルネッサンス2」
MataHari（マタ・ハリ）
誕生日：8月17日
不死鳥のような仮面をかぶっている、神に踊りを捧げる男。火を吐くことができ、霊鳥に変身できる（WIN、FEVERWINアクションで確認できる）。
担当曲：AC20・SPの「ノマディックネイション」シリーズ（1・2）、CS Lively「Dawn Saga ※」
miho（みほ）
誕生日：11月11日
バンドを組んでいる今どきの女子高生。世田谷区出身。バンドの担当はギター。音楽を通じて友達が増えるのが楽しくて放課後も休み時間もバンド三昧。友達の恋愛相談を受けて歌詞にのせているが、本人は音楽の方が楽しいようだ。ネットサーフィンが趣味で、友達と買い物に行ったりカラオケに行くのが好き。
担当曲：AC20「アッパーポップ」、AC Sunny Park「デジタルロック」、ACラピストリア「そこに或るヒカリ」など。
担当曲（版権）：AC peace版権曲「ヒッチコック」、AC解明リドルズ版権曲「青春Dreamers 〜Tomorrow is another day〜」
MIMI NYAMI（ミミ ニャミ）

AC20を締めくくるドットアニメ調のスタッフロールムービー。歴代ポップンキャラも登場する。
ムービー形式であるため、プレイヤーキャラクターとしては使用できない。ACうさ猫では名前の読みが「エピローグ」扱いになっていたが、AC peaceで「ミミニャミ」扱いに変更された。
担当曲：AC20「エピローグ」
mimi nyami sei-jin（ミミニャミ星人）
誕生日：3月14日
モチーフは『jubeat copious』に登場する「seijin（星人）」で、秘密工場で大量生産されている、ミミとニャミに似た謎のseijin。彼らの野望は、エナジーをためて社員旅行れっつらごすること。
LOSEアクションでこぴふくろうが乱入し、ブーイングを浴びてしまう。
担当曲：AC20「ロービットサンプリング」
moimoi（モイモイ）
誕生日：9月19日
頭に大きなリボンをつけ、和服をアレンジした衣装を着た女の子。踊りが趣味で、びびっときたら踊りだす。きゅうりが嫌い。
モデルは担当曲「ファッシネイション / 朧」のボーカルを務めた森永真由美で、「moimoi」も彼女の愛称。FEVERWINアクションではRyu☆、Dai.、VJ Halka、Starving Trancerも登場する。
担当曲：AC20「ファッシネイション」、AC peace「焔華」、AC解明リドルズ「青天ノ霹レキ」
NAOTO（直人）
誕生日：4月1日
眼鏡をかけた男性。大田区出身。片思いの彼女がいる。プラモデル制作が趣味。タクシー代が嫌い。
公募企画「WE LOVE ポップンミュージック みんなでつくって20 アーティストはキミだっ!」ボーカル公募部門受賞曲の担当キャラクターとして登場した。
担当曲：AC20「フェージングポップ」
nonet♪（ノネット）
誕生日：8月6日
ポップンミュージック筺体がモチーフの衣装を着た、ポップ君のパペットを持つ歌とダンスとゲームが大好きな女の子。メルヘン王国出身。みんなでポップンをしているとどこからともなくやって来てプレーをさらに盛り上げてくれる。乱暴な人が嫌い。
公募企画「WE LOVE ポップンミュージック みんなでつくって20 アーティストはキミだっ!」楽曲公募部門受賞曲の担当キャラクターとして登場した。
担当曲：AC20「ポップンポップ」、AC peace「Welcome to pop'n fantasy」、CS Lively「Knockin' on Red Button」
NOVA（ノーヴァ）
誕生日：8月6日
宇宙を駆ける偉大なるスペース作曲家。広大な宇宙空間で彼に出会うのは不可能に近く、それが「奇跡の作曲家」と呼ばれる所以でもある。星空に楽譜を描くことが趣味。
公募企画「WE LOVE ポップンミュージック みんなでつくって20 アーティストはキミだっ!」楽曲公募部門受賞曲の担当キャラクターとして登場した後に、同じく公募企画である「お題に挑んでクリエイト！ポップンオリジナル楽曲コンテスト☆大収録祭」楽曲受賞曲の担当キャラクターにもなった。
担当曲:AC20「スターリートランス」 、ACエクラル「asteer」「Sephirot」など。
NYANGA（ニャンガ）
誕生日：5月25日
水色の髪色で、ネコの様な仮面をした先住民たち。大地の鼓動をたたえる踊りを踊っている。中央に立っているニャンガは仮面の装飾が少し豪華。
担当曲：AC20「アフロパーカッションパーティー」、ACエクラル「現代のヘイヨエ祭り」、AC UniLab「オッタマゲッター」
PAKU（パク）
誕生日：キミが夢を見た日（お祝い日は11月16日）
鼻提灯を膨らませ浮かんでいる、尻尾がゼンマイになっているパステルカラーのボーダー服を着た獏。夢から夢へと旅しながら、人々の夢を食べたり見守ったりしている。夢を食べると言い伝えられている伝説の動物の獏と本物のバクとの同音異義語にかけたもの。
担当曲：AC20「フルフィーポップ」
puririn（プリリン）
誕生日：♥月☆日（お祝い日は6月20日）
象のジェントルさんに乗ったゼリーの妖精。一人称は「あたくち」で語尾に「ポヨ☆」をよくつける。
AC Sunny Parkの担当曲「ハイνブリープ」の背景で共演しているのは、『beatmania IIDX 20 tricoro』で同曲のムービーに登場するキャラクターの「黄のラピカ」。
担当曲：AC20「ポッピングワンダー」、AC Sunny Park「ハイνブリープ」
SAN（サン）
誕生日：3月3日
マジカル★4のメンバーの1人。AC14に登場したワン・タンの孫娘で、書道と拳法を組み合わせた「書道拳」の使い手。
担当曲：AC20「チャイナプログレッシヴ」、AC UniLab「満漢全席火花ノ舞」
担当曲（版権）：ACラピストリア版権曲「いーあるふぁんくらぶ」およびAC Jam&Fizz「-UPPER」
Sherry（シェリー）
誕生日：6月14日
ブロードウェイのトップスターである男装の麗人。片目が前髪で隠れている。FEVERアクションでは衣装チェンジなどのマジックを披露する。
担当曲：AC20「エレクトロスウィング」、ACうさ猫「Spangles」、AC Jam&Fizz「BROADWAY QUEENS」
担当曲（版権）：AC解明リドルズ版権曲「Seize The Day ※」
Tenko（テンコ）
誕生日：10月5日
狐のお面を被った女子中学生。戦場ガ原出身。猫のような顔をしている。大人が嫌い。
公募企画「WE LOVE ポップンミュージック みんなでつくって20 アーティストはキミだっ!」ボーカル公募部門受賞曲の担当キャラクターとして登場した。
担当曲：AC20「あやかしロック」
担当曲（版権）：AC解明リドルズ版権曲「空狐の消えた日」、AC UniLab版権曲「エゴロック」
Tete&Toto（テテ・トト）
誕生日：11月22日
森に迷い込んだ、青い鳥が入っている鳥籠を持った兄妹。ヘンゼルとグレーテルがモチーフ。
担当曲：AC20「ソナチネトロニカ」
さったん
誕生日：ジャアク月ワルー日（お祝い日は6月6日）
伝説の大魔王の血を受け継ぐ、メタルな衣装を身に纏ったLv.1の魔王。後ろにいるのは幽霊のじいや。
担当曲：AC20「デモンズメタル」
にんじん
誕生日：9月31日（お祝い日は10月1日）
本を読むことが大好きな目がキラキラした女の子。パノラマ島出身。
自分が「えにかいたようなびしょうじょ」だと思い込み、周りの人間をニセもののかかしとみなして見下しているが、足が一本しかなく、常に表情は変わらない。
担当曲：AC20・SPの「くりむ童話」シリーズ（1・2）、AC解明リドルズ「なぞなぞ☆くりぷとからぁず 〜勇者メンマの大冒険〜」
ピュアクル♥リップ
誕生日：2月2日
ラブの結晶「ラブナ」を集めて世界をピュアクルに染めようと奔走する魔法少女。お供に、杖やハンマーに変身できる白いハムスターの様なマスコット「ヒップ」を連れている。八重歯がある。アクションによって画風が変わる。
担当曲：AC20「マジカルヒロイン」、AC Sunny Park「ハイコア」、ACうさ猫「おいかけっこワールド」など。
ミサコちゃん
誕生日：8月2日
セーラー服を着た顔色が悪い魔界のプリンセス。脇腹に収納された拡声器を取り出し、魔界と繋がっているスカートの中から飛び出してきた魔物たちを操る。人形、マネキン集めが趣味。MISSアクションでパンツがモロに見えてしまう。
公募企画「WE LOVE ポップンミュージック みんなでつくって20 アーティストはキミだっ!」キャラクター部門Cコース最優秀賞受賞キャラクターであり、ユーザーからのデザインによるキャラクター。各種アクションには他の最終候補キャラクター達も登場する。
担当曲：AC20「呪エモ?」、AC解明リドルズ「ミサコの告白(みーつけたっ♥)」
担当曲（版権）：AC peace版権曲「POP TEAM EPIC ※」、AC UniLab版権曲「ド屑」
勇者ああああ（ゆうしゃ‐）
誕生日：セーブデータA・初回セーブ日11/11
魔王を倒しに旅に出たはずなのになぜかコンビニ「ゆうマート」で働くことになった勇者。バイト合間の魔物狩りが趣味。アクションでは姫（店員）や王様（店長）も登場する。
担当曲：AC20「コンビニサーガ」、ACエクラル「僕らの旅はどこまでも」、AC peace「コンビニエンスドラマ」
雷蔵（らいぞう）
誕生日：2月4日
刀を持つロップイヤーウサギ忍者。正体は玉兎。
公募企画「WE LOVE ポップンミュージック みんなでつくって20 アーティストはキミだっ!」キャラクター部門Bコース最優秀賞受賞キャラクターであり、ユーザーからのデザインによるキャラクター。各種アクションには他の最終候補キャラクター達も登場する。
担当曲：AC20「ストライフ」
ルート@超ドー研（ルート@ちょうドーけん）
誕生日：i月√日（お祝い日は1月4日）
とある学園の超有名人で、超残念な超電子ドーナツ研究部の天才理系美少女。秋葉原出身。ドーナツと宇宙のトポロジー的観念からの考察が趣味で、非日常は嫌い。AC20のLOSEアニメでは新入部員勧誘のためにメイド服を着て登場する。
ゲーム中の名前の読みは、AC Sunny Parkまで「ルート@ドー研」のように「超」が抜けた表記になっていたが、ラピストリアで修正された。
担当曲：AC20「理系ポップ」およびAC UniLab「-UPPER」、ACラピストリア「√太陽系◎ドーナツ化計画∞∀∞」、ACうさ猫「天才少女が解けない問題」

### pop'n music Sunny Park
Anne（アン）
誕生日：11月1日
女性アイドルグループ『マジカル★4』のメンバーの1人。傘にもなるレイピアを持っている。
担当曲：AC Sunny Park「ヨーロピアンブレイクコア」
ARISA（アリサ）
誕生日：7月22日
ツリ目が特徴の気が強いごく普通の女子高生だが、不思議の国行きのチケットを得てドレス姿になり、「恋活」を始めている。彼女のお目当ては年収百億円のイケメン。MISS・LOSEアニメではウンバボ、ジャムおじさん、青木さん、ハマノフ、ペペが登場するが、アリサは彼ら全員にNGを出している。
担当曲：AC Sunny Park「恋活ミュージカル」、AC peace「ブーケトス戦争」「Little Little Princess」など。
BLACK（ブラック）
誕生日：10月28日
国に革命を起こそうとしている戦士。
担当曲：AC Sunny Park「ジュブナイルロック」、ACラピストリア「INFINITY」、AC peace「叛逆のディスパレート」など。
担当曲（版権）：ACラピストリア版権曲「紅蓮の弓矢 ※」
Canopus（カノープス）
誕生日：6月27日
フライングディスクに終わりを迎えた星の記憶を集める伝説のスペーストップブリーダー。『jubeat saucer』（曲ジャケット）と同時登場。
担当曲：AC Sunny Park「ジャッジメント」、ACエクラル「SYMPHONY FROM ZERO」
担当曲（版権）：AC peace版権曲「Floccinaucinihilipilification」
CELICA（セリカ）
誕生日：?月?日（お祝い日は1月15日）
『beatmania IIDX』シリーズからのゲスト出演。本名は「水城セリカ（みずしろ せりか）」。本作では、MZDと話していたらpop'nの世界に迷い込んでしまったという設定になっている。
詳しくはROOTS26#セリカ(CELICA)を参照。
AC Sunny Parkでのコスチュームは担当楽曲「恋する☆宇宙戦争っ!!」の『beatmania IIDX』シリーズでのムービーレイヤーをモチーフにした軍服になっており、ゲストキャラクターとしては珍しく2Pカラーがある。
担当曲：AC Sunny Park「ハイブリープ」
ciel（シエル）
誕生日：12月12日
雲の上に住んでいる、てるてる坊主の妖精と一緒の女の子。髪が虹色になっている。
1Pは昼を基調としているが、2Pカラーは夜を基調としている。
担当曲：AC Sunny Park「天空ワルツ」、AC UniLab「pastel@sweets labo(*'v'*)」
copel（こぺる）
誕生日：いつかしら?（お祝い日は3月17日）
片目が星になっている、とある星の姫。地球に落っこちてしまい、記憶喪失になっている。
担当曲：AC Sunny Park「ハイカラポップ」、CS Lively「Liar×Girl」
担当曲（版権）：ACエクラル版権曲「ラブラドライト」
ELENA（エレナ・ザハロフ）
誕生日：2月18日
『スティールクロニクル』シリーズからのゲスト出演。スティールスーツを駆るクールな女性ハウンド。WIN・LOSEアニメでは仲間たちが登場する（LOSEではポップンキャラクター達に扮している）。2Pカラーがない。ゲーム中の名前の読みは「エレナ・ザハロフ」だが、名前ロゴの英字表記はフルネームの「ELENA ZAKHAROV」ではなく「ELENA」のみとなっている。
担当曲：AC Sunny Park「スティールクロニクル」
Flamme（フレーム）
誕生日：雪解けの季節（お祝い日は2月4日）
AC Sunny Parkを締め括るキャラクターで、サニーパークを焼き尽くそうとする。アニメの一部ではAC Sunny Parkで登場したポップンキャラも登場する。
フローラと対となっており、一部アニメーションも共通しているが、カラー変更では繋がっておらず別キャラクター扱い。
担当曲：AC Sunny Park「インボルク」およびAC解明リドルズ「-UPPER」、AC UniLab「VOLAQUAS」
Flora（フローラ）
誕生日：雪解けの季節（お祝い日は2月4日）
サニーパークに生まれた幸せを運ぶクローバーのような女の子。フレームと同様、アニメの一部ではAC Sunny Parkで登場したポップンキャラも登場する。
フレームと対となっており、一部アニメーションも共通しているが、カラー変更では繋がっておらず別キャラクター扱い。
担当曲：AC Sunny Park「エンジェリオン」、AC UniLab「Hibiki」
FUGA（風雅、ふうが）
誕生日：10月23日
風を操る、ヨーヨーを駆使している転校生の少年。実家はクリーニング屋。
連動企画「つぎドカ!」で登場し、ACラピストリアのストーリーではメインキャラクターの一人となっていた。
担当曲：AC Sunny Park「コスモドライブ」「アカシックハードコア」、ACラピストリア「春風ブローインウィンド」など。
genes（ジュネス）
誕生日：9月6日
遺伝子などをいじられて増え続ける、顔のある赤と青の水玉模様の花びらがある2本の花。
担当曲：AC Sunny Park「バイオテクノ」、AC UniLab「001 -どうしんのかいろ-」
GUMI（グミ）
誕生日：6月26日
VOCALOID『Megpoid（メグッポイド）』からのゲスト出演。同VOCALOIDソフトのイメージキャラクターである、緑色の髪の女の子。
発売元である株式会社インターネットに権利が帰属する外部版権キャラクターであり、プレイヤーキャラクターとしての使用は出来ない。担当楽曲は全て「Megpoid」使用曲となっている。
担当曲：AC Sunny Park「届け！シューティングスター☆ ※」「VERSUS!!」「金縛りの逢を」など。
担当曲（版権）：AC Sunny Park版権曲「セツナトリップ」およびAC解明リドルズ「-UPPER」、AC Sunny Park版権曲「十面相」「天ノ弱」、ACラピストリア版権曲「恋愛勇者」「幻想系世界修復少女」「バンブーソード・ガール」、ACうさ猫版権曲「マトリョシカ」「ドーナツホール」およびAC UniLabの各「-UPPER」、AC peace版権曲「ぼくらの16bit戦争」「モザイクロール」
HIUMI（氷海、ひうみ）
誕生日：2月15日
氷を操る生徒会長で総合病院院長の娘。『REFLEC BEAT』シリーズのパステルくんが大好きで、アニメーション中でも一緒に登場している。
連動企画「つぎドカ!」で登場し、ACラピストリアのストーリーではメインキャラクターの一人となっていた。
担当曲：AC Sunny Park「スノーウィーコア」、ACラピストリア「illumina」「ice crystals」
JOMANDA（ジョマンダ）
誕生日：闇に堕ちた日（お祝い日は9月2日）
『jubeat』シリーズからのゲスト出演。モデルとなっているのはDJ YOSHITAKAで、同名の担当曲のジャケットやムービーを元にしたキャラクター。2Pカラーがない。黒い右側の片翼は、関連曲「VALLIS-NERIA」のキャラクターと双璧にしているため。
担当曲：AC Sunny Park「ハードルネッサンス3（JOMANDA）」、ACエクラル「Triple Counter」、AC解明リドルズ「Triple Cross」
Maud（モード）
誕生日：00月00日（お祝い日は10月10日）
『jubeat』シリーズからのゲスト出演。はるか昔、龍のリントヴルムと共に生まれた謎の少女。『モーディフォードの竜』の伝承がモチーフになっている。
担当曲：AC Sunny Park「エピックプログレ（量子の海のリントヴルム）」、ACラピストリア「龍と少女とデコヒーレンス」、ACうさ猫「リリーゼと炎龍レーヴァテイン」など。
Moffine（モッフィーヌ）
誕生日：2月23日
ポップン農場にいる円らな瞳の雌のアルパカで、アイドルでもある。モッフィーとは仲良しで、アクションではモッフィーも登場する。
AC19のモッフィーとカラー変更で繋がっている。
担当曲：AC Sunny Park「モフポップ ポプコネ」
nia（ニア）
誕生日：6月10日
ヘッドフォンを着用した気弱そうな少女。一人コスプレが趣味で、暗くて狭いところが好き。
担当曲：AC Sunny Park「ドラムンコアダスト」、ACラピストリア「ラピストリアの約束」、ACうさ猫「Mychronicle」など。
担当曲（版権）：AC peace版権曲「ゴーストルール」、CS Lively版権曲「夜に駆ける ※」
OLLIE（オーリー）
誕生日：2月25日
スノーボーダーのユキヒョウ獣人。服は上半身のみ身につけている。新しい技の開発が楽しみ。
担当曲：AC Sunny Park「シュプールフュージョン」
ONE（ワン）
誕生日：2月14日
骨ギター一つで旅していた時、キビと出会ってバンドを結成したイヌの半獣人。キビの実家である和菓子屋『MOMO』のきびだんごが大好き。バンド名「oni tai Z」の名付け親でもある。
担当曲：AC Sunny Park「桃ヴィジュアル2」「エッジ」、AC UniLab「螺旋」
OTOBEAR（オトベア）
誕生日：11月11日
『GITADORA』からのゲスト出演。顔面がスピーカーになっている熊のマスコット。ポップンでは緑・青・赤の3種類がそれぞれ登場しており、その他にも『GITADORA OverDrive』では黄色の個体が居るなど、多種の色が存在する模様。
ポップンでの赤は「紅蓮の焔」の原典ムービーに登場した女性、青は「Concertino in Blue」の少年マウリツィオとそれぞれ共演している。
担当曲：AC Sunny Park「ブレイクアウトロック」「情念歌謡」「プログレッシブ (Concertino In Blue)」など。
Procyon（プロキオン）
誕生日：3月1日
犬の耳を模した耳あてをしている少年戦士。マントには肉球の形をした穴がある。
公募企画「WE LOVE ポップンミュージック みんなでつくって20 アーティストはキミだっ!」楽曲公募部門受賞曲の担当キャラクターとして登場した。
AC Sunny Parkにおける「みんつく20」関連配信曲の中では唯一の完全新規キャラクターであり、楽曲のイメージに合わせて制作されている。
担当曲：AC Sunny Park「ファンタジアフュージョン」、AC UniLab「Sword of Vengeance」
pochiko（ポチコ）
誕生日：いぬの日（お祝い日は11月1日）
犬耳の女の子。飼い主のことが何より大好きな犬の化身である。MISS・LOSEアニメで普通の犬の姿になる。
担当曲：AC Sunny Park「わんわんコア」およびAC peace「ポチコの幸せな日常 (狂犬U`x´UばうわうHARDCORE Remix)」
RASIS（レイシス）
誕生日：1月18日
『SOUND VOLTEX』シリーズからのゲスト出演で同作のナビゲーター。いつの間にかpop'nの世界にインフェクションしてしまった。カタカナ混じりで言葉を喋る。実際のゲーム上の名前ロゴは「navigator RASIS」と表示されている。
AC Sunny Parkでは『SOUND VOLTEX II -infinite infection-』準拠の「レイシスII」のデザインで登場し、連動企画「FLOOR INFECTION」で登場した『SOUND VOLTEX』シリーズからの楽曲の多くを担当している。WIN、FEVER WINでは同シリーズの一部のキャラクター達が登場する。
担当曲 ：AC Sunny Park「レトロスペクティビリー・メリーゴーランド」「draw!!!!」「超恋愛☆エクストリーム・ガール」など。
RINKA（鈴花、りんか）
誕生日：3月31日
花を操る、扇子を持った少女。中国地方出身。ガーデニングが趣味。『GuitarFreaks & DrumMania』シリーズのにゃぐわも一緒に登場している。
連動企画「つぎドカ!」で登場し、ACラピストリアのストーリーではメインキャラクターの一人となっていた。
担当曲：AC Sunny Park「華恋ロック」「ハッピーハードコア（Sakura Sunrise）」、ACラピストリア「Realize Maze」など。
RETSU（烈、れつ）
誕生日：10月24日
炎を操る、学ランを着た少年。お供として肩に黒いカラスの紅鴉を乗せている。実家は酒屋。
連動企画「つぎドカ!」で登場し、ACラピストリアのストーリーではメインキャラクターの一人となっており、同作の公式サイトでは「烈が主人公」とされていた。
担当曲：AC Sunny Park「スカーレット（紅焔）」およびACラピストリア「紅焔（Live Version）」、AC Sunny Park「シュピーゲル」、ACラピストリア「煌-灼熱の裁き-」など。
担当曲（版権）：AC UniLab版権曲「一途」「灰の羽搏」
Roly-Pony（ローリー・ポニー）
誕生日：12月23日
子供達に大人気なピンク色のスプリング・ポニー。『jubeat saucer』（曲ジャケット）と同時登場のため、FEVER WINアニメでは「bistro saucer」に登場するグルメイツ風のミミとニャミが登場する。
担当曲：AC Sunny Park「スプリングテクノ」、AC peace「toy boxer」
Ryan（ライアン）
誕生日：11月29日
パンクロッカーの衣装を着た、極度に痩せたライオン獣人。MISSアクションでは体と鬣の色が変わっており、LOSEアクションでは動物園の檻の中のライオンがライブステージに立つ自分を夢見ていたことが判明する。
担当曲：AC Sunny Park「ビーストメタル」
担当曲（版権）：ACエクラル版権曲「混ぜるな危険 ※」、ACうさ猫版権曲「週替わりの奇跡の神話 ※」
TengTeng（テンテン）
誕生日：1月10日
クンフー修行中のレッサーパンダ。アクションでは尻尾まで使う。アライグマと間違えられることが嫌い。
担当曲：AC Sunny Park「チャイニーズマインド」、CS Lively「AsiaN distractive」
UTA（うた）
誕生日：12月7日
モップを持った女学生。歌を歌うことにしか興味がないため、髪型や服装はだらしない。FEVERWINアニメではテンコ、LOSEアニメではDTO、リュータ、ちなつ、まりんが登場。
担当曲：AC Sunny Park「ポップミュージック」、ACうさ猫「TRUTH behind U」、AC UniLab「脳ミソ de 向上」
VENUS（ヴィーナス）
誕生日：8月11日
『REFLEC BEAT』シリーズなどで活躍する、DJ YOSHITAKAとSota Fujimoriが結成した同名の男性二人組ユニット「VENUS」をモデルにしたキャラクター。
ジャンル名にもなっている「ウィザウチュナイ」は、VENUSの代表曲である「Survival Games」などを始めとした楽曲に登場するフレーズ「without you tonight」が「ウィザウチュナイ」のように聞こえる空耳に由来する。
担当曲：AC Sunny Park「ウィザウチュナイ」シリーズ（I - VI）、ACラピストリア「恋愛観測 -VENUS Mix-」「MAGICAL SUMMER SMILE」など。
担当曲（版権）：ACうさ猫版権曲「Help me, ERINNNNNN!! -VENUS mix-」
whip（ホイップ）
誕生日：8月8日
ボウルと泡立て器を持って顔中泡まみれになっている、羊の角が生えた女の子。泡立てたクリームを雲として空に浮かべようとしている。GREAT・MISS・WINアクションで素顔が見える。
担当曲：AC Sunny Park「チッピンレイヴ」、ACうさ猫「Welcome!!」
担当曲（版権）：AC UniLab版権曲「Pure Rude」
YOU（ユウ）
誕生日：11月29日
愛犬コロと一緒に帰宅中の男の子。道に迷っている。アクションではRPG風になっている。『jubeat saucer』（曲ジャケット）と同時登場。
担当曲：AC Sunny Park「エレクトロショック」、CS Lively「魔法のかくれんぼ」
Zirkfied（ジルクファイド）
誕生日：12月11日
「クプロ・ミミニャミ・パステルくんのみんなで宇宙戦争!」のボス敵として登場する、翼と青い鎧を身にまとった青年。FEVER・FEVERWINアニメで素顔を現す。『REFLEC BEAT colette -Summer-』（曲ジャケット）と同時登場。
担当曲：AC Sunny Park「スペースレクイエム」、ACエクラル「ZEPHYRANTHES」、ACうさ猫「LOTUS」など。
和泉一舞（いずみ いぶき）
誕生日：8月10日
メディアミックス企画『ひなビタ♪』からのゲスト出演。劇中に登場するバンド「日向美ビタースイーツ♪」のメンバーで、ベースギター担当。洋服店『いずみ洋装店』の娘で、16歳。通称「イブ」。「田舎」と呼ばれるのが大嫌いで、都会的。
詳細はひなビタ♪#日向美ビタースイーツ♪を参照。なお、彼女を含む「日向美ビタースイーツ♪」のメンバーには全員2Pカラーが無く、キャラクターポップ君上段やDANCEアクションは同作の商店街マスコットキャラクターの「ひなちくん」になっている。
担当曲（メイン）：AC Sunny Park「イブの時代っ!!（ハイテンションギャルロック）」「カタルシスの月（エモーショナルデュオ）」およびAC UniLab「エモーショナルデュオ UPPER」、ACラピストリア「都会征服Girls☆」「乙女繚乱 舞い咲き誇れ」およびAC UniLab「-UPPER」、ACエクラル「激アツ☆マジヤバ☆チアガール」「完全無欠の無重力ダイブ」、ACうさ猫「そこはかとなくロマンセ」「ナイト・オブ・ロンド」、AC peace「熱情のサパデアード」
*うさぬこ*（うさぬこ）
誕生日：2月14日
ギャラクシーのトップアイドル。頭に意志を持ったウサギのぬいぐるみを乗せており、オッドアイに渦巻き状の模様がある。語尾に「 - だぬ」、「 - だぬん」を付けて喋る。
「恋は渾沌の隷也」では3Pカラーで登場するが、こちらはオッドアイではなくなっている。
担当曲：AC Sunny Park「アイドルラッシュ」、ACラピストリア「うさぬこぬんぬんファンタジー!」、AC peace「逆さま♥シンデレラパレード」
担当曲（版権）：AC Sunny Park版権曲「恋は渾沌の隷也 ※」、AC Jam&Fizz版権曲「メズマライザー」
えりりん
誕生日：8月13日
アイドルに憧れている妖精の女の子。
担当曲：AC Sunny Park「ディーヴァポップ」
担当曲（版権）：ACうさ猫版権曲「DREAMING-ING!!」
春日咲子（かすが さきこ）
誕生日：2月4日
メディアミックス企画『ひなビタ♪』からのゲスト出演。劇中に登場するバンド「日向美ビタースイーツ♪」のメンバーで、アコースティックギター（一部エレキギター）担当。純喫茶『シャノワール』の娘で、15歳。ポップンでは他の4人より一足遅れての登場となった。
詳細はひなビタ♪#日向美ビタースイーツ♪を参照。
担当曲（メイン）：AC Sunny Park「とってもとっても、ありがとう。（グラティテュード）」「ホーンテッド★メイドランチ（メイドメタル）」およびAC UniLab「メイドメタル UPPER」、ACエクラル「漆黒のスペシャルプリンセスサンデー」「とびっきりのふわっふわ」、ACうさ猫「Drizzly Venom」、AC peace「スイーツはとまらない♪」
こうもりおとこ
誕生日：6月19日
こうもり傘を持った謎の紳士。怪人に変身できる。
担当曲：AC Sunny Park「あさきの刺激ロック」、ACエクラル「透明はまだらに世界を告げて」、AC解明リドルズ「Aftermath」
霜月凛（しもつき りん）
誕生日：11月3日
メディアミックス企画『ひなビタ♪』からのゲスト出演。劇中に登場するバンド「日向美ビタースイーツ♪」のメンバーで、エレキギター担当。古本屋『霜月書林』の娘で、17歳。何かが滅びることを美しいとしている。
詳細はひなビタ♪#日向美ビタースイーツ♪を参照。
担当曲（メイン）：AC Sunny Park「虚空と光明のディスクール（文学少女ロック）」「滅びに至るエランプシス（浪漫歌謡）」、ACラピストリア「水月鏡花のコノテーション」、ACエクラル「フラッター現象の顛末と単一指向性の感情論」「3 A.M. ディテクティブ・ゲーム」「黒髪乱れし修羅となりて〜凛 edition〜」、ACうさ猫「銃弾は解を撃ち抜いて」
ちせ
誕生日：3月25日
『jubeat』シリーズからのゲスト出演。担当曲「アルストロメリア」のジャケットで登場した、卒業式に出席する着物を着た桃色の髪の女性。FEVER WINではジャケット画像が再現される。
2Pカラーは無いが、キャラポップ上段は『DanceDanceRevolution』シリーズ収録の「アルストロメリア (walk with you remix)」のジャケットに準じた黄色い髪のちせになっている。
担当曲：AC Sunny Park「ブルームフュージョン」、AC解明リドルズ「ブルーローズイノセンス」
てまり
誕生日：8月1日
おかっぱ頭に朝顔を飾った、和服姿の女の子。下町出身。兄との再会の約束を果たす日を待ち続け、独り手毬をついている。
担当曲：AC Sunny Park「ワラベステップ」、ACうさ猫「霖が哭く」「風鈴花火」など。
芽兎めう（めう めう）
誕生日：8月5日
メディアミックス企画『ひなビタ♪』からのゲスト出演。劇中に登場するバンド「日向美ビタースイーツ♪」のメンバーで、ドラム担当。ハンコ屋『兎月堂』の娘で、14歳。通称は本名をそのまま繋げた「めうめう」。両手にハンコを仕込んだちくわを持っている。
見た目からは想像がつかないが、様々なBEMANI機種の最高難易度曲をクリアできるトップランカー級の実力を持つ凄腕の音ゲーマー。
詳細はひなビタ♪#日向美ビタースイーツ♪を参照。
担当曲（メイン）：AC Sunny Park「めうめうぺったんたん!!（萌えおこし電波ソング）」およびAC UniLab「-UPPER」「- (ZAQUVA Remix)」、ACラピストリア「滅亡天使 † にこきゅっぴん」、ACエクラル「地方創生☆チクワクティクス」「エキサイティング!!も・ちゃ・ちゃ☆」およびAC UniLab「地方創生☆チクワクティクス UPPER」、ACうさ猫「けもののおうじゃ★めうめう」
山形まり花（やまがた まりか）
誕生日：9月22日
メディアミックス企画『ひなビタ♪』からのゲスト出演。劇中に登場するバンド「日向美ビタースイーツ♪」のリーダーでキーボード担当。レトロレコード店『サウダージ』の娘で、16歳。
詳細はひなビタ♪#日向美ビタースイーツ♪を参照。
担当曲（メイン）：AC Sunny Park：「恋とキングコング（スイーツポップ）」「ちくわパフェだよ☆CKP（スイーツプログレッシヴ）」「走れメロンパン（フォーエバーフレンズ）」およびAC UniLab「スイーツプログレッシヴ UPPER」「ちくわパフェだよ☆CKP (Yvya Remix)」、ACラピストリア「温故知新でいこっ!」、「チョコレートスマイル」およびAC UniLab「-UPPER」、「neko*neko」、ACエクラル「ぽかぽかレトロード」「凛として咲く花の如く 〜ひなビタ♪edition〜」「倉野川音頭」、ACうさ猫「今夜はパジャマパーティ」「じもとっこスイーツ♪」「ミラクル・スイート・スイーツ・マジック!!」「花のやくそく」、AC peace「革命パッショネイト」およびAC UniLab「-UPPER」、AC UniLab「イマココ！この瞬間」

### pop'n music ラピストリア
この作品から新曲のジャンル名が廃止となっている。また、立ち絵イラストのみ絵柄がこれまでのポップンワールドと異なりラピストリア世界に準拠した新たな画風になっている。
AKANE（茜）
誕生日：1月5日
烈の祖母だが、見た目は子供。
担当曲：ACラピストリア「朱と蒼のランページ」、AC解明リドルズ「黒き螺旋のクレイドル」
BisCo（ビスコ）
誕生日：12月25日
『BeatStream』からのゲスト出演。同作のナビゲーターを務める猫耳型アンドロイド。本作での衣装は初代『BeatStream』のもので、担当曲は全て『BeatStream』シリーズからの楽曲（『アニムトライヴ』以降も含む）となっている。
各種アニメでは同作でBisCoをサポートする猫のタカハシサン・にゃん、同じくアンドロイドのMei（メイ）・ToRa（トラ）達もゲスト出演している。
担当曲：ACラピストリア「EBONY & IVORY」、ACエクラル「パ→ピ→プ→Yeah!」「アキネイション」など。
ECLIPSE（エクリプス）
誕生日：未明（お祝い日は4月13日）
ポップンオーラを支配する死神。
担当曲：ACラピストリア「Metamorphose」、CS Lively「Megalara Garuda」およびAC UniLab「-UPPER」、AC UniLab「Hexer」
GERHARD（ゼルハルト）
誕生日：6月6日
人間界のお菓子が大好きな悪魔の男の子。通称「ゼル」。
担当曲：ACラピストリア「運命のパラドックス」
Harpya（ハーピア）
誕生日：11月9日
白き空から舞い降りた、空を統べる長である白い鳥獣人。
担当曲：ACラピストリア「Symsonic Breeze」
iO・LOWER（イオ・ロア）
誕生日：10月10日（イオ）、4月10日（ロア）
使命を授かって戦う、耳が尖った天使の男性2人組。金髪の男性がパワー系の「イオ」、サングラスをしている男性がインテリ系の「ロア」。
担当曲：ACラピストリア「RINИE」、ACうさ猫「K∀MUY」、AC解明リドルズ「世界の果てに約束の凱歌を -Advent-」など。
Jade（ジェイド）
誕生日：5月31日
ラピストリア学園の理事長を務める少年。
担当曲：ACラピストリア「Innocence」、ACうさ猫「Prey」、AC解明リドルズ「Majestaria」
Jadeite（ジェダイト）
誕生日：1月1日
ラピストリア学園の校長先生。
担当曲：ACラピストリア「QuoN」
Kiryu（桐生）
誕生日：1月20日
ラピストリア学園の風紀委員長。
担当曲：ACラピストリア「乱れた風紀に天罰を」
Lapis（ラピス）
誕生日：6月25日
原初のラピス（原石そのもの）。本来のポップンワールドのパラレルワールドであるラピストリア世界を管理していた。
ACラピストリアのメインストーリー終盤の重要キャラクターであり、ストーリーでの「L-an!ma」解禁時、もしくはMZDのラピストリア版1Pカラーを使用した場合のみ、MZDの代わりに「L-an!ma」の担当キャラクターとして登場する。
ACラピストリア時点ではプレイヤーキャラクターとしては使用できなかったが、ACエクラルより無条件で使用可能になった。
Lapistoria（ラピストリア）

ラピストリアキャラクター達が一堂に会する楽曲ムービー。2種類のアニメーションがあるが、ムービー形式であるため、いずれもプレイヤーキャラクターとしては使用できない。
「Harmonia」版は公式サイトで「ラピストリアOPムービー」と紹介されており、本作のオープニングをイメージし、ACラピストリアのアニメーションPVを元にしている。後にこのアニメーションをベースとして『BeatStream』にムービー収録された。
「Anelis」版は公式サイトで「ラピストリアEDムービー」と紹介されており、本作のエンディングをイメージしている。
担当曲：ACラピストリア「Harmonia」「Anelis」
Lazuli（ラズリ）
誕生日：5月19日
関西弁を使うアラビアの旅商人の女の子。
担当曲：ACラピストリア「歌劇 月夜のアラビア」
Madoka（まどか）
誕生日：モストロマンティックDAY（お祝い日は12月14日）
教師とは思えないほどセクシーな衣装と容姿をした女教師。担当教科は数学。
担当曲：ACラピストリア「アマイヒミツ」
Michiru（ミチル）
誕生日：7月5日
絶大な人気を誇る男性アイドルグループ「MesiA」のピンク色の髪色のリーダー。アニメでは彼以外のMesiAのメンバーが登場する。本名は「佐倉 満流（さくら みちる）」。ししゃもとパクのぬいぐるみや、自分自身がプリントされてある抱き枕を持っているのがWINアニメで確認されている。
担当曲：ACラピストリア「今夜ボクがキミの救世主っ！」
担当曲（版権）：AC UniLab版権曲「Strawberry Kiss」
MIYU（美結）
誕生日：6月14日
生徒会の書記を務める女の子。氷海に憧れている。
担当曲：ACラピストリア「麗しきエトワールアンジュ」
Nicolas（ニコラ）
誕生日：9月18日
祖母直伝の薬品の調合に長けている病弱な少年。
担当曲：ACラピストリア「風のささやき」
Phantom（ファントム）
誕生日：2月3日
ゴシックでパンキッシュな衣装を身に纏う男。
担当曲：ACラピストリア「ZADAMGA」、ACうさ猫「saQrifice」、AC UniLab「Redemption Tears」
Ranma（乱麻）
誕生日：2月27日
日本刀を持ったツインテールの少女。前世よりの因縁を断ち切るために現世にやってきた。
担当曲の曲名の「彼女は快刀乱麻」をデザイナーが人名だと勘違いしたことが由来となってこの名前が付けられた。
担当曲：ACラピストリア「彼女は快刀乱麻」、ACうさ猫「玄兎ノ舞」
担当曲（版権）：AC peace版権曲「千本桜」、CS Lively版権曲「紅蓮華 ※」
Rars（ラーズ）
誕生日：星々の重なる日（お祝い日は8月9日）
成層圏を魅了するボーカリスト。開催中の太陽系惑星間ライブツアーのチケットは即売り切れになるほど人気を誇る。
担当曲：ACラピストリア「空に抗い堕つるとも」、AC解明リドルズ「Revived After Ruined Shine」
Suiri（翠里）
誕生日：5月30日
新聞部のリポーターが表の顔である女子高校生探偵。
担当曲：ACラピストリア「Who done it?!」、AC解明リドルズ「ハニートリック！！」
TAIGA（大牙）
誕生日：3月27日
鈴花の兄。鈴花に近づく不審者には制裁を与える。
なお、『クイズマジックアカデミー』シリーズに登場する同名のキャラクター・タイガとは全く関係ない。
担当曲：ACラピストリア「KARAKARA」、ACうさ猫「霊魂爆砕 -SOUL EXPLOSION-」
TAKUTO（タクト）
誕生日：9月18日
ピアノの才能がありながらとある理由で弾かないと決めている少年。彼が弾くピアノの音色によって成長できる女の子の姿の妖精シャルがいて、その姿は彼にしか見えない。
シャルは後に大きくなった姿で独立したキャラクターとしてACエクラルから登場した。
ACうさ猫では後述するように幼少時の姿で「takuto」と小文字になっており、カラー変更で繋がっている。
担当曲：ACラピストリア「零と弌の鍵の唄」、AC peace「cucumis melo」
Toa（トア）
誕生日：6月10日
ニアの双子の弟である敏腕スタイリスト。
担当曲：ACラピストリア「Hatcha Metcha Party」、ACうさ猫「Jack in the Box」、AC解明リドルズ「Bossa Gabba」など。
Weiß（ヴァイス）
誕生日：5月19日
暗い過去を背負っている医師。
担当曲：ACラピストリア「Versa」およびAC UniLab「-UPPER」
Wolfgang（ヴォルフガング）
誕生日：12月20日
黒き森を守る黒い体毛にロングポニーテールのオオカミ獣人。
担当曲：ACラピストリア「Habits」
YUZURU（弓弦）
誕生日：3月13日
ラピストリア学園の弓道部のエース。本名は「蒼刻院 弓弦（そうこくいん ゆづる）」。
担当曲：ACラピストリア「青い弓箭」
あかどきょうのみこと / あおどきょうのみこと
誕生日：あめつちのはじめ（お祝い日は7月1日）
『beatmania IIDX』シリーズからのゲスト出演。担当曲「DIAVOLO」の原作でのムービーに登場する、トランに似た二体一対の神。1Pカラーの炎の神が赤度胸尊（あかどきょうのみこと）、2Pカラーの氷の神が青度胸尊（あおどきょうのみこと）。
担当曲：ACラピストリア「DIAVOLO」
霧雨魔理沙（きりさめ まりさ）
誕生日：-（お祝い日も設定無し）
『東方Project』からのゲスト出演。同作品群の主人公の一人である魔法使いの少女。
外部版権キャラクターであるが、プレイヤーキャラクターとしての使用ができ、キャラデコにも対応していた。FEVERWINには同作からパチュリー・ノーレッジ、チルノ、フランドール・スカーレットも登場する。
担当曲はいずれも東方Projectの楽曲をアレンジしたもので版権扱いとなっており、霊夢と分担して担当している。
担当曲（版権）：ACラピストリア版権曲「Struggle」「千年ノ理」、ACエクラル版権曲「チルノのパーフェクトさんすう教室」、ACうさ猫版権曲「取り残された美術(Arranged:HiZuMi)」「向日葵サンセット」、AC peace版権曲「ナイト・オブ・ナイツ」「魔理沙は大変なものを盗んでいきました」「春の雪」、AC解明リドルズ版権曲「GO²TOS」、AC UniLab版権曲「閉塞的フレーション」「残像ニ繋ガレタ追憶ノHIDEAWAY」
霧島 司（きりしま つかさ）
誕生日：8月1日

ぐるたみん
誕生日：1909年8月24日
ハイトーンやハスキーボイスを駆使する実在の男性歌い手をモデルにしたキャラクター。本人が歌う曲（カバー曲含む）を担当している。キャラクターデザインは、EXIT TUNES発売の2ndアルバム『EXIT TUNES PRESENTS る 〜そんなふいんきで歌ってみた〜』および3rdアルバム『EXIT TUNES PRESENTS た 〜そんなふいんきで歌ってみた〜』より、5月病マリオによるイラストが元となっている（アニメーション上での衣装が『る』、キャラクターイラストが『た』に準拠しており、それぞれの衣装が一致していない）。
外部版権キャラクターであるが、プレイヤーキャラクターとしての使用ができ、キャラデコにも対応していた。
担当曲（版権）：ACラピストリア版権曲「ローリング・サバイバー」「脳漿炸裂ガール」およびAC UniLab「-UPPER」
上記のほか、自身が歌うリズミン版権曲「幻想裏切りLoveディクテーター ※」のジャケットに描かれている。
東雲心菜（しののめ ここな）
誕生日：6月12日
メディアミックス企画『ひなビタ♪』からのゲスト出演。劇中に登場する双子アイドルユニット「ここなつ」のメンバーで、夏陽の妹。
詳細はひなビタ♪#ここなつを参照。
担当曲：ACラピストリア「キモチコネクト」、ACうさ猫「バイナリスター」「シノビシノノメ」、AC peace「ベビーステップ」
東雲夏陽（しののめ なつひ）
誕生日：6月12日
メディアミックス企画『ひなビタ♪』からのゲスト出演。劇中に登場する双子アイドルユニット「ここなつ」のメンバーで、心菜の姉。
詳細はひなビタ♪#ここなつを参照。
担当曲：ACラピストリア「ツーマンライブ」「ミライプリズム(collaboration ver.)」、ACうさ猫「ロンロンへ ライライライ!」「ヒミツダイヤル」「デュアルメモリ」、「キリステゴメン」およびAC UniLab「-UPPER」、「ルミナスデイズ」、AC peace「ヒカリユリイカ」、AC UniLab「ポラリスノウタ」
伊達 京也（だて きょうや）
誕生日：1月16日

博麗霊夢（はくれい れいむ）
誕生日：-（お祝い日も設定無し）
『東方Project』からのゲスト出演。同作品群の主人公の一人である巫女の少女。
外部版権キャラクターであるが、プレイヤーキャラクターとしての使用ができ、キャラデコにも対応していた。FEVERWINには同作からアリス・マーガトロイド、レミリア・スカーレット、霧雨魔理沙も登場する。
担当曲はいずれも東方Projectの楽曲をアレンジしたもので版権扱いとなっており、魔理沙と分担して担当している。
担当曲（版権）：ACラピストリア版権曲「Russian Caravan Rhapsody」およびAC解明リドルズ「-UPPER」、ACラピストリア版権曲「妖隠し -あやかしかくし-」、ACエクラル版権曲「待チ人ハ来ズ。」、ACうさ猫版権曲「ほおずき程度には赤い頭髪」、AC peace版権曲「Bad Apple!! feat. nomico」、AC解明リドルズ版権曲「Jailbreaker」、AC UniLab版権曲「無意識のフィロソフィア」「Empty Backdoor」「SUPER HEROINE!!」「弾幕信仰」
ふなっしー ※
誕生日：7月4日
船橋市非公認ご当地キャラクターのゆるキャラ。ヒャッハーと言うほど常にハイテンションで、テンションが上がると「梨汁ブシャー」と言い放ち、梨汁を噴射する。
外部版権キャラクターであるが、プレイヤーキャラクターとしての使用ができた。ただし、キャラデコには非対応（デコレーションが無効になる）。
AC版ではラピストリア稼働中に追加配信され、それ以降うさ猫の稼働途中まで登場していたが、2017年7月14日以降より担当楽曲と共にキャラクターも削除された。外部版権キャラクターの削除はチェリリー＆スージー以来となる。
担当曲（版権）：ACラピストリア版権曲「ふな ふな ふなっしー♪〜ふなっしー公式テーマソング〜 ※」
松下（まつした）
誕生日：みずがめ座（お祝い日は1月29日）
ハスキーな声を持つ実在の女性歌い手をモデルにしたキャラクター。本人が歌う曲（カバー曲含む）を担当している。キャラクターデザインは、EXIT TUNES発売の1stアルバム『松下下上上←→AB』より、茶々ごまのイラストが元となっている。ただし、実在の松下本人とは誕生日が僅かに異なっている。
外部版権キャラクターであるが、プレイヤーキャラクターとしての使用ができ、キャラデコにも対応していた。
担当曲：ACラピストリア「Go↓Go↑Girls&Boys!」、ACエクラル「きゅん×きゅんばっきゅん☆LOVE」
担当曲（版権）：ACラピストリア版権曲「ロストワンの号哭」「クノイチでも恋がしたい」、AC peace版権曲「おねがいダーリン」「ホロウダンス」

### pop'n music éclale
Ace（エース）
誕生日：4月19日
ミチルと同じく男性アイドルグループ「MesiA」のメンバーのひとり。青髪。本名は「八剣 瑛須（やつるぎ えいす）」。
担当曲：ACエクラル「DEVIL's Magic」
担当曲（版権）：ACうさ猫版権曲「We are I★CHU! ※」
Alya（アルヤ）
誕生日：8月4日
禁忌を犯して名を奪われたへびつかい。本名は「アル・ハイア」。
担当曲：ACエクラル「trideca」、CS Lively「Astrogazer ※」
Amulet（アミュレット）
誕生日：10月4日
幼き天使の男の子。ポエットと同じくホワイトランド出身。
担当曲：ACエクラル「Geocentrism」、CS Lively「アルファ・スカイ ※」
DAN（ダン）
誕生日：3月19日
大型免許取得を目指している熱い男。祖父による最新のエンジン技術で小型のダンプカーの姿に変形することができる。
担当曲：ACエクラル「激走!!ヤング☆ダンプ!」
GRIM（グリム）
誕生日：3月20日
天にも昇るような歌声が魅力の女性アイドル。正体は死神で、ライブに隠れてファンの魂を搾取している。
担当曲：ACエクラル「蒼が消えるとき」、AC解明リドルズ「大正吸血鬼奇譚」「On dish or maindish?」
Horn（ほるん）
誕生日：6月3日
「おんぷの国」の小さなお姫様。
担当曲：ACエクラル「popcorn parade」、AC peace「CARTOON☆RagHour」
Jin（ジン）
誕生日：1月11日
砂の力を操る異国の少年。やや攻撃的な性格で、肩の上にトカゲを連れている。「つぎドカ!」の4人に関連する新キャラクターとしてデザインされているが、日本人ではなく「砂の国」出身。ゲーム中の名前の読みの表記は「ジン」だが、ポップンミュージックカードでは漢字表記の「塵」の名が付けられており、これは後に「日本で付けてもらった名前」とされている。
担当曲：ACエクラル「流離」
LOOF（ルーフ）
誕生日：9月9日
昔々タロットカードに封じられてしまったいたずら好きな悪魔。
公募企画「BEMANI×pixivイラストコンテスト」C枠採用の優秀賞受賞キャラクターであり、ユーザーからのデザインによるキャラクター。
担当曲：ACエクラル「Fate No.23」、AC peace「Blind」
担当曲（版権）：AC peace版権曲「Phantom Joke ※」
Melissa（メリッサ）
誕生日：8月3日
騎士になるために故郷を飛び出したお転婆なエルフの女の子。
公募企画「BEMANI×pixivイラストコンテスト」B枠採用の優秀賞受賞キャラクターであり、ユーザーからのデザインによるキャラクター。
担当曲：ACエクラル「INHERITANCE of WILL」、CS Lively「円環のヴァルキュリア -lopulla tragedia- ※」
Meteor（メテオ）
誕生日：6月29日
銀河系で話題を呼んでいる元マーチングバンド出身のギタリスト。
公募企画「BEMANI×pixivイラストコンテスト」A枠採用の最優秀賞受賞キャラクターであり、ユーザーからのデザインによるキャラクター。
担当曲：ACエクラル「MADSPEED狂信道」およびAC peace「-UPPER」、AC peace「Mirage Age」、AC解明リドルズ「Globe Glitter」
schall（シャル）
誕生日：12月30日
タクトに付き添うピアノの精霊。ACラピストリアではタクトと共に小さい姿で登場していたが、本作では独立したキャラクターとして大きくなった姿で登場する。
担当曲：ACエクラル「"Schall" we step?」、AC Jam&Fizz「ハートのフリット」
Vela（ベラ）
誕生日：5月1日
『SOUND VOLTEX』シリーズからのゲスト出演。同作の楽曲「False Cross」のジャケットでノーヴァと共に登場していた、黒い目隠しをした男性。
世界の境界に程近い空の果てに棲むピアニスト。ノーヴァとよく似た雰囲気を纏っている。
担当曲：ACエクラル「Trixxxter」、ACうさ猫「BILLION MONEY BAZOOKA」、AC peace「ΩVERSOUL」
Yagura Don（やぐらどん）
誕生日：8月15日
祭りの櫓をモチーフにしたロボット。OEDO星出身。
担当曲：ACエクラル「ON-DO」、AC UniLab「MA・TSU・RI」
あい
誕生日：???（お祝い日は7月1日）
『オトカ♥ドール』からのゲスト出演。同作のドールのひとり。
アニメはWIN・LOSEを除いて原作と同様の絵柄になっている。
ACうさ猫ではそれぞれの楽曲の元のメインキャラクターに合わせ、FEVER・WINアニメのみ改変されてそれぞれ魔王ルシ子、天使ちゃんプリッド、リリカが一緒に登場している。
担当曲：ACエクラル「オトカドール 〜このゆびとまれ〜」、ACうさ猫「黒い月の遊戯」「進め！女の子のマーチ」「BARRIER」
いろは
誕生日：5月27日
十二単を大胆にアレンジを加えた衣装を着た女の子。競技かるたと恋に力を入れている。
担当曲：ACエクラル「恋歌疾風!かるたクイーンいろは」
うまるちゃん ※
誕生日：9月26日
漫画・アニメ『干物妹!うまるちゃん』からのゲスト出演。同作の主人公。本名は「土間埋（どま うまる）」。今作では干物妹状態がメインで、WINやLOSEでは兄のタイヘイも登場する。各種アニメは原作のアニメ版と同様の絵柄になっている。
詳細は干物妹!うまるちゃん#主要人物を参照。
外部版権キャラクターであるが、プレイヤーキャラクターとしての使用ができ、キャラデコにも対応していた。2020年10月26日以降より担当楽曲と共にキャラクターも未収録となり、外部版権キャラクターの削除はチェリリー＆スージー、ふなっしー、ディズニーツムツムに続き4体目となる。
担当曲（版権）：ACエクラル版権曲「かくしん的☆めたまるふぉ〜ぜっ! ※」、ACうさ猫版権曲「にめんせい☆ウラオモテライフ! ※」
戦士いいいい（せんし-）
誕生日：酒場の登録日 11/12
勇者ああああの新たな仲間のバイト戦士。自転車で出勤している。
担当曲：ACエクラル「怒りと共に去りぬ!!」
タナカさん（田中さん）
誕生日：5月14日
カッパのサラリーマン。普段は営業部勤務だが、かっぱ巻きの正義のヒーロー「タナカッパマン」に変身して悪の組織「ブタドリル団」と戦う。
担当曲：ACエクラル「巻寿司戦隊ウマイヤン 〜コードネームはグリーン〜」
どすえ
誕生日：で・き・た・て（お祝い日は2月13日）
生八ツ橋に人間の足が生えた外見をした女性。京都で話題のはんなりガール。
担当曲：ACエクラル「はんなり京小町」

### pop'n music うさぎと猫と少年の夢
Eclat（エクラ）
誕生日：音が生まれた日（お祝い日は1月6日）
前作『pop'n music éclale』をテーマにしたキャラクター。輝きの空に存在する天女のような女性。「概念」や「実体が無い」と言われており、手足にあたる部分が透明になっている。
担当曲：ACうさ猫「НУМЛ」
Estel（エステル）
誕生日：2月16日
かつて機械と自然が共存したエルフの里にて、失われた技術を再び手にするまでひとりぼっちで機械いじりをしているエルフの女性。
担当曲：ACうさ猫「The last of world music」、AC peace「ネリと琥珀糖」、AC UniLab「Amulet of Enbarr」
GLEN（グレン）
誕生日：5月26日
空飛ぶくじらを追いかけて大空を旅する伝説の冒険者。
担当曲：ACうさ猫「Spiral Clouds」、CS Lively「昏き甲鉄のヴェルガ ※」
KAGURA（神楽）
誕生日：11月15日
山深い参道の先にある隠れ里の神社の巫女。
担当曲：ACうさ猫「乞い祈みの撫子」、CS Lively「儚キ戀ノ幻想譚 ※」
Lill（リル）
誕生日：4月7日
ちびっこユニコーンの男の子。メルヘン王国出身。サーカスに所属しているがまだ駆け出しなので、テント・カント、ペロ、ピータン、ナナなどの仲間たちが一緒にステージを盛り上げてくれている。FEVERアクション等で人間の姿にも変身できる。
担当曲：ACうさ猫「24/7 Popperz」、AC UniLab「あまるがむ」
NAVI（ナビ）
誕生日：5月24日
声優：村瀬歩
ACうさ猫でメインキャラクターとして登場。プロペラを付けた少年。「ナビくん」とも呼称される。ゲーム内でナビゲート役を務める他、プレーした楽曲に応じて様々な姿に成長する。
当初はナビゲート専用キャラクターとしての登場だったが、後にプレイヤーキャラクターとしても登場。
担当曲：ACうさ猫「メトロポリタン飛行」
Pisce（ピスケ）
誕生日：3月6日
寂しがりやのクラゲの子供。
担当曲：ACうさ猫「アルレシャ」
Sail（セイル）
誕生日：4月26日
背中に潜水艇のような搭乗ポッドを付けている大きな海竜の子。
担当曲：ACうさ猫「SailRen」、CS Lively「水晶塔のオルカ」
Sigre（時雨）
誕生日：11月17日
ふくろうを連れた中性的な少女。星の入った丸いビンを持っており、自分が蒔いた星で夜空をいっぱいにしたいと思っている。
一人称は「僕」だが、後にポップンミュージックカードにて性別が女性であることが判明した（ボク少女）。
担当曲：ACうさ猫「哀彩」、AC peace「星屑の夜果て」、AC UniLab「夜虹」
takuto（タクト）
誕生日：9月18日
タクトの幼少期の姿。時系列上はタクトとシャルが出会った頃にあたり、この頃はピアノが大好きで、まだ小さな精霊だった頃のシャルにピアノを弾いてあげていた。
名前表記が小文字の「takuto」となっており、ACラピストリアで登場していた成長後の姿の「TAKUTO」とカラー変更で繋がっている。
担当曲：ACうさ猫「君の音とAuftakt」
酒呑雷牙（しゅてんらいが）
誕生日：12月13日
暗雲に乗った鬼の青年。玉藻銀丸の仲間。
担当曲：ACうさ猫「人妖絵巻其の二「鬼」〜夜叉の祭は終夜〜」、CS Lively「FUZIN RIZIN ※」
如雨露ひめ（じょうろひめ）
誕生日：5月11日
水鉄砲を手に世界征服をしている女の子。
担当曲：ACうさ猫「如雨露姫が世界征服」、CS Lively「アモ」、AC Jam&Fizz「装填昇天エクソシスト」
崇徳鞍之丞（すとくくらのすけ）
誕生日：10月27日
妖を統べる鞍馬山の大天狗。
担当曲：ACうさ猫「人妖絵巻其の三「鴉天狗」〜 鞍馬のHAYATE 〜」、AC UniLab「鴉」「粋 -IKI-」
玉藻銀丸（たまもぎんまる）
誕生日：3月24日
稲荷の森に潜む妖狐。
担当曲：ACうさ猫「人妖絵巻其の一「狐」〜 紅楼ノ夢 〜」
担当曲（版権）：AC Jam&Fizz版権曲「ハルカナアルカナ」
ちぇるみん
誕生日：1月12日
左目が包帯で覆われている女の子。
担当曲：ACうさ猫「ドッペルゲンガー」、AC解明リドルズ「Poppin' Soda」、AC UniLab「ダイバージェンス」
ディズニー ツムツム ※
『ディズニー ツムツム』からのゲスト出演。ミッキーマウス、ドナルドダック、プルートなど同作のツムマスコットが重なっており、各種アクションで他のキャラクターのツムマスコットも登場する。
通常は使用できず、楽曲「AC版ディズニー ツムツムメドレー」を選んだ時だけ両側がこのキャラクターになるという特殊形式となっていた。
楽曲・キャラクター共にうさ猫での期間限定出現だったため、2017年7月26日以降より担当楽曲と共にキャラクターも未収録となり、CS版にも移植されていない。外部版権キャラクターの削除はチェリリー＆スージー、ふなっしーに続き3体目となる。
担当曲（版権）：ACうさ猫版権曲「AC版ディズニー ツムツムメドレー ※」
パステルくん
誕生日：11月4日
『REFLEC BEAT』シリーズからのゲスト出演。同作のマスコットキャラクターであるネズミの時計職人。
単独のキャラクターとして登場する以前にも、AC20「トゥインクルポップ（Twinkle Wonderland）」のさなえ♥ちゃんのハリアイイラストや、AC Sunny Park以降の氷海のアクションの一部に登場していた。
担当曲：ACうさ猫「星屑ブレスレット」
ルーさん
誕生日：1月26日
山奥に住む伝説の香辛料研究家。
担当曲：ACうさ猫「Akash」

### pop'n music peace
立ち絵イラストの絵柄が再び変更されている。
Deuil（ドゥイユ）
誕生日：不明（お祝い日は10月31日）
ユーリ、アッシュ、スマイルの3名で構成されたヴィジュアル系ロックバンド。
アニメーションはユーリをメインとして他2名も登場する形式となっているが、キャラクターセレクト画面のカラー変更ではユーリや他メンバーと繋がっていない。
担当曲：AC peace「Invisible Farewell」
Nornir（ノルニル）
誕生日：11月19日
時を司る3人の少女達。
担当曲：AC peace「25 o'clock the WORLD」

### pop'n music 解明リドルズ
Mimi Nyami（ミミニャミ）
誕生日：2月8日（ニャミ）、3月3日（ミミ）
ニャミとミミのコンビ。解明リドルズの衣装をベースに淡い水色の色合いとなっており、キャラクターセレクト画面のカラー変更では既存のミミ・ニャミやポッパーズとつながっていない。
担当曲：AC解明リドルズ「世界の果てに約束の凱歌を」

### pop'n music UniLab
Elem（エルム）
誕生日：11月21日
キマイラの女の子。丸底フラスコをモチーフにしたお供を連れている。
AC UniLabのイベント「なるなる♪ユニラボ実験室!」の最終実験として登場し、それに続くイベント「覚醒のエルム」にてメインキャラクターとなっている。
担当曲：AC UniLab「F/S」
SANS（サンズ）
誕生日：9月15日
『UNDERTALE』からのゲスト出演。同作のメインキャラクターの1人であるスケルトンのモンスター。外部版権キャラクターであるが、プレイヤーキャラクターとしての使用ができる。
担当曲（版権）：AC UniLab版権曲「Battle Against a True Hero/本物のヒーローとの戦い」「Hopes and Dreams/夢と希望」「MEGALOVANIA」

### pop'n stage
アーケード版『pop'n stage』シリーズ（以下ps）のキャラクターは、そのほとんどが本家AC・CSの各シリーズへ移植されている。AC版のキャラクターセレクトではそれぞれ、本家AC版に初移植された作品のカテゴリに存在している。
BOMBER（ボンバー） ※

アットホームパパなブタの男性。psではボンバーとファットボーイの姿がほぼ同じの配色違いだった。
本家ポップンシリーズにはAC、CS共に未登場。psではハードモードのデフォルトキャラクターとして登場し、exではダミやんの代理として「ヘヴィメタ」も担当していたが、CS6には登場しなかった。
CLARA（クララ）
誕生日：9月25日
山の上でヒツジの放牧をして暮らしている女の子。アルプスの風景が好きで狼が大嫌い。
AC版ではAC5のカテゴリにいる。
担当曲：ps/AC5「ヨーデル」
DICK（ディック）
誕生日：10月9日
カフェでいつも一人で座っているダンディな男性。イギリス出身。女性の写真を手にしているが、その女性については口を閉ざしている。普段はちょっと危険な仕事をしている。
AC版ではAC16から登場し、AC17以降はCSカテゴリにいる。
担当曲：ps/CS6「80'sポップ」
DRAGON（ドラゴン） ※

中国拳法の達人。日本の漫画好き。
担当曲：ps/CS6「カンフー ※」
FAT BOY（ファットボーイ）
誕生日：10月18日
黒いブタの男性。自分のことをあまり他人に話さない。
AC版ではAC5のカテゴリにいる。AC5では新曲担当として登場したため、ps当時の担当曲はACへ移植されていない。
担当曲：ps/CS6「スカコア ※」、AC5「ヘヴィロック」、ee'MALL「ミクスチャー (VOIDDD)」など。
HOTARU（ホタル）
誕生日：7月29日
劇団のトップスターの少女。プロ意識が強く、風邪をひいたり体調を崩すことを嫌う。
AC版ではAC5のカテゴリにいる。psではホタルの衣装とアニメはクララの配色違いの流用だったが、AC5へ移植の際にデザインが一新された。
担当曲：ps/AC5「ミュージカル」
MARGARET（マーガレット） ※

元気いっぱいなアメリカ人のそばかす少女。psではマーガレットとユリちゃんの姿がほぼ同じの配色違いだった。
本家ポップンシリーズにはAC、CS共に未登場。psでのみリエちゃんの代理として「ガーリィ」を担当していたが、CS6には登場しなかった。
MILLY（ミリィ） ※

ヒゲをつけてダンスのコスプレをしている少女。マリィの大ファン。
担当曲：ps/CS6「ファンク ※」
NAWOMI（ナヲミ）
誕生日：2月19日
サンバカーニバルの女性ダンサー。日本出身のブラジリアンハーフ。
AC版ではAC5のカテゴリにいる。CS11ではドン・モミーと共に登場し、2Pカラーではドン・モミーがメインになる。
AC17以降、過去に担当していた楽曲が未収録となったため、AC最新作では担当曲がない。
担当曲：ps/AC5「サンバ ※」、CS11「オヤジサンバ ※」
ROMA（ロマ） ※

ギターを手にした旅人。ドン・モミーとは親友。
担当曲：ps/CS6「スパニッシュ ※」
Secret D（シークレットD） ※

若いが、英国の組織ではチャーリーと並ぶ腕を持つ凄腕のスパイ。スナイパーとしても超一流だが、オフの日の彼はどこか寂しそうにしている。彼のプロフィールはイギリス出身であることを除き「???」で伏せられている。ディックに容姿や名前が似ており、一部アニメも共通しているが関係は明言されていない。
psとCS6ではチャーリーの代理として「スパイ」を担当しており、ACには未登場。
SPACE🪐MACO（スペース・マコ）
誕生日：10月14日
メルヘン王国の使者から（髪の色がそれっぽいというアバウトな理由で）マジカルプリンセスに指名された正義のヒロイン。キングに一目惚れし、追っかけをしている。
AC3ではキングの一部アクションに彼女らしき人物が登場している。
AC版ではAC5のカテゴリにいるほか、AC10では版権曲担当により新衣装になっている（後者はTVカテゴリ）。
担当曲：ps/AC5「アニメヒロイン」
担当曲（版権）：AC10版権曲「すきすきソング ※」、AC UniLab版権曲「ときめきブローカー」
THE♪MOCKEY（ザ・モッキー）
誕生日：9月29日
元はアメリカで平和に光合成していた木だったが、ある時不思議なレゲエTシャツを着せられてレゲエダンサーの男性姿に変身し、以降レゲエの心を広めるために各地を回っている。
AC版ではAC8のカテゴリにいるが、2Pカラー選択不可。
AC17以降、過去に担当していた楽曲が未収録となったため、AC最新作では担当曲がない。
担当曲：ps/AC8/CS6「レゲエ (BoaBoaLady!) ※」
TROPPiE（トロッピー）
誕生日：8月7日
トロピカルなバナナのフラダンサー。メルヘン王国出身。時々お城を抜け出して遊びに来る王子のディーノと仲良し。
AC版ではAC8のカテゴリにいるが、2Pカラー選択不可。一方、CS14では2Pカラーで楽曲を担当している。
担当曲：ps/AC8/CS6「トロピカル」、CS14「カーニバル (Sunshine Dance) ※」
YURI*chan（ユリちゃん）
誕生日：5月23日
美容師に憧れて修行中の日本人の女の子。若干内気。そばかすがチャームポイント。シブーストというケーキが好物。
AC版ではAC6のカテゴリにいる他、アニメが一部変更されている。
担当曲：ps/AC6「ガールズポップ」、ee'MALL「ジェットコースターポップ」

### pop'n stage ex
INUCHIYO（いぬ千代）
誕生日：5月20日
イヌの帽子を被った少年。イヌの姿にもなれる。少年の姿の時とイヌの姿の時では趣味などのプロフィールが一部異なる。
ポップンワールドの神であるMZDの手下のうちの1匹。モデルはAC3などのキャラクターデザイナー、いぬ千代。ただし、実在のいぬ千代本人とは誕生日が異なっている。
『pop'n stage ex』ではアスパラ星人に連れて来られてポップンステージの上で踊り、exでの追加新曲やAC3からの移植曲の担当キャラクターとして登場していた。また、exではダイヤ、ドナ、ケイト、アッシュとそれぞれ一緒に登場するバージョンもあった。
AC版ではAC8のカテゴリにいる。
担当曲：psex/AC8/CS6「スキャット」およびAC11「ウラ・-」

### pop'n music ANIMELO
AC版『ANIMELO』『-2号』、およびCS版『アニメーションメロディ』『-GB』にのみ登場し、本家ポップンシリーズには未登場。
HERO ANIMELO（ヒーロー・アニメロ） ※
正義感溢れる真っ赤なボディを持つ、不思議な小人・アニメロのひとり。
ヒーロー系の曲を担当。
CUTE ANIMELO（キュート・アニメロ） ※
魔法のスティックを持ち、唯一魔法が使えるピンクのアニメロ。
少女アニメ系の曲を担当。
COMICAL ANIMELO（コミカル・アニメロ） ※
とぼけた雰囲気の黄色いアニメロ。
愉快な曲を担当。
DASH ANIMELO（ダッシュ・アニメロ） ※
青いボディのクールなアニメロ。ヒーローをライバル視している。
クール系の曲を担当。
THRILL ANIMELO（スリル・アニメロ） ※
少し不気味な雰囲気の緑色のアニメロ。
ホラー系の曲を担当。
ROBO ANIMELO（ロボ・アニメロ） ※
ロボットのような姿の謎のアニメロ。外骨格をまとっているという噂もある。
ロボットアニメ系の曲を担当。

### pop'n music MICKEY TUNES
全て、ミッキーマウスなどディズニーの作品に登場するキャラクターとなっている。AC版『MICKEY TUNES』『-!』、およびCS版『DISNEY TUNES』『-GB』にのみ登場し、本家ポップンシリーズには未登場。
プレイヤーキャラクター（左側）は自由選択できず、AC版ではミッキー（9ボタン時）またはミニー（5ボタン時）で常に固定されており、PS版では各曲に合わせてプレイヤーキャラクターが変化する（例として「トータリー・ミニー」ではプレイヤー側（左）がミニー、ライバル側（右）がプルート固定など）。GB版では画面サイズの関係上、右側に表示される担当キャラクターがそのままプレイヤーキャラクターとなる。
キャラクターの名前表記はプレー中はカタカナになっており、楽曲選択時のみチケットにその楽曲の「ACTOR / ACTRESS」として名前の英字綴りが表示されている（下記ではカッコ内に記載）。担当曲は全て版権曲となる。
ミッキー (MICKEY) ※
AC版では9ボタンの固定プレイヤーキャラクターであり、自身の担当曲をプレイすると相手側はミニーに変化する。
担当曲：AC MICKEY TUNES「ザ・グレイテスト・バンド」
ミニー (MINNIE) ※
AC版では5ボタンの固定プレイヤーキャラクターであり、自身の担当曲をプレイすると相手側はミッキーに変化する。
担当曲：AC MICKEY TUNES「アイス・アイス・ミッキー」、CS DISNEY TUNES GB「ミニーのユー フー!」
グーフィー (Goofy) ※
担当曲：AC MICKEY TUNES「ジッパ・ディー・ドゥー・ダー」
グランマ ダック (GRANDMA DUCK) ※
ドナルドダックの父方の祖母。
担当曲：AC MICKEY TUNES「わらの中の七面鳥」
スクルージ (SCROOGE McDUCK) ※
担当曲：AC MICKEY TUNES「イッツ・ア・スモール・ワールド」
チップ デール (CHIPn'DALE) ※
担当曲：AC MICKEY TUNES「ミッキー・マニア」、CS DISNEY TUNES GB「みわくのチキルーム」
デイジー (DAISY DUCK) ※
担当曲：AC MICKEY TUNES「ウェルカム・トゥー・リオ」「ダンス・ウィズ・ミッキー」、CS DISNEY TUNES GB「メニー メニー スターズ」
ドナルド (DONALD DUCK) ※
担当曲：AC MICKEY TUNES「クレイジー・バウト・ザ・マウス」「ミッキーマウス・マーチ」「D.D.D!」、CS DISNEY TUNES GB「イージー・ホリディ!」
ヒューイ デューイ ルーイ (HUEY DEWEY and LOUIE) ※
担当曲：AC MICKEY TUNES「エレクトリカルパレード」
プルート (PLUTO) ※
担当曲：AC MICKEY TUNES「トータリー・ミニー」
モーティー フェルディー (FERDY AND MORTY) ※
ミッキーマウスの甥っ子達。
担当曲：AC MICKEY TUNES「マウストラップ」

### pop'n music GB
GB出身のキャラクターは、AC版のキャラクターセレクトではAC10のカテゴリで選択できる。
Beartank（ベアタンク）
誕生日：7月23日
『らくがきっず』からのゲスト出演。魔法のクレヨンで描かれた落書きのクマ。CS GBとAC10ではアニメが大幅に変更されており、AC10版の方は原作のアクションに近いものとなっている。
担当曲：CS GB/AC10「ラクガキッズ」
KID（キッド）
誕生日：9月10日
クールでお茶目な凄腕ギャング。見た目はボゥイに似ている。
CS GBではボゥイとキッドの姿がほぼ同じの配色違いだったが、AC10へ移植の際に衣装とデザインが新しく描き下ろされた。
担当曲：CS GB/AC10「ギャング」

### pop'n music Best Hits!
AC版ではAC10から登場。
Liddell（リデル）
誕生日：5月4日
B級ホラー映画界の女優として話題のゴスロリファッション好きなゾンビの女の子。
担当曲：CS Best Hits!「スクリーン」、CS11「フレンチメルヘン」
nico（ニコ）
誕生日：11月7日
未来から来た少年探偵。
担当曲：CS Best Hits!「エレクトロ」

### pop'n 対戦ぱずるだま ONLINE
ジャージメン ※

ジャージ姿のパフォーマー集団4人組。島根県出身。普段は市役所で働く公務員。赤いジャージを着たメンバーは、ギターを持っている。
PlayStation 2版『pop'n 対戦ぱずるだま ONLINE』のラスボスとして登場するオリジナルキャラクター。本家ポップンシリーズには未登場。
BGM：「ぱずるだま（ジャージメン 愛のテーマ） ※」

### Beat'n Groovy
Xbox Live Arcade版『Beat'n Groovy』では登場するキャラクターが異なっている。本家ポップンシリーズには未登場。

### ポップンミュージック (Wii)
Wii版では、過去作品にも登場したポップンキャラクター達の他に、自分で作成したMiiをプレイヤーキャラクターとして使用することができる。また、プレイ中の背景にも、本体に登録されている他のMiiが登場する。

### pop'n music portable
NINON（ニノン）
誕生日：3月28日
春の天気を司る女の子。怒らせると嵐になってしまう。
AC版ではAC18から登場。
担当曲：CS portable「ポータブルポップ」、CS Lively「天泣」
REINA（レイナ）
誕生日：11月20日
猫顔で尻尾のある女の子。世界は自分を中心に回っていると思っていて、孤独感が嫌い。
AC版ではAC19から登場。
担当曲：CS portable「ラブリーキャットポップ」
担当曲（版権）：ACうさ猫版権曲「ようこそジャパリパークへ ※」

### うたっち
ニンテンドーDS版『うたっち』の登場キャラクターは、そのほとんどが過去作品にも登場したポップンキャラクター達だが、メインキャラクター2名のみオリジナルキャラクターとなっている。どちらもプレイヤー専用キャラクターであり、キャンペーンモードでの担当曲はない。
K-SUKE（ケースケ） ※

アイスミントのお菓子が人間になった男性アイドル。くいしんぼうカエルの「たっちぃ」がお菓子の国で大繁殖してしまったという知らせを聞き、幼馴染のなっつんや、ライブや歌番組で知り合った世界中の仲間達と共に、歌でたっちぃをおびき出して捕獲しようとする。お祭り騒ぎが大好きで少し軽い性格。
なっつん ※

イチゴクリームのお菓子が人間になった女性アイドル。真面目な性格で、歌が大好き。K-SUKEの幼馴染で、軽はずみな彼のお世話役的な立場。

### pop'n music portable 2
AC版ではAC20から登場。
HushMAN（ハッシュマン）
誕生日：いつだったかな〜（お祝い日は11月23日）
こんがり焼けた肌に、足まで伸びたドレッドヘアーのダンサー。パイプをふかしながらタイコを打ち鳴らし踊っている。
担当曲：CS portable2「ラウドビーチ」、AC Jam&Fizz「Surfing Area51」
PARABO（パラボー）
誕生日：6月13日
長い間宇宙を旅している人型小惑星探査機。語尾に「です」をつけて喋る。日本製。嫌いなものは無い。
誕生日である6月13日は、探査機「はやぶさ」の帰還日に由来する。
担当曲：CS portable2「スペースポップ」
ぐわんぜさま
誕生日：4月9日
遠い国の祠でねずみと一緒に暮らしている、男の子の姿の神様。1000年前の過去の因縁からMZDを一方的にライバル視している。
担当曲：CS portable2「カグランジ」

### pop'n music M
ときめきメモリアル Girl's Side 3rd Story ※
誕生日：7月1日（桜井琉夏）、5月19日（桜井琥一）、9月8日（不二山嵐）、11月25日（新名旬平）、1月19日（紺野玉緒）、2月17日（設楽聖司）
『ときめきメモリアル Girl's Side 3rd Story』からのゲスト出演。携帯電話アプリ版向けの曲として2012年3月15日より配信開始。ただし、アプリ『pop'n music M』は2014年3月に他のBEMANIアプリと共に配信終了している。
デフォルトの攻略キャラである桜井 琉夏、桜井 琥一、不二山 嵐、新名 旬平、紺野 玉緒、設楽 聖司がデフォルメされて6人一組になって登場する。
担当曲：CS M「ガールズサイド ※」

### ポップン リズミン
霧島 司（きりしま つかさ）
誕生日：8月1日
音羽 慎之介（おとわ しんのすけ） ※
誕生日：3月18日
辻 魁斗（つじ かいと） ※
誕生日：11月25日
伊達 京也（だて きょうや）
誕生日：1月16日
不破 剣人（ふわ けんと） ※
誕生日：6月26日
神崎 透（かんざき とおる） ※
誕生日：10月23日
以上6名は『ときめきレストラン☆☆☆』からのゲスト出演。2014年6月20日より「キャラくじ」で引けるプレイヤーキャラクターとして登場。
霧島司と伊達京也は2014年8月13日よりACラピストリアにも登場。
ACうさ猫では新曲とアルバムジャケットを基にした新たな衣装が追加されていたが、これらの楽曲と衣装に限り2019年11月25日をもって配信終了となった。
担当曲（霧島司）：リズミン/ACラピストリア版権曲「Show Up!」、ACうさ猫版権曲「運命のLady ※」
担当曲（伊達京也）：リズミン/ACラピストリア版権曲「CHEAT DANCER」、ACうさ猫版権曲「Burning with U ※」

### その他のキャラクター
以下は、プレイヤーキャラクターとしてもライバルキャラクターとしても登場しないがゲームシステム上で単体で登場しているキャラクターである。
ロケット3人組
裏方専用キャラクターとして、この3体が存在する。このキャラクター達の初出は、AC2での隠しプレイオプションのコマンド入力時にロケットのように飛び上がって登場しコマンド入力成功を知らせるというもので、AC3でも同様の役目で台車の上で縛られた姿で登場した。ゲーム上では名前が不明だったが、後にAC2公式サイトの「pop'n music peace page」でそれぞれの名前と設定が公開された。AC7から12までのチャレンジモードのオジャマノルマ「オジャマ攻撃!」か「EXCITE + オジャマ攻撃!（AC9まで）」を一部の曲で使用した場合にも、AC2・3でのグラフィックを流用して登場していたが、同ノルマが削除されたAC13以降には登場していない。AC16以降はポップンドリームのムービーに一瞬だけ登場している。
夏織（なつお）
下裾がボロボロのスカートと紺のブレザーを着ている女性。両足からロケットを噴射して飛ぶことができる。AC2・3ではランダムのコマンド入力成功時に出現。
ZOゲル（ぞーげる）
見たとおり背広を着ているゾウだが体型はゲームのコマのような円錐状の形をしている。ロケットを噴射して飛ぶことができるが噴射口は足がないため一つしかない。AC2・3ではミラーのコマンド入力成功時に出現。
玉緒（たまお）
上記のZOゲルと同じ体型のキツネ。ZOゲルと同じく脚部は噴射口一つのロケットである。AC2・3ではヒドゥンのコマンド入力成功時に出現。

## 参考資料
- 『ポップンミュージック 公式ガイド』 ISBN 4-7571-8038-1 / NTT出版、1999年3月10日 (AC1 / CS1)
- 『ポップンミュージック キャラクタービジュアルガイド』 ISBN 4-88317-890-0 / 新紀元社、2001年8月10日 (AC1 - 6 / CS1 - 4)
- 『pop'n music BOOK! ポップンな関係EXTRA』 ISBN 4-7577-1405-X / エンターブレイン、2003年2月28日（AC6 - 9 / CS5 - 7・BH / pop'n stage - ex）
- 『pop'n music スーパーコレクション』 ISBN 4-7753-0189-6 / 新紀元社、2003年8月8日（キャラクターグッズ、関連商品）
- 『ポップンミュージック キャラクターイラストブック （わくわく! ポップンイラストブック）』 ISBN 4-86155-133-1 / コナミデジタルエンタテインメント、2006年7月7日（AC10 - 13 / CS Best Hits!・8 - 12）
- 『ポップンミュージック キャラクターイラストブック （うきうき! ポップンイラストブック）』 ISBN 978-4-86155-191-8 / コナミデジタルエンタテインメント、2007年11月22日 (AC14 - 15 / CS13 - 14)
- 『ポップンミュージック キャラクターイラストブック （るんるん♪ ポップンイラストブック）』 ISBN 978-4-86155-222-9 / コナミデジタルエンタテインメント、2008年4月25日 (AC1 - 5 / CS1 - 5 / pop'n stage - ex)
- 『ポップンミュージック キャラクターイラストブック （キラキラ★ ポップンイラストブック）』 ISBN 978-4-86155-255-7 / コナミデジタルエンタテインメント、2009年12月11日 (AC16 - 17)
- 『ポップンミュージック キャラクターイラストブック （らんらん♪ ポップンイラストブック）』 ISBN 978-4-86155-254-0 / コナミデジタルエンタテインメント、2010年2月4日 (AC6 - 9 / CS6 - 7)
- 『ポップンミュージック キャラクターイラストブック （ゆけゆけ! ポップンイラストブック）』 ISBN 978-4-19-863399-8 / 徳間書店/ニンテンドードリーム編集部・編、2012年4月20日（AC18 - 19 / HELLO! / CSportable1 - 2 / Wii / うたっち）
- サウンドトラック『pop'n music うさぎと猫と少年の夢 Original Soundtrack 20th Anniversary Edition』特典DVD『ポップンミュージック キャラクターイラスト コンプリートDVD』 KONAMI / 2018年10月10日（AC1 - 20・Sunny Park - うさ猫 / CS1 - 14・Best Hits!・portable1 - 2 / pop'n stage - ex / Wii / うたっち / HELLO! / リズミン）
- ポップンミュージックワールド - ウェイバックマシン（2018年2月2日アーカイブ分）